# 19. Januar
Der 19. Januar (auch 19. Jänner) ist der 19. Tag des gregorianischen Kalenders, somit bleiben 346 Tage (in Schaltjahren 347 Tage) bis zum Jahresende.

## Ereignisse

### Politik und Weltgeschehen
- 0379: Der römische Kaiser Gratian erhebt den ehemaligen General Theodosius zum Augustus und macht ihn zum Mitkaiser. Theodosius I. erhält den Herrschaftsbereich im Osten.
- 0532: In Konstantinopel werden der im Nika-Aufstand zum Gegenkaiser ausgerufene Flavius Hypatius und sein Bruder Flavius Pompeius hingerichtet und ihre Leichen ins Marmarameer geworfen.

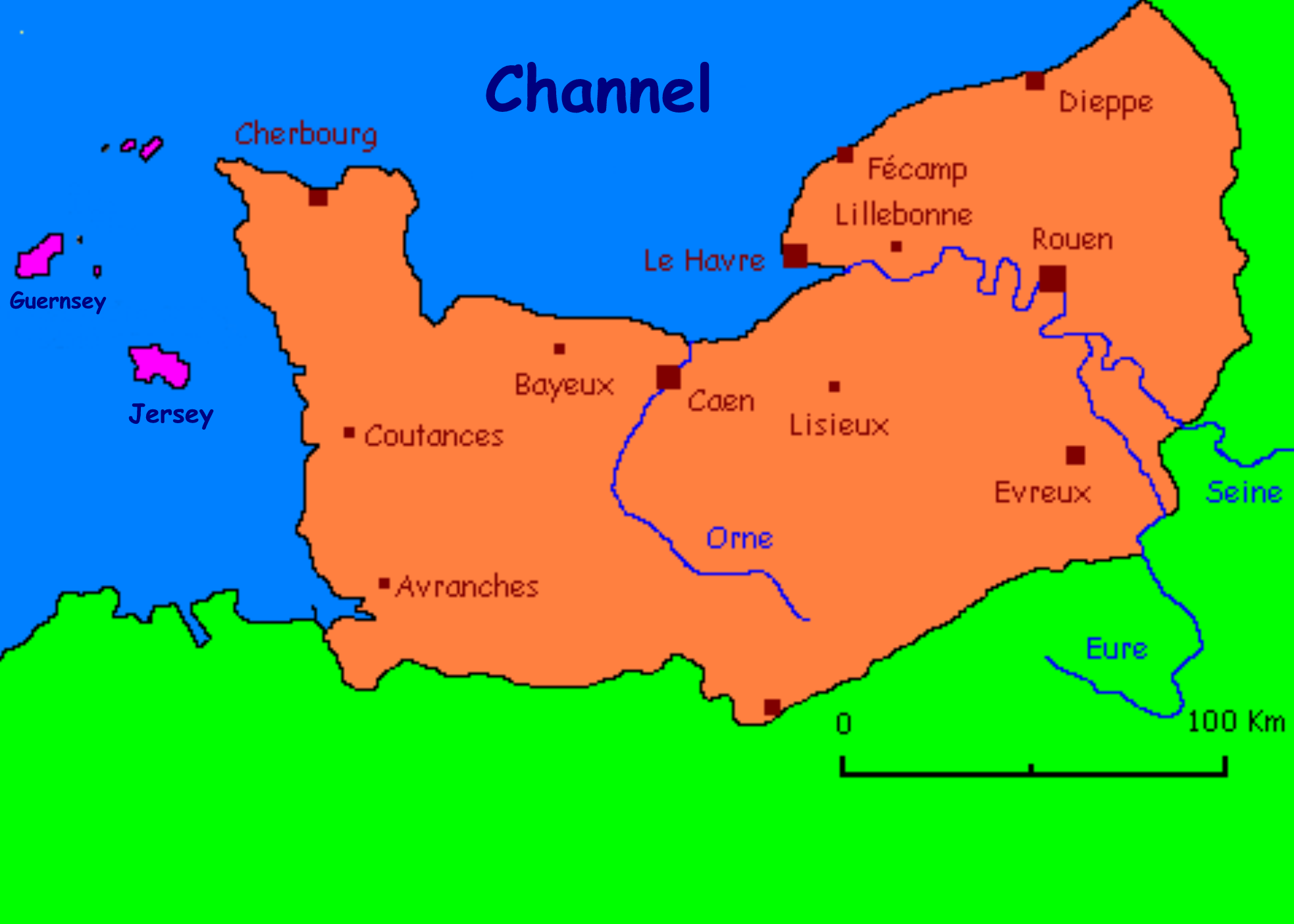
1419: Die Normandie unter englischer Herrschaft

- 1419: Der englische König Heinrich V. nimmt im Hundertjährigen Krieg gegen Frankreich die Stadt Rouen ein, die Normandie wird der englischen Krone unterstellt.
- 1520: In der Schlacht bei Bogesund besiegt der neue König der Kalmarer Union, Christian II., den schwedischen Reichsverweser Sven Sture den Jüngeren, der in der Schlacht tödlich verwundet wird. Damit kommt Schweden wieder unter dänische Herrschaft.
- 1795: Nach der Eroberung durch das revolutionäre Frankreich wird in den Niederlanden die Batavische Republik als französische Tochterrepublik ausgerufen. Damit endet die Republik der Sieben Vereinigten Provinzen.

1806: Kap der Guten Hoffnung

- 1806: Elf Tage nach der Rückeroberung der Kapkolonie von der Batavischen Republik besetzen die Briten auch das Kap der Guten Hoffnung.

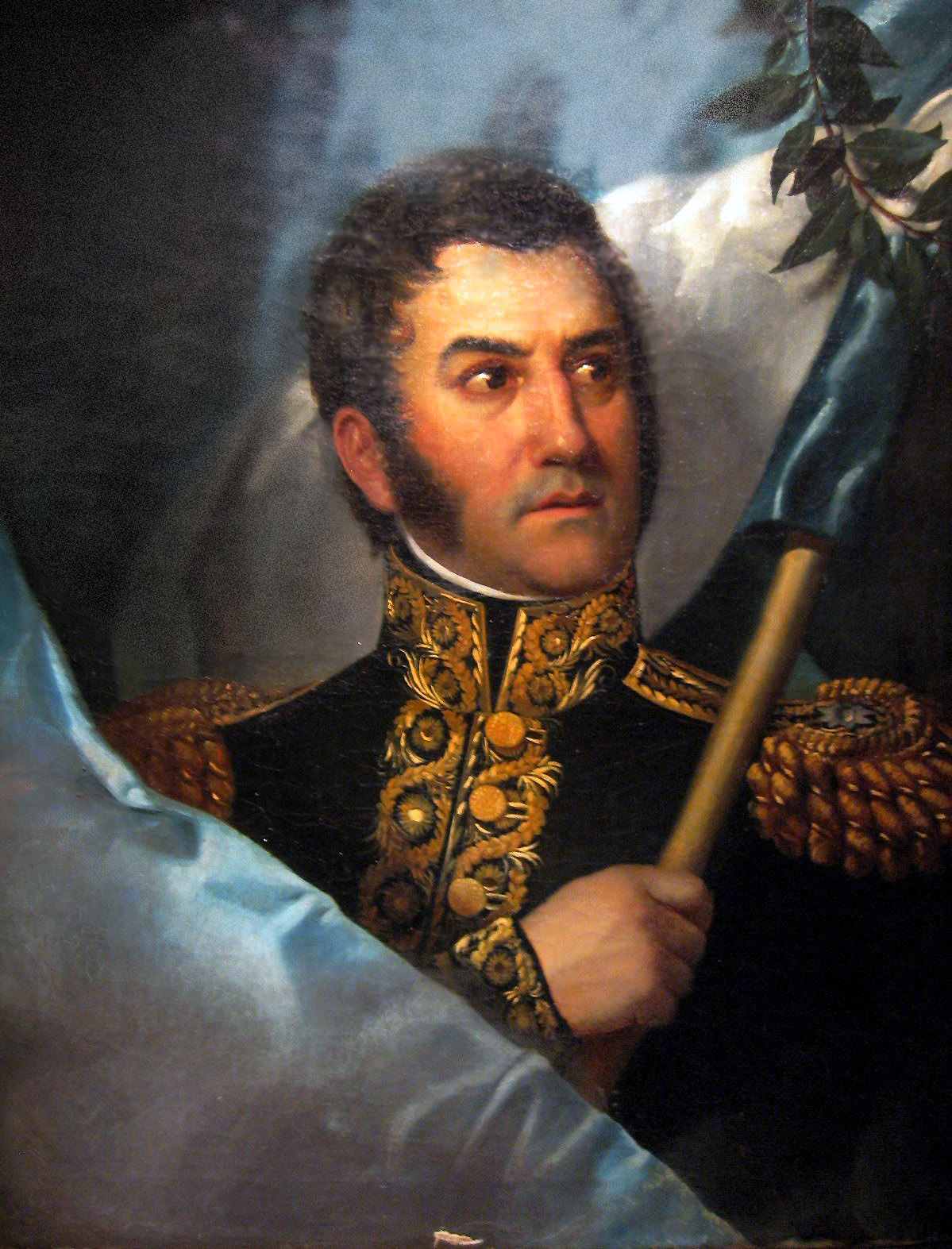
1817: José de San Martín

- 1817: Der südamerikanische Revolutionär José de San Martín bricht mit über 5.400 Soldaten aus Argentinien über die Anden auf, um Chile und Peru, das damalige Vizekönigreich Peru, von der spanischen Kolonialherrschaft zu befreien.
- 1861: Mit Georgia tritt der fünfte Südstaat aus den Vereinigten Staaten von Amerika aus. Zwei Wochen später ist Georgia Mitbegründer der Konföderierten Staaten von Amerika.
- 1871: In der Schlacht bei Buzenval versuchen im Deutsch-Französischen Krieg die in Paris belagerten französischen Einheiten einen Ausfall in Richtung Versailles. Die Gegenoffensive scheitert an den preußischen Truppen. Die heranrückende französische Nordarmee unterliegt am selben Tag in der Schlacht bei Saint-Quentin.
- 1883: Nach viermonatiger Belagerung nehmen aufständische Mahdisten unter dem Mahdi Muhammad Ahmad die von Ägypten gehaltene sudanesische Provinzhauptstadt El Obeid ein.
- 1915: Deutsche Zeppeline bombardieren im Ersten Weltkrieg die ostenglischen Städte Great Yarmouth und King’s Lynn und töten vier Zivilisten. Damit beginnen regelmäßige Luftangriffe auf Großbritannien. Von Mai 1915 bis 1917 wird auch London von Luftschiffen angegriffen.

1917: Zimmermann-Depesche

- 1917: Der britische Geheimdienst fängt im Ersten Weltkrieg die Zimmermann-Depesche ab, in der der deutsche Diplomat Arthur Zimmermann Mexiko ein Bündnis gegen die noch nicht im Krieg befindlichen USA vorschlägt.

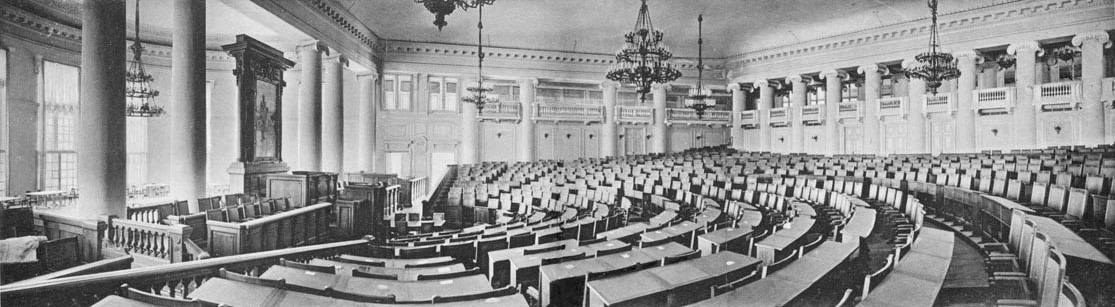
1918: Sitzungssaal im Taurischen Palais

- 1918: Die bolschewistische Regierung Russlands verhindert am zweiten Tag ein neuerliches Zusammentreten der Russischen konstituierenden Versammlung im Taurischen Palais, weil in diesem die Sozialrevolutionäre die Mehrheit haben.
- 1919: Für die Wahl zur Deutschen Nationalversammlung erhalten erstmals Frauen das aktive und passive Wahlrecht.
- 1931: Die von der Kongresspartei boykottierte Londoner Konferenz über das Kolonialgebiet Indien endet ergebnislos. Die britische Vorstellung eines Dominions findet keine Mehrheit bei den indischen Teilnehmern.
- 1939: Mit der Tibet-Expedition unter Führung von Ernst Schäfer erreichen erstmals Deutsche die tibetische Hauptstadt Lhasa.
- 1945: Die Rote Armee erobert im Zweiten Weltkrieg die polnische Stadt Łódź und befreit das Ghetto Litzmannstadt, in dem sich jedoch von den ursprünglich rund 160.000 polnischen jüdischen Gefangenen nach vorhergehenden Massenmorden nur noch rund 900 vorfinden.
- 1946: Douglas MacArthur erlässt die Tokio Charta, die Grundlage für die späteren Tokioter Prozesse.

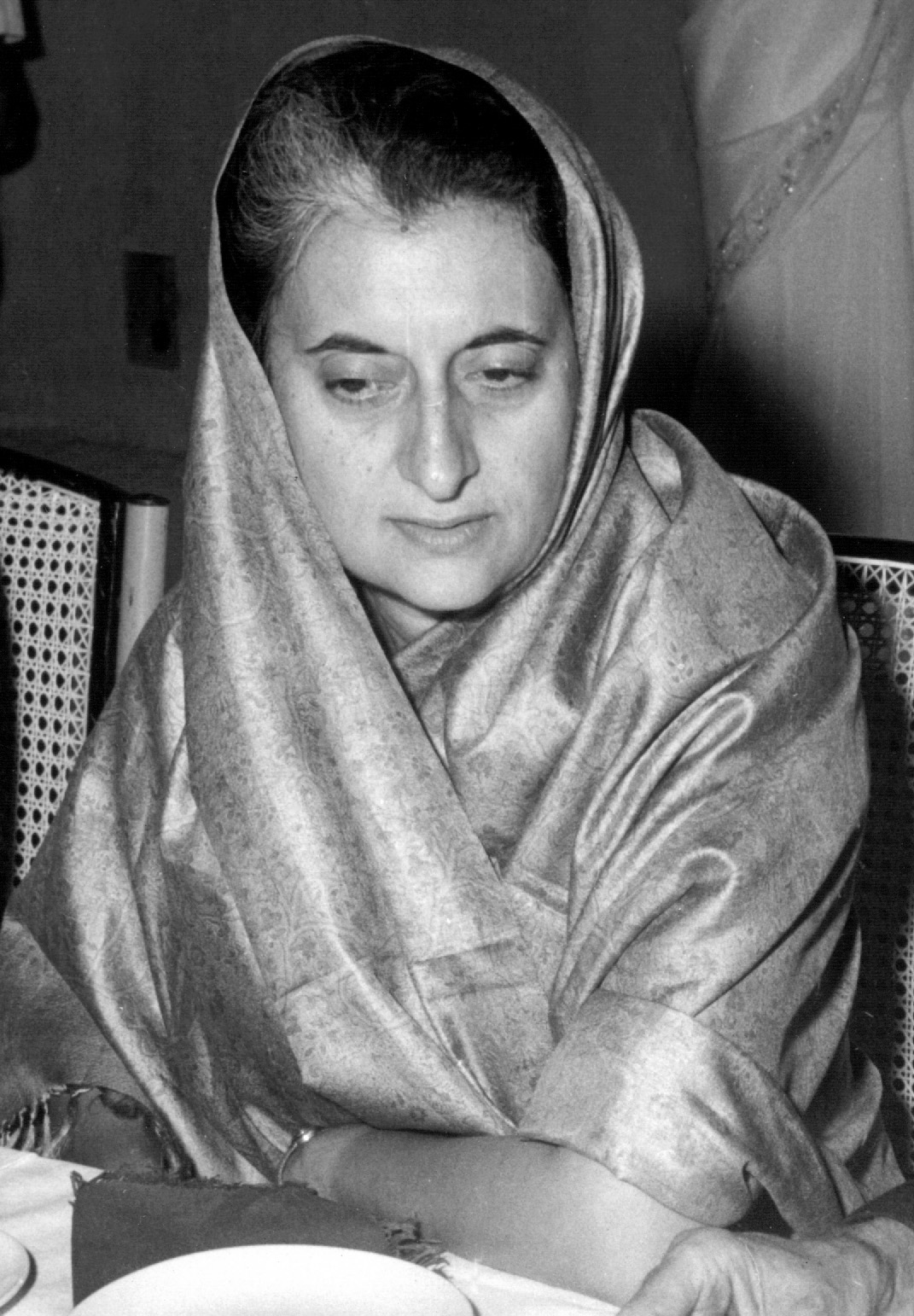
1966: Indira Gandhi

- 1966: In Indien wird die von der Kongresspartei nominierte Indira Gandhi zur ersten Premierministerin gewählt. Sie übernimmt das Amt des einige Tage zuvor unerwartet verstorbenen Lal Bahadur Shastri, in dessen Kabinett sie Informationsministerin war. Nach Sirimavo Bandaranaike in Ceylon ist Indira Gandhi die zweite Staatschefin in Asien.
- 1977: US-Präsident Gerald Ford begnadigt die japanischstämmige US-Amerikanerin Iva Ikuko Toguri D’Aquino, die während des Zweiten Weltkriegs als Tokyo Rose Moderatorin einer japanischen Propagandasendung gewesen ist und nach ihrer Haftentlassung eine Deportationsbescheinigung nach Japan erhalten hat.
- 1983: Klaus Barbie, früherer Gestapo-Chef in Lyon und gesuchter NS-Kriegsverbrecher („Schlächter von Lyon“), wird in Bolivien festgenommen, wo er als Klaus Altmann lebte.
- 2002: Im Bürgenstock in der Schweiz schließen Vertreter der Konfliktparteien im Sezessionskrieg im Südsudan einen Waffenstillstand, das Bürgenstock-Abkommen. In den darauf folgenden Gesprächen einigt man sich drei Jahre später auf ein Friedensabkommen für die sudanesische Region, in dem dem Südsudan Autonomierechte zugestanden werden.
- 2025: In Seoul kommt der bereits suspendierte südkoreanische Präsident Yoon Suk-yeol in Untersuchungshaft, weil er das Kriegsrecht ausrief. Anhänger begehen Ausschreitungen und stürmen das Gerichtsgebäude.

### Wirtschaft
- 1915: Das US-Patentamt erteilt Georges Claude ein Patent auf die Neonröhre.
- 1925: Im schwedischen Älvdalen gründet Albin Hagström das Unternehmen Hagström zur Herstellung von Musikinstrumenten.
- 1934: In den USA beantragt Laurens Hammond Patentschutz für eine von ihm entwickelte elektronische Orgel, die Hammondorgel.

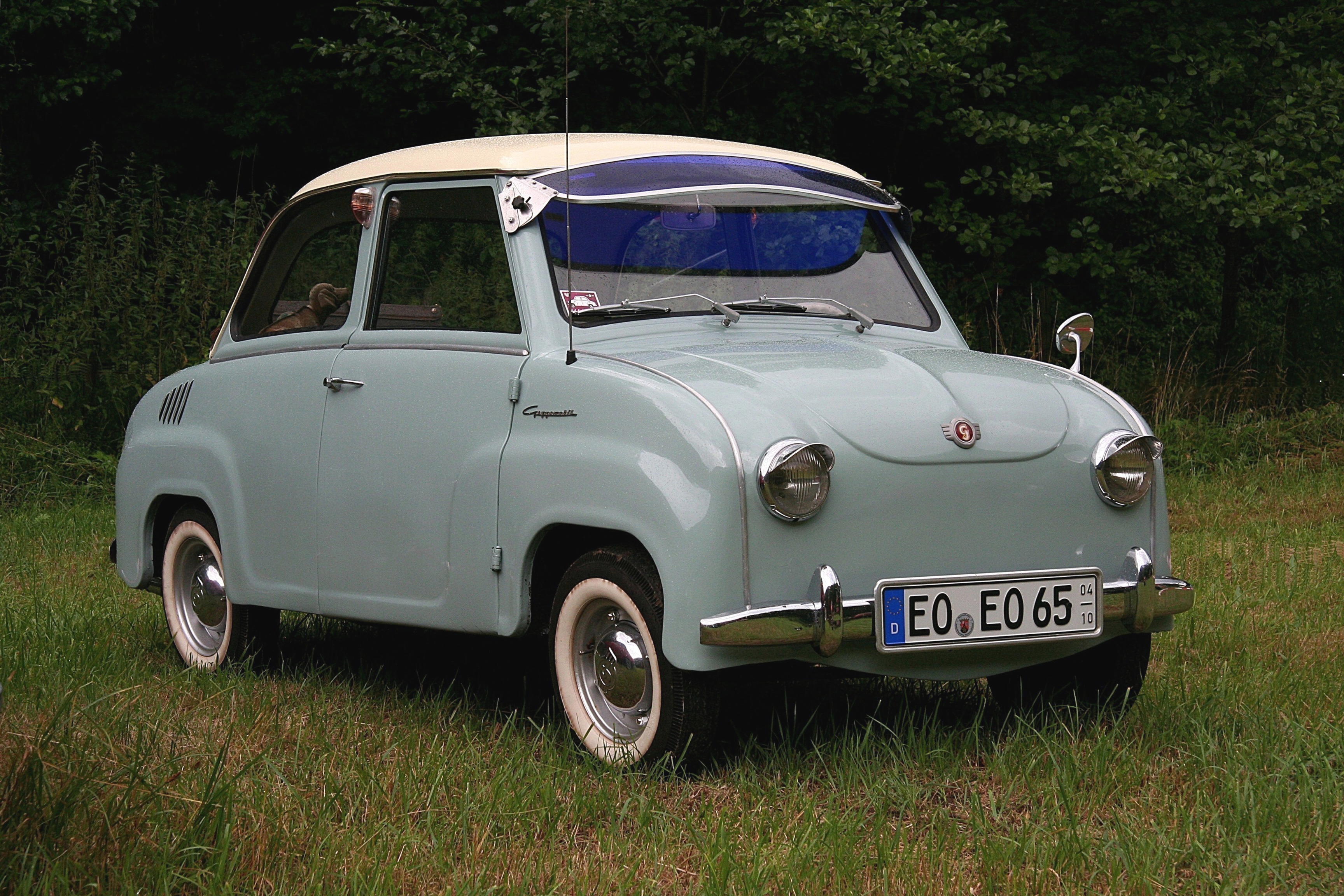
1955: Goggomobil

- 1955: In den Dingolfinger Hans-Glas-Werken läuft das erste Goggomobil vom Band.

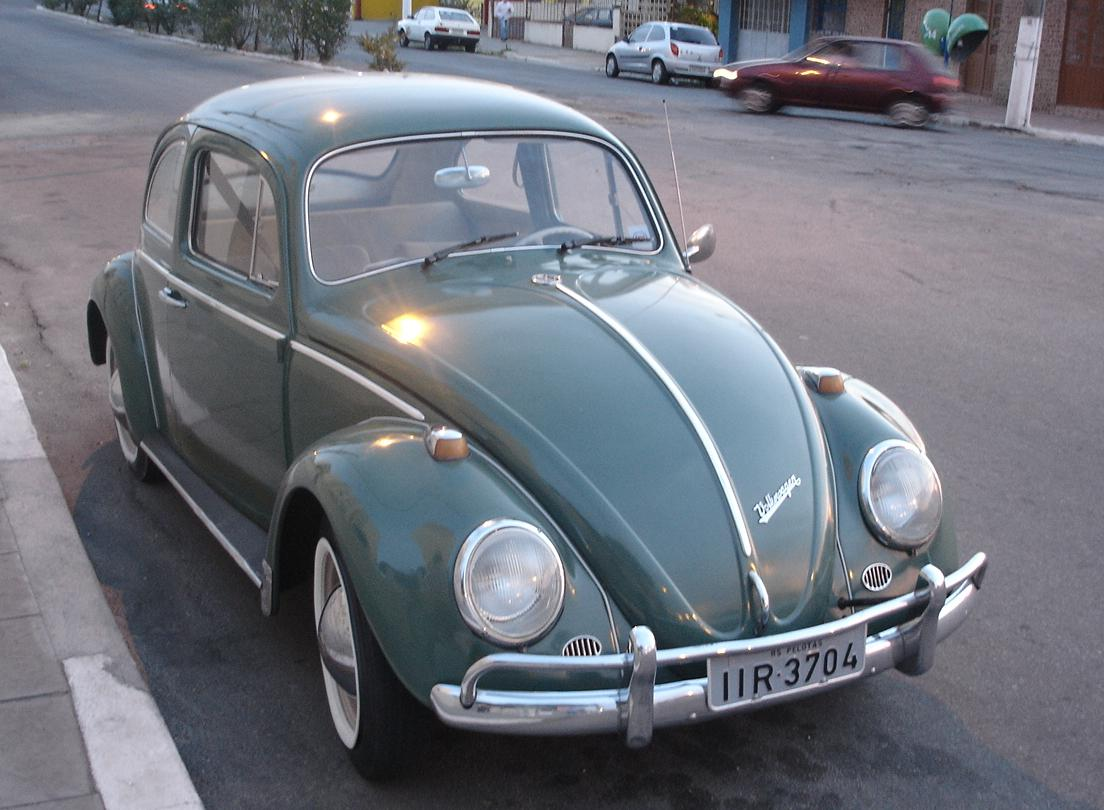
1978: Ende des VW-Käfers

- 1978: Der letzte VW Käfer aus europäischer Fertigung läuft im Volkswagenwerk Emden vom Band.
- 2025: TikTok stellt kurzzeitig den Betrieb in den Vereinigten Staaten ein.

### Wissenschaft und Technik
- 1711: Die Königlich Preußische Sozietät der Wissenschaften übergibt auf ihrer ersten feierlichen Versammlung die fertiggestellte Berliner Sternwarte.
- 1863: Im Haus von August von Bethmann-Hollweg in Berlin wird die Mittwochsgesellschaft, ein auserlesener Diskussionszirkel, gegründet.
- 1905: In Duisburg-Meiderich wird die Gesellschaft für Teerverwertung gegründet, die sich innerhalb von zehn Jahren zur weltweit größten Steinkohlenteerdestillation entfaltet.
- 1958: Der britische Polarforscher Vivian Fuchs trifft mit seinem Team im Rahmen der British Commonwealth Transantarctic Expedition als vierte Expedition am Südpol ein.
- 1965: Von Cape Canaveral aus startet die unbemannte Gemini-2-Mission. In einem ballistischen Kurzflug testen die USA den Wiedereintritt eines Flugkörpers in die Erdatmosphäre.

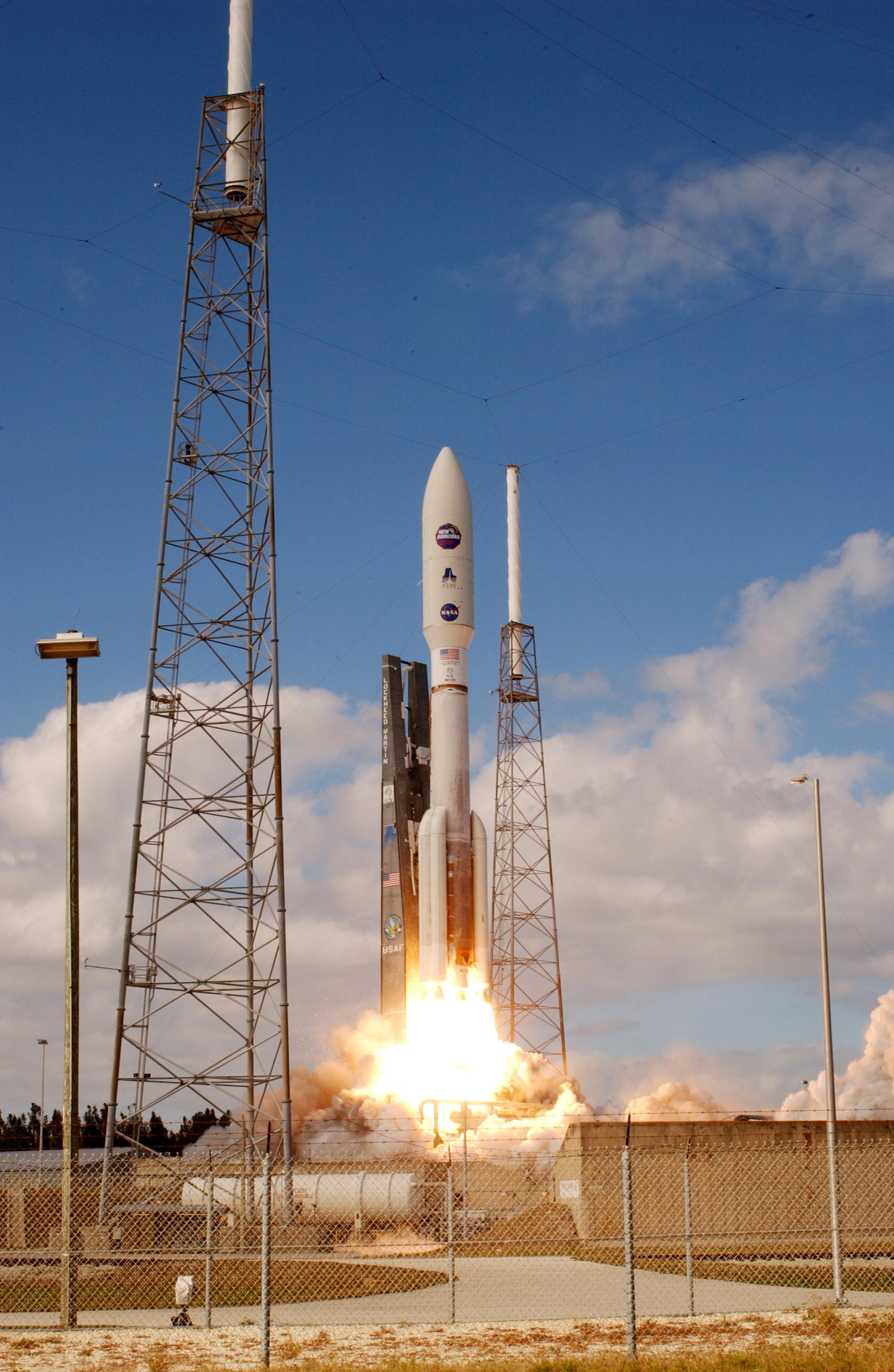
2006: Start von New Horizons

- 2006: Die NASA-Raumsonde New Horizons macht sich an Bord einer Atlas V-Trägerrakete vom Raketenstartgelände Cape Canaveral auf die Reise zum Zwergplaneten Pluto. Es handelt sich um die erste Sonde des New-Frontiers-Programms.
- 2024: Die Mondsonde SLIM der japanischen Raumfahrtbehörde JAXA landet auf der Mondoberfläche in der Nähe der Ebene Mare Nectaris (15:20 UTC).[1]

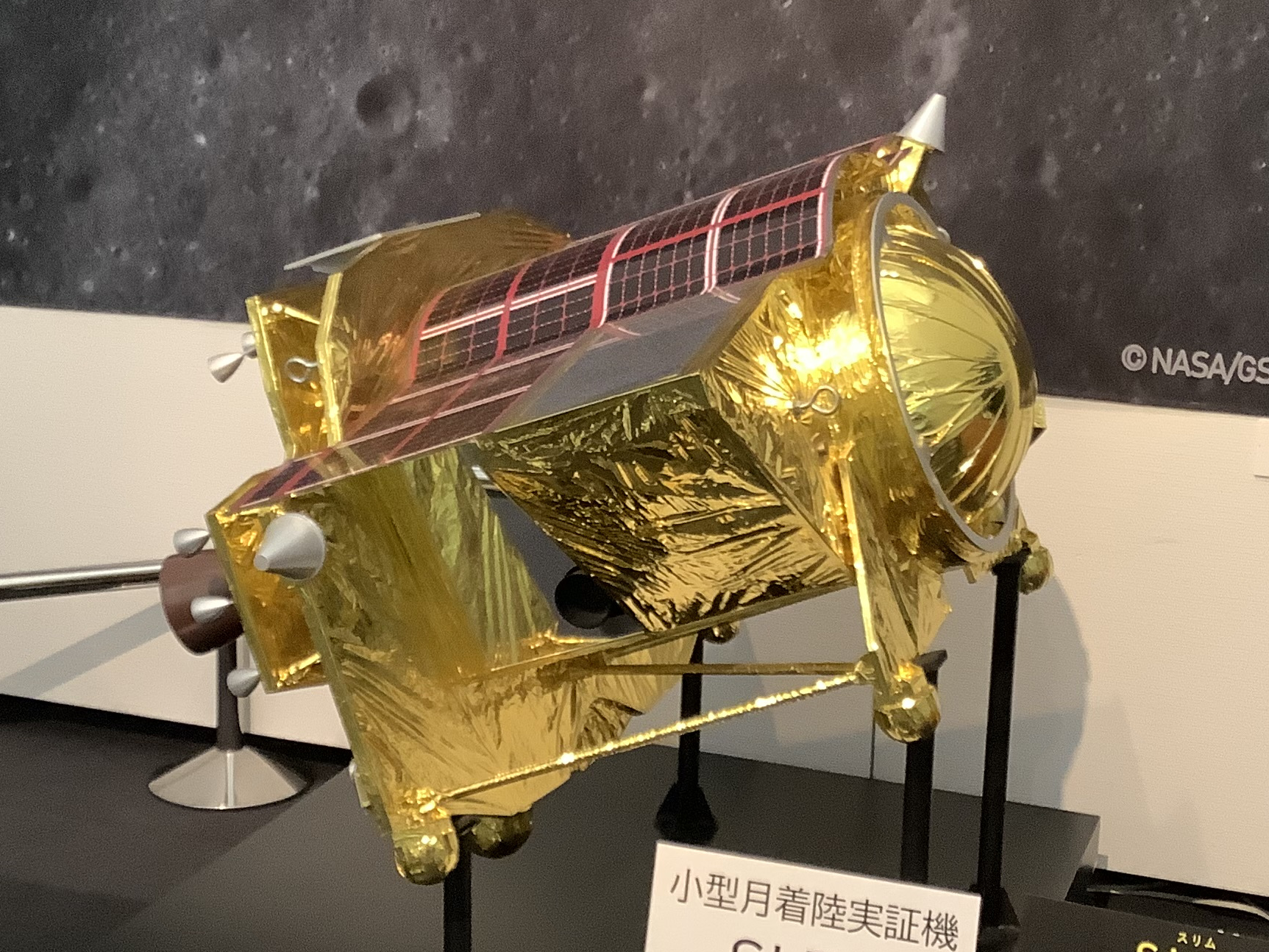
Mondsonde SLIM der JAXA

### Kultur
- 1786: An der Königlichen Oper in Stockholm erfolgt die Uraufführung der tragischen Oper Gustav Wasa von Johann Gottlieb Naumann.

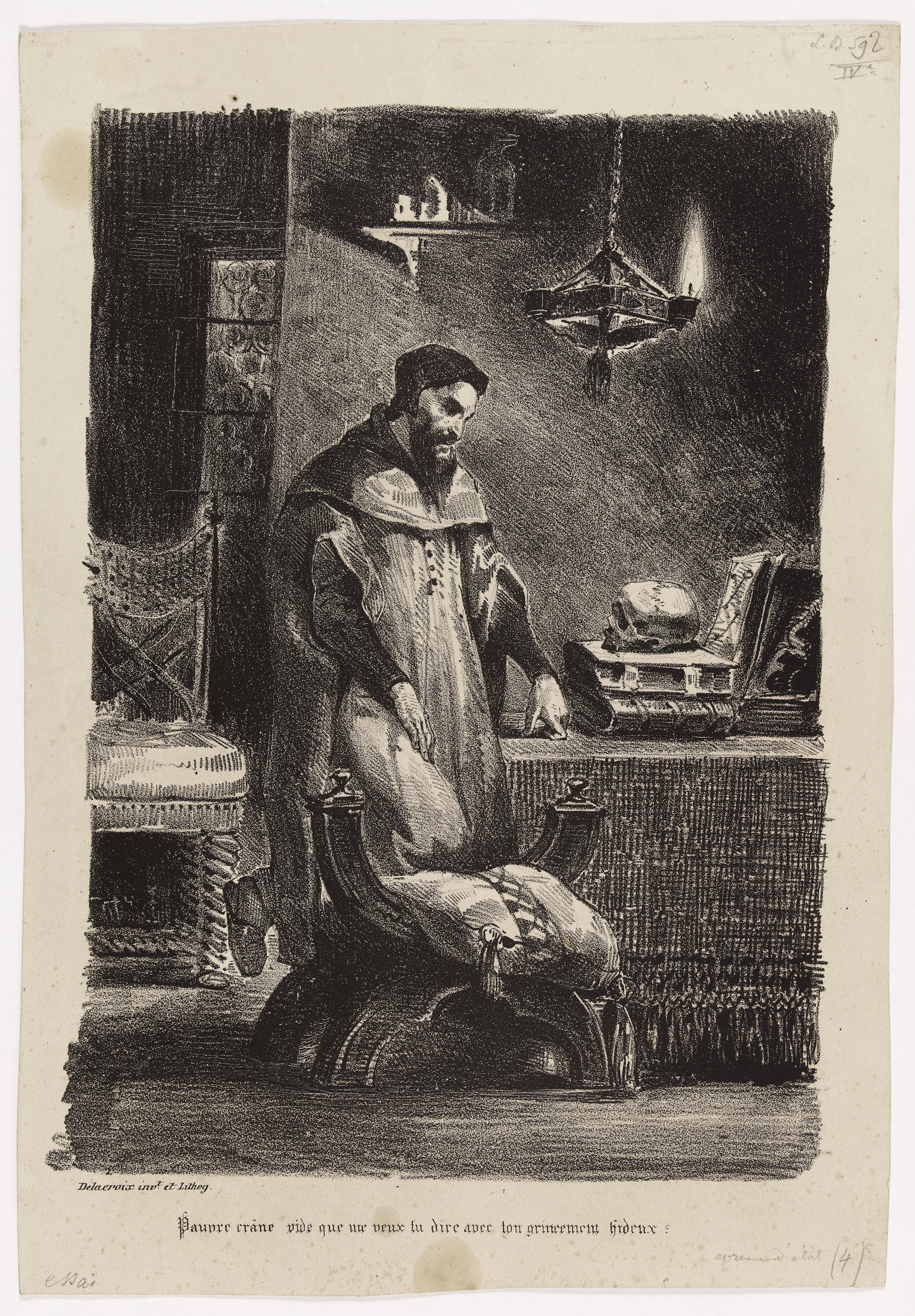
1829: Faust in seinem Studierzimmer

- 1829: Eine gegenüber dem Originaltext radikal veränderte und redigierte Fassung von Johann Wolfgang von Goethes Drama Faust. Eine Tragödie. wird am Hof-Theater in Braunschweig von Ernst August Friedrich Klingemann uraufgeführt. Die Titelrolle wird von Eduard Schütz gespielt.
- 1838: Der Mainzer Carneval-Verein (MCV) wird als erster Karnevalsverein der Stadt gegründet.
- 1853: Die Oper Il trovatore (Der Troubadour) von Giuseppe Verdi wird am Teatro Apollo in Rom uraufgeführt. Das Libretto von Salvadore Cammarano basiert auf dem Stück El trovador von Antonio García Gutiérrez.
- 1893: Das Theaterstück Baumeister Solness des norwegischen Dramatikers Henrik Ibsen erlebt seine Uraufführung am Lessingtheater in Berlin.
- 1953: Die Uraufführung des Musicals Wonderful Town von Leonard Bernstein findet im Shubert Theater in New Haven statt.
- 1956: In Köln erfolgt die Uraufführung der Filmkomödie Charleys Tante nach dem gleichnamigen Schwank von Brandon Thomas mit Heinz Rühmann in der Hauptrolle.
- 1973: In Lausanne beginnt der erste Wettbewerb junger Tänzer um den Prix de Lausanne.

### Gesellschaft
- 1348: Englands König Eduard III. stiftet den Hosenbandorden, dessen Ordensband unter dem linken Knie getragen wird.
- 1879: Anna Bates wird in Seville (Ohio) vom schwersten bekannten Neugeborenen entbunden. Ihr Kind ist 10,6 Kilogramm schwer und 76 cm groß. Es stirbt elf Stunden später.
- 1909: In der Kolonie Deutsch-Südwestafrika wird für 12 Schüler die Kaiserliche Realschule in Windhoek gegründet.
- 1999: Das deutsche Bundesarbeitsgericht billigt in einem Grundsatzurteil, dass ein generelles Rauchverbot des Arbeitgebers am Arbeitsplatz rechtmäßig ist.

### Religion
- 0973: Als Kandidat des Kaisers Otto I. wird Benedikt VI. als Nachfolger von Johannes XIII. in Rom zum Papst gewählt.
- 0990: Gerdag folgt seinem im Vorjahr verstorbenen Onkel Osdag als Bischof von Hildesheim und wird von Erzbischof Willigis von Mainz wahrscheinlich in Heiligenstadt geweiht.
- 1759: Ein Dekret König Josephs I. ordnet in Portugal die Beschlagnahme des Vermögens des Jesuitenordens an. Verboten werden den Jesuiten das Verlassen ihrer Wohnungen und Kontakte mit Weltlichen.

### Katastrophen
- 1883: Der deutsche Passagierdampfer Cimbria sinkt nach einer Kollision bei Borkum, 437 Menschen sterben.
- 1942: Bei der Versenkung des kanadischen Passagierdampfers Lady Hawkins durch ein deutsches U-Boot sterben vor der Küste North Carolinas 251 Passagiere und Besatzungsmitglieder.

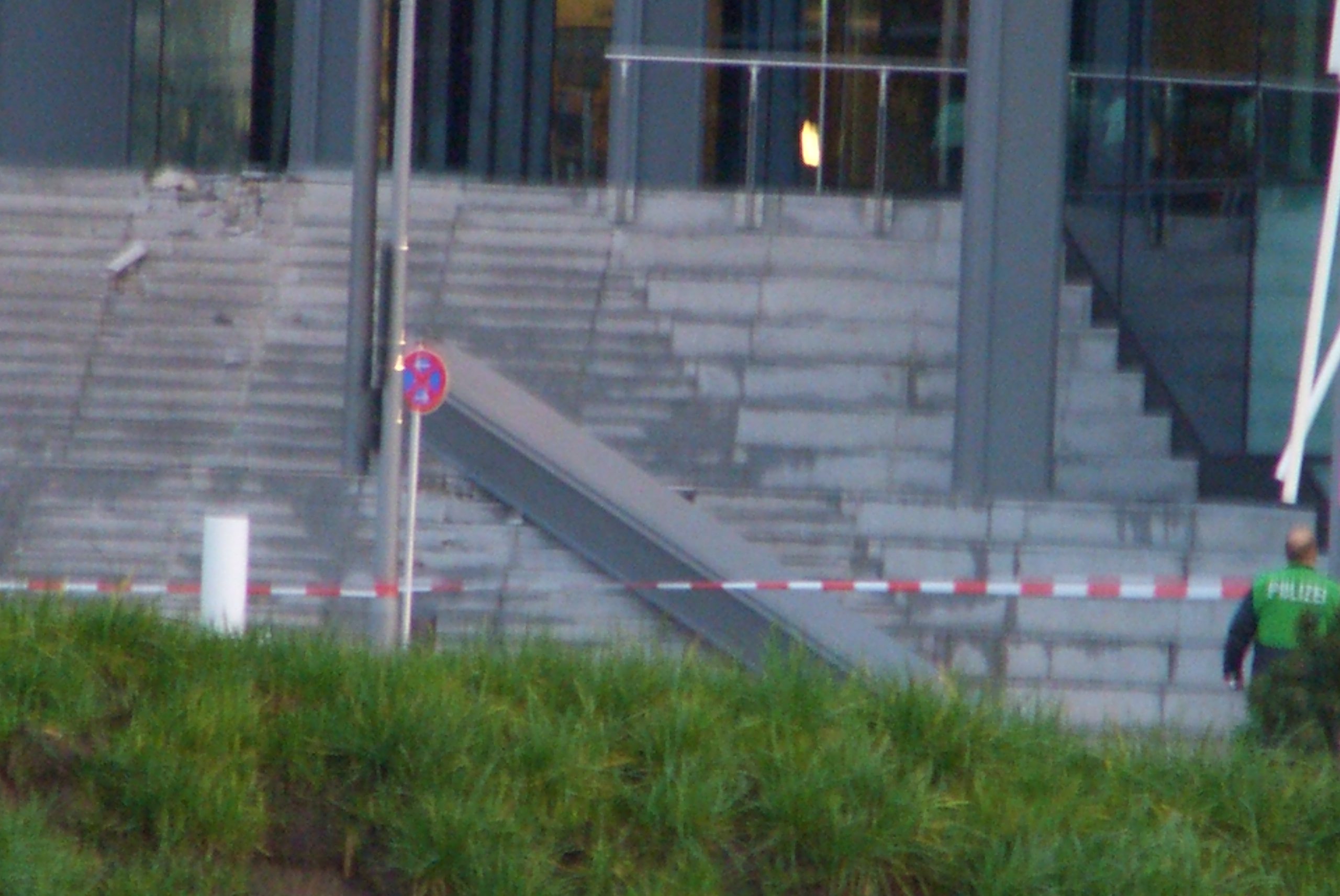
2007: Orkan Kyrill: Heruntergestürzter Stahlträger am Berliner Hauptbahnhof

- 2007: Der Orkan Kyrill zieht in der Nacht über weite Teile Europas. Er verursacht Schäden von etwa 10 Milliarden US-Dollar, 47 Menschen sterben.

Kleinere Unglücksfälle sind in den Unterartikeln von Katastrophe und in der Liste von Katastrophen aufgeführt.

### Sport
- 1905: Der erste alpine Torlauf wird von Mathias Zdarsky auf dem Muckenkogel bei Lilienfeld in Niederösterreich organisiert.
- 1921: Der portugiesische Fußballverein Sporting Braga entsteht.
- 1998: In München wird die Eishockeymannschaft EHC München gegründet.
- 2013: Der Franzose Johan Clarey erreicht bei der Lauberhornabfahrt in Wengen mit 161,9 km/h die höchste bisher gemessene Geschwindigkeit im alpinen Skiweltcup.

Einträge von Leichtathletik-Weltrekorden befinden sich unter der jeweiligen Disziplin unter Leichtathletik.

## Geboren

### Vor dem 18. Jahrhundert

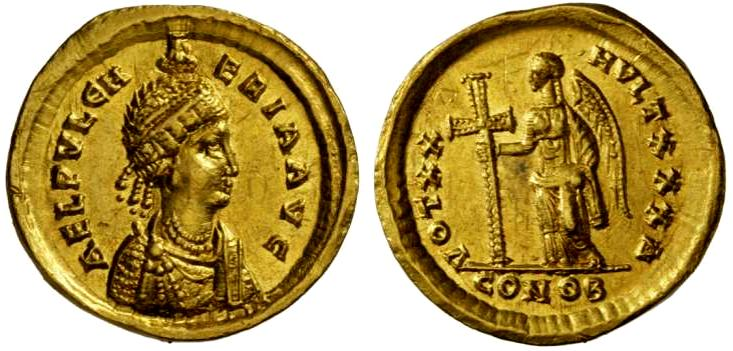
Aelia Pulcheria (* 399)

- 0399: Aelia Pulcheria, byzantinische Prinzessin
- 1232: John Giffard, 1. Baron Giffard, englischer Adeliger und Militär
- 1511: Adolf von Schaumburg, Erzbischof von Köln
- 1515: Sebastian Boetius, deutscher evangelischer Theologe
- 1544: Franz II., französischer König
- 1568: Bartholomäus von Dobschütz, schlesischer Gutsbesitzer, Kaufmann und Politiker
- 1570: Wolfgang Hirschbach, deutscher Rechtswissenschaftler
- 1601: Guido Cagnacci, italienischer Maler
- 1603: Mario Nuzzi, italienischer Maler
- 1611: Francesco Guarini, italienischer Maler
- 1617: Lucas Faydherbe, Brabanter Bildhauer und Architekt
- 1619: Johann Caspar von Ampringen, Hochmeister des Deutschen Ordens, Oberlandeshauptmann von Schlesien und Herzog von Freudenthal
- 1624: Kitamura Kigin, japanischer Dichter
- 1676: John Weldon, englischer Komponist und Organist
- 1679: Girolamo Chiti, italienischer Komponist
- 1685: Sebastián de Eslava y Lazaga, spanischer Offizier, Kolonialverwalter und Vizekönig von Neugranada
- 1693: Hyacinthe Collin de Vermont, französischer Maler

### 18. Jahrhundert
- 1716: Johann Friedrich Esaias Steffens, deutscher evangelischer Theologe
- 1721: Jean-Philippe Baratier, deutscher Mathematiker, Historiker und Orientalist, Sprachgenie
- 1723: Johann Michael Wagner, deutscher Orgelbauer
- 1734: Gottlieb Merkel, deutscher lutherischer Theologe
- 1737: Jacques-Henri Bernardin de Saint-Pierre, französischer Schriftsteller
- 1737: Ferdinand Woldrzich von Ehrenfreund, böhmischer Jurist und Hochschullehrer
- 1747: Johann Elert Bode, deutscher Astronom

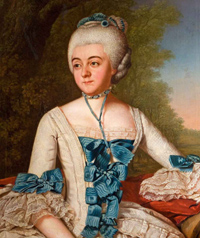
Kasimire von Anhalt-Dessau (* 1749)

- 1749: Kasimire von Anhalt-Dessau, Fürstin zur Lippe-Detmold
- 1756: Michel Gaudin, französischer Finanzminister
- 1756: Guillaume-Antoine Olivier, französischer Arzt und Zoologe
- 1757: Auguste Reuß zu Ebersdorf, Herzogin von Sachsen-Coburg-Saalfeld
- 1762: Cécile Stanislas de Girardin, französischer Politiker
- 1764: Heinrich Julius Friedrich von Schrader, deutscher Jurist
- 1772: Friedrich Carl Arndt, deutscher Jurist, Stadtrichter und Bürgermeister
- 1773: Heinrich Dähling, deutscher Maler
- 1782: Heinrich August Wilhelm von Bülow, deutscher Oberforstmeister
- 1785: Christian Josef Tschuggmall, österreichischer Mechaniker, Erfinder und Schausteller
- 1790: Per Daniel Amadeus Atterbom, schwedischer Schriftsteller und Literaturhistoriker
- 1791: Eduard von Peucker, preußischer General der Infanterie
- 1793: Karl Wilhelm Göttling, deutscher Altphilologe
- 1797: Friedrich von Hagenow, deutscher Naturwissenschaftler und Prähistoriker
- 1797ː Anna von Szent-Ivanyi, pfälzische Adelige und Weingutsbesitzerin
- 1798: Auguste Comte, französischer Mathematiker, Philosoph und Religionskritiker, Begründer des Positivismus
- 1800: Carl Theodor Ottmer, deutscher Baumeister

### 19. Jahrhundert

#### 1801–1850
- 1802: Sylvain van de Weyer, belgischer Staatsmann
- 1805: Karl Heinrich Adelbert Lipsius, deutscher evangelisch-lutherischer Theologe und Pädagoge
- 1806: Wenzel Heinrich Veit, tschechischer Komponist
- 1807: Robert Edward Lee, US-amerikanischer General, Oberbefehlshaber des konföderierten Heeres im Sezessionskrieg
- 1809: Carl Wilhelm Arldt, deutscher Zeichner und Lithograf

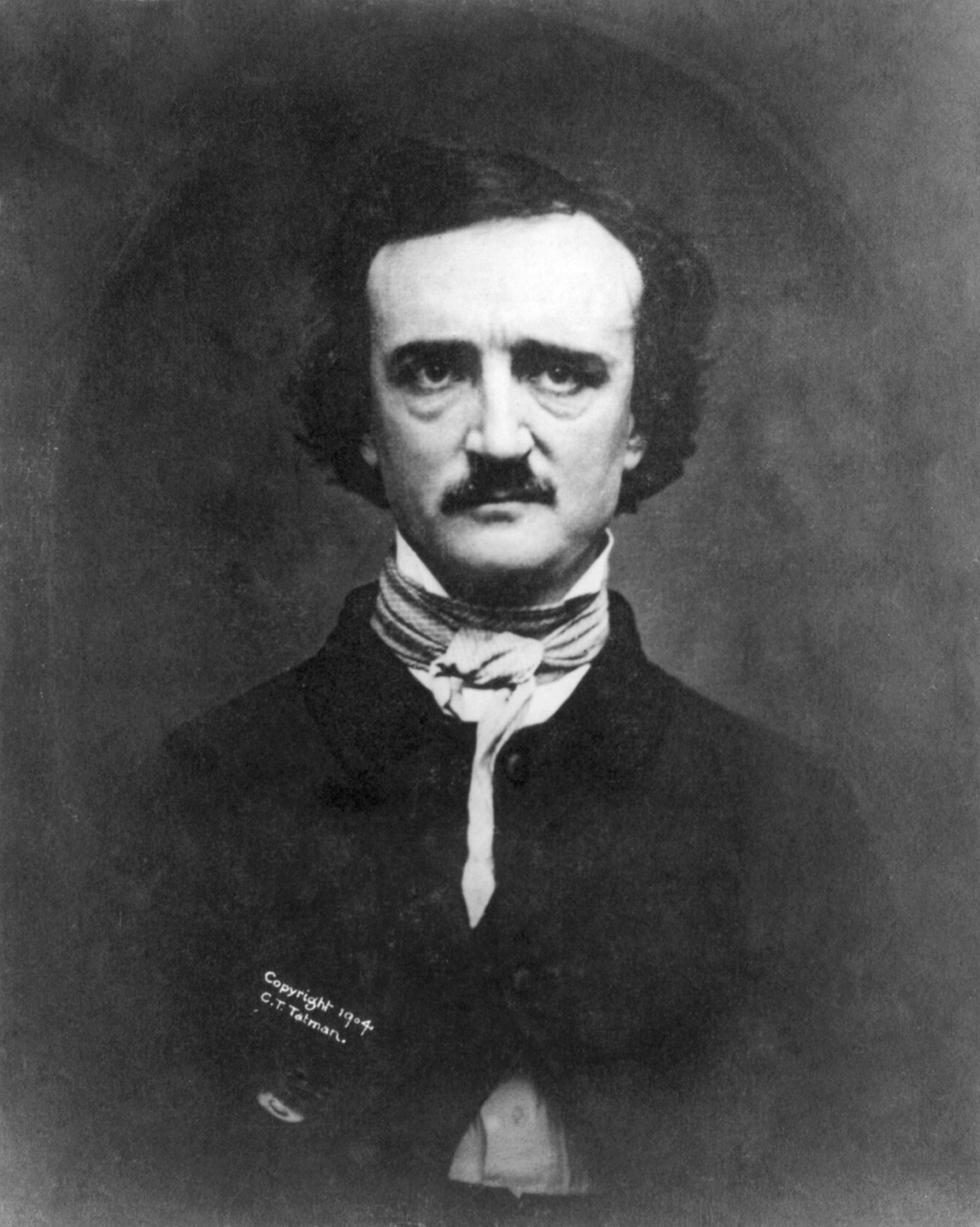
Edgar Allan Poe (* 1809)

- 1809: Edgar Allan Poe, US-amerikanischer Schriftsteller
- 1813: Henry Bessemer, britischer Ingenieur und Erfinder
- 1817: Katharina von Hohenzollern-Sigmaringen, deutsche Adlige, Stifterin von Kloster Beuron
- 1817: Isaac Wolffson, deutscher Politiker und Jurist
- 1819: William Frith, britischer Maler
- 1821: Ferdinand Gregorovius, deutscher Schriftsteller und Historiker
- 1826: Gustav Hertzberg, deutscher Autor, Alt- und Regionalhistoriker
- 1826ː Henriette Preuss, deutsche Lehrerin und Schriftstellerin
- 1827: Emil Hünten, deutscher Schlachtenmaler
- 1828: Eduard Leonhardi, deutscher Landschaftsmaler
- 1830: George Blake Cosby, US-amerikanischer General des konföderierten Heeres im Sezessionskrieg
- 1831: Gibson Atherton, US-amerikanischer Politiker
- 1832: Ferdinand Laub, tschechischer Geiger und Komponist
- 1833: Alfred Clebsch, deutscher Mathematiker
- 1833: Friedrich August Unger, deutscher Arzt
- 1836: Gottlieb von Haeseler, preußischer Generalfeldmarschall
- 1837: Carl Hertelt, deutscher Maler und Kunstschnitzmeister
- 1838: Carl Alexander von Martius, deutscher Chemiker

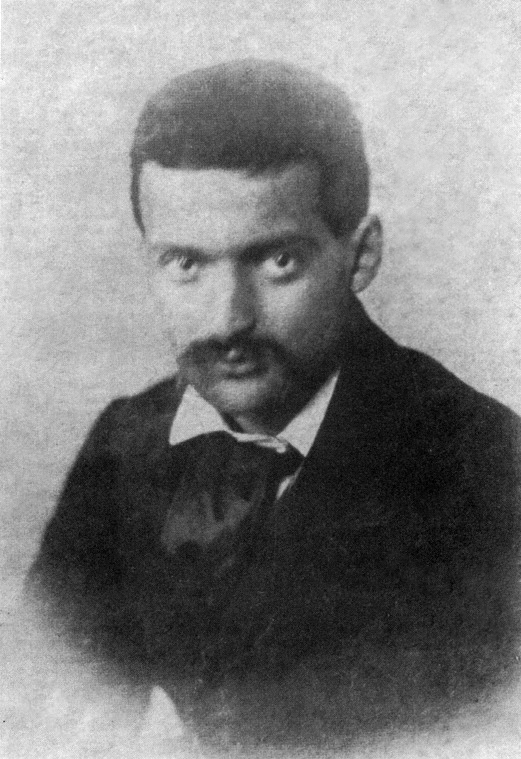
Paul Cézanne (* 1839)

- 1839: Paul Cézanne, französischer Maler
- 1843: Arnold Bovet, Schweizer Pionier des Blauen Kreuzes
- 1844: Gustav von Bunge, deutsch-baltischer Physiologe und Professor
- 1845: Richard Buchta, österreichischer Afrikaforscher
- 1848: Leonid Alexandrowitsch Arbusow, russischer Historiker
- 1848: Matthew Webb, britischer Seemann, durchschwamm als erster den Ärmelkanal
- 1849: Hans Fischer, deutscher Bibliothekar
- 1850: Augustine Birrell, britischer Schriftsteller und Politiker

#### 1851–1900
- 1851: David Starr Jordan, US-amerikanischer Zoologe, Botaniker und Friedensaktivist
- 1851: Jacobus C. Kapteyn, niederländischer Astronom
- 1854: Elisabeth Dauthendey, deutsche Schriftstellerin
- 1855: Julius Gujer, Schweizer Unternehmer und freisinniger Politiker
- 1856: Clemens von Delbrück, deutscher Politiker, Abgeordneter und Reichsminister
- 1858: Georg von Below, deutscher Verfassungs- und Wirtschaftshistoriker
- 1860: Erik Åkerberg, schwedischer Komponist
- 1861: George Whitfield Andrews, US-amerikanischer Komponist, Organist und Musikpädagoge
- 1861: Max Bewer, deutscher Dichter und Schriftsteller
- 1861: Bruno Sauer, deutscher Archäologe
- 1863: Tommaso Pio Boggiani, Erzbischof von Genua und Kardinal
- 1863: Friedrich X. von Dalberg, Mitglied der reichsritterschaftlichen Familie Dalberg

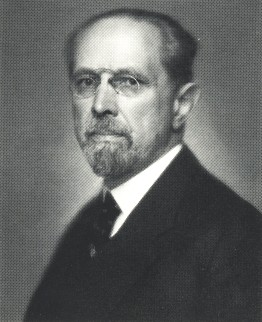
Werner Sombart (* 1863)

- 1863: Werner Sombart, deutscher Soziologe und Volkswirt
- 1865: Walentin Alexandrowitsch Serow, russischer Maler
- 1866: Harry Davenport, US-amerikanischer Schauspieler
- 1866: Karl Heckmann, deutscher Heimatforscher
- 1866: Charlotte Wilhelmine Niels, deutsche Malerin
- 1866: Carl Theodor Zahle, dänischer Ministerpräsident
- 1867: Jean Delville, belgischer Maler, Okkultist und Theosoph
- 1867: John Louis Nuelsen, US-amerikanischer Theologe, Bischof der Bischöflichen Methodistenkirche
- 1868: Gustav Meyrink, österreichischer Schriftsteller
- 1868: Georg Roemer, deutscher Bildhauer
- 1869: Hans Soph, deutscher Komponist, Mundartdichter und Maler
- 1870: Jean-Baptiste Dubois, kanadischer Cellist, Dirigent und Musikpädagoge
- 1871: Franz Brantzky, deutscher Architekt und Maler
- 1871: Ludwig Maria Hugo, deutscher Priester, Bischof von Mainz
- 1872: Heinrich Laufenberg, deutscher Historiker, Journalist und Politiker

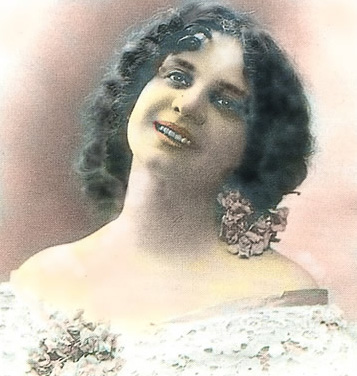
Rosina Storchio (* 1872)

- 1872: Rosina Storchio, italienische Opernsängerin
- 1873: Dr. Owlglass, deutscher Arzt, Schriftsteller und Lyriker
- 1873: Thomas Dufferin Pattullo, kanadischer Politiker
- 1874: Bruno Paul, deutscher Architekt und Kunsthandwerker
- 1874: Hitachiyama Taniemon, japanischer Sumōringer, 19. Yokozuna
- 1876: Milan Begović, kroatischer Schriftsteller
- 1876: Patty Frank (Aliasname von Ernst Tobis), deutscher Artist, Museologe, Indianerforscher
- 1876ː Thit Jensen, dänische Schriftstellerin, Frauenrechtlerin
- 1876: Dragotin Kette, slowenischer Schriftsteller
- 1877: Bruno Bauch, deutscher Philosoph, Neukantianer
- 1877: Fráňa Šrámek, tschechischer Dichter, Schriftsteller und Dramatiker
- 1878: Herbert Chapman, englischer Fußballspieler und -trainer

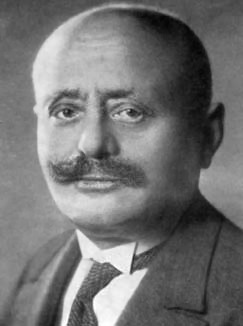
Guido Fubini (* 1879)

- 1879: Guido Fubini, italienischer Mathematiker
- 1879: Simeon Radew, bulgarischer Journalist, Autor und Diplomat
- 1880: Julius Perlis, österreichischer Schachspieler
- 1880: Marga Wolf, deutsche Ärztin und Opfer der Shoah
- 1882: Pierre Allemane, französischer Fußballspieler
- 1882: Gyula Alpári, ungarischer Publizist
- 1883: Hermann Abendroth, deutscher Dirigent
- 1884: Adalbert Defner, österreichischer Landschaftsfotograf
- 1884: Albert Wolff, französischer Dirigent und Komponist
- 1885: James Coats Auchincloss, US-amerikanischer Politiker
- 1885: Tadeusz Nalepiński, polnischer Lyriker und Schriftsteller
- 1886: Kurt Heinig, deutscher Politiker, MdR, Schriftsteller und Journalist
- 1887: Andrei Grigorjewitsch Schkuro, russischer General
- 1887: Alexander Woollcott, US-amerikanischer Literaturkritiker
- 1888: Ernesto Ruffini, italienischer Bischof und Kardinal
- 1889: Arnold Dyck, ukrainisch-deutsch-kanadischer Autor, Herausgeber und Verleger
- 1889: Martin Rikli, Schweizer Regisseur und Dokumentarfilmer

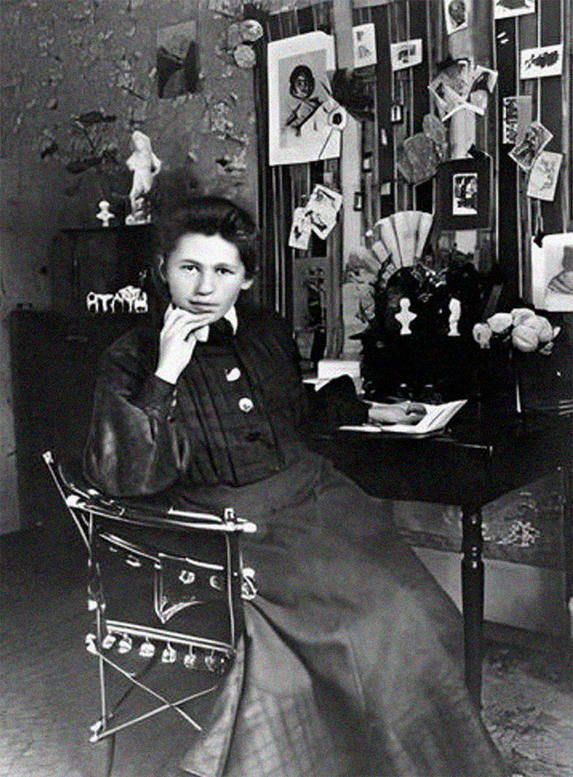
Sophie Taeuber-Arp (* 1889)

- 1889: Sophie Taeuber-Arp, Schweizer Malerin, Bildhauerin, Textil-Gestalterin, Innen-Architektin und Tänzerin
- 1890: Elmer Niklander, finnischer Sportler, Olympiasieger
- 1890: Ferruccio Parri, italienischer Politiker

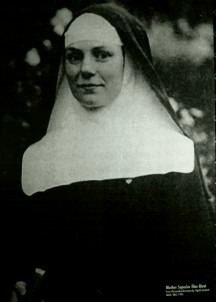
Élise Rivet (* 1890)

- 1890: Élise Rivet, französische Nonne, Flüchtlingshelferin
- 1890: Guido Schmidt, deutscher Richter am Bundesgerichtshof
- 1892: Maria Leitner, ungarische Journalistin und Schriftstellerin
- 1893: Johannes Dieckmann, deutscher Journalist, Präsident der Volkskammer und stellvertretender Vorsitzender des Staatsrates in der DDR

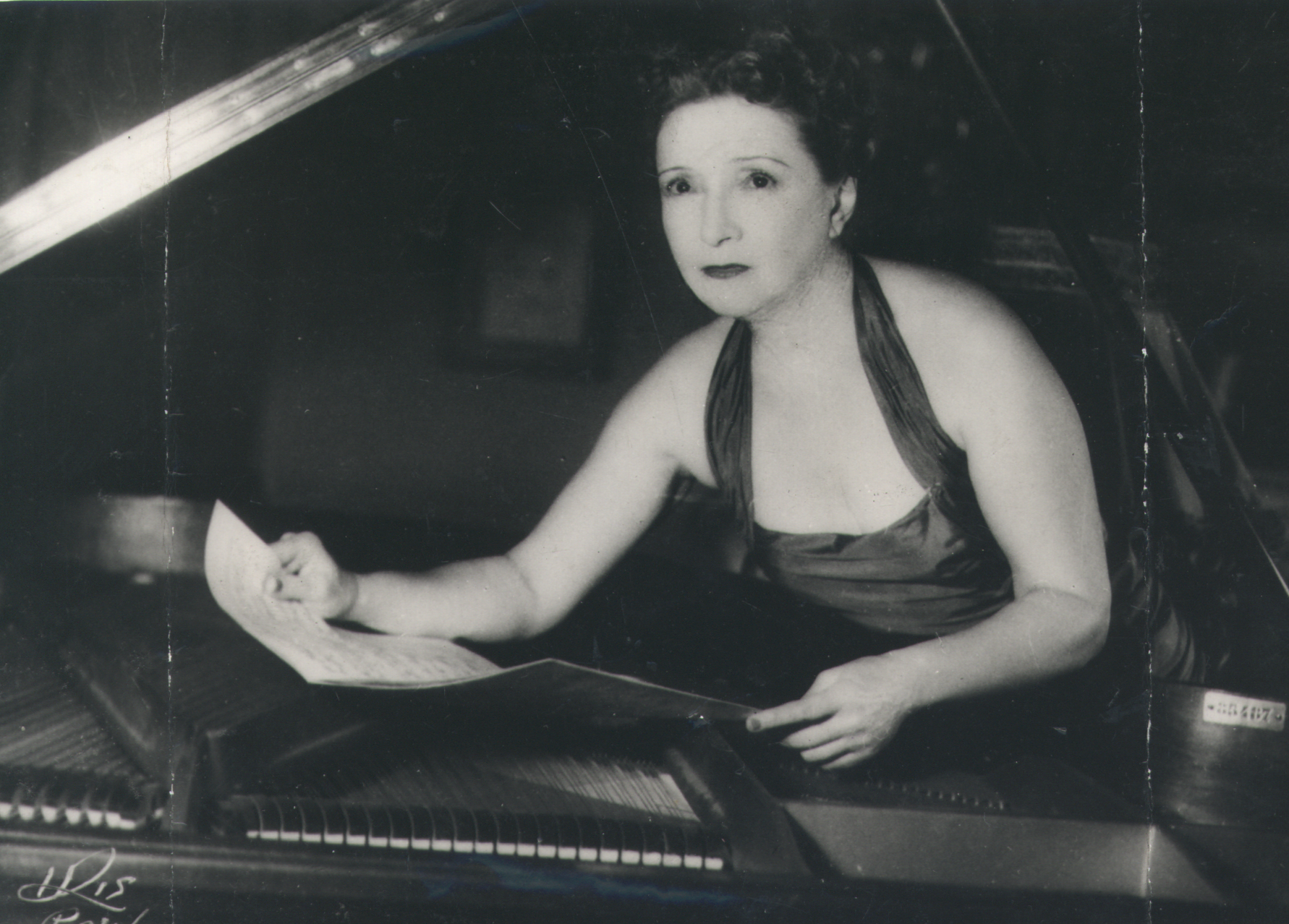
Magda Tagliaferro (* 1893)

- 1893: Magda Tagliaferro, brasilianische Pianistin und Musikpädagogin
- 1894: Albert von der Aa, Schweizer Politiker und Redakteur
- 1894: Wilhelm Abraham, deutscher Politiker
- 1894: Kurt Klemm, deutscher Jurist, Regierungspräsident, Generalkommissar in Shitomir zur Zeit des Nationalsozialismus
- 1895: Ernst Hoferichter, deutscher Schriftsteller, Journalist und Schauspieler
- 1895: Emma Steiger, Schweizer Sozialarbeiterin und Schriftstellerin
- 1896: Walter Schroeder, deutscher General
- 1897: Leo Adler, österreichischer Maler und Grafiker
- 1897: Xenia Desni, ukrainische Schauspielerin
- 1897: Karl Kerényi, deutscher klassischer Philologe und Religionswissenschaftler
- 1897: Emil Maurice, deutscher Chauffeur und politischer Begleiter Adolf Hitlers
- 1897: Max Tau, deutsch-norwegischer Schriftsteller, Lektor und Verleger
- 1899: Hans Reif, deutscher Politiker, MdL, MdB
- 1900: Mady Christians, österreichische Schauspielerin
- 1900: Heinrich Hohl, deutscher Landwirt und Politiker, MdB
- 1900: Leslie White, US-amerikanischer Anthropologe

### 20. Jahrhundert

#### 1901–1925
- 1901: Oswald Adolph Kohut, deutscher Politiker, MdL, MdB
- 1901ː Hanna Löv, deutsche Architektin
- 1901: Hans Moser, Schweizer Dressurreiter
- 1901: Fred Uhlman, deutscher Rechtsanwalt, Maler und Schriftsteller
- 1902: Nikolaus Adler, deutscher Theologe
- 1902: Max Matern, deutscher Antifaschist und Kommunist
- 1902: David Olère, polnischer Maler
- 1902: Georg Ostrogorsky, jugoslawischer Byzantinist
- 1902: Heinrich Schmidt-Barrien, deutscher Schriftsteller
- 1902: Helene Schwärzel, deutsche Buchhalterin und Denunziantin
- 1902: J. Hermann Siemer, deutscher Unternehmer und Politiker, MdL, MdB

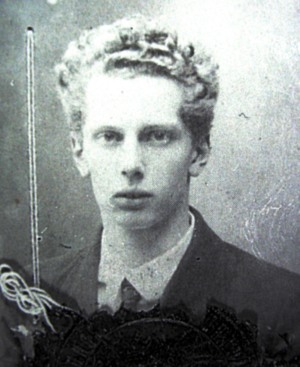
Boris Blacher (* 1903)

- 1903: Boris Blacher, deutscher Komponist
- 1903: Dyre Vaa, norwegischer Bildhauer, Maler und Zeichner
- 1904: Gordon Beecher, US-amerikanischer Marine-Vizeadmiral und Komponist
- 1905: Max Amann, deutscher Schwimmer und Wasserballspieler
- 1905: Wladimir Horbowski, georgischer Klavierpädagoge
- 1906: Heinz Ansmann, deutscher Bankier

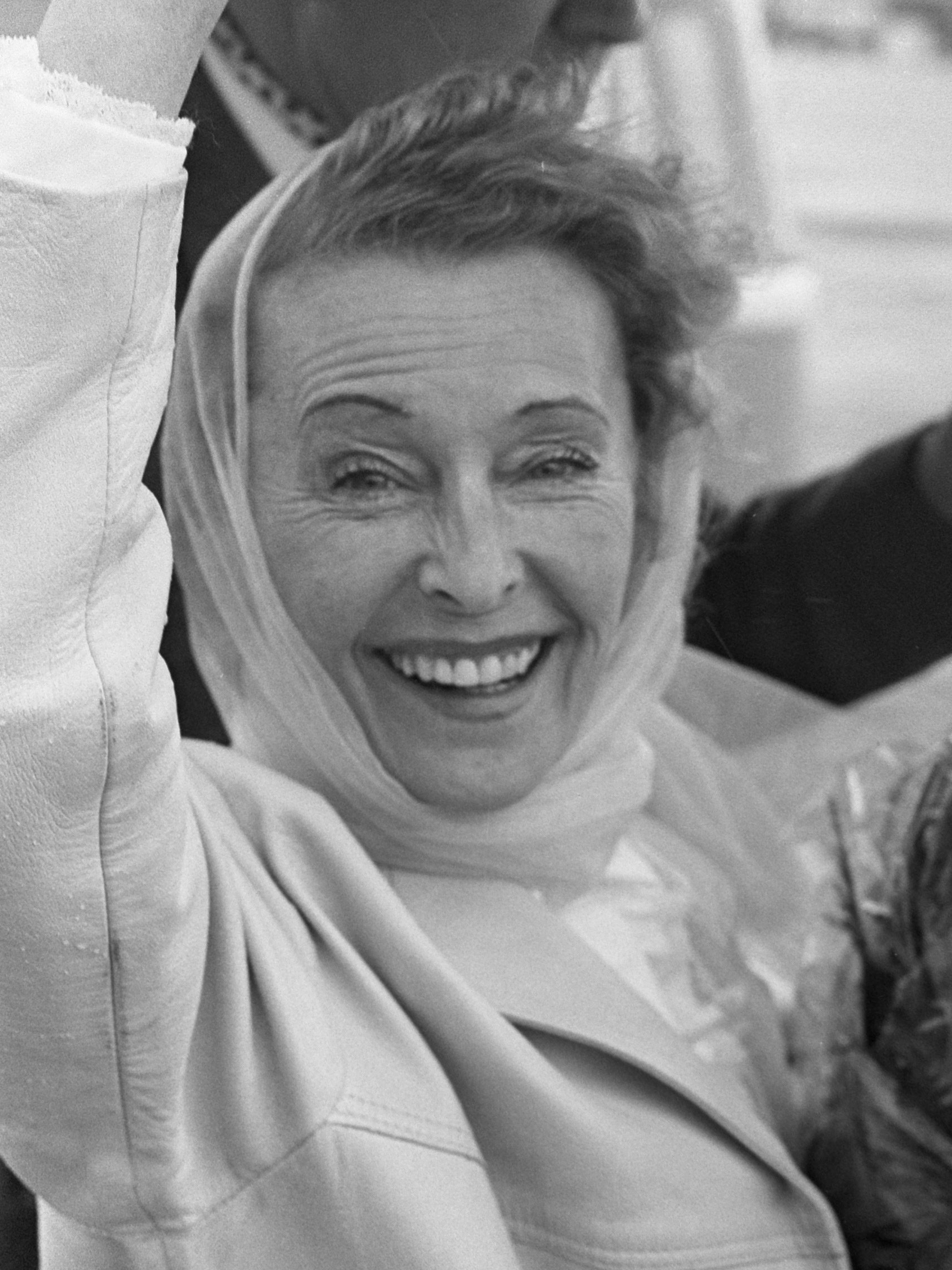
Lilian Harvey (* 1906)

- 1906: Lilian Harvey, britisch-deutsche Schauspielerin und Sängerin
- 1906: Sarry Karryjew, sowjetischer Filmschauspieler
- 1907: Briggs Cunningham, US-amerikanischer Automobilrennfahrer, Konstrukteur und Segler
- 1908: Alfons Abel, deutscher akademischer Glasmaler
- 1908: Busso Peus, deutscher Jurist und Kommunalpolitiker, Oberbürgermeister von Münster
- 1909: Hans Hotter, deutsch-österreichischer Bassbariton
- 1909: Ewald Kluge, deutscher Motorradrennfahrer
- 1910: Bruno Lettow, deutscher SS-Offizier und Regierungsrat
- 1910: Leonidas Proaño, ecuadorianischer Erzbischof von Quito und Kardinal
- 1910: Adolf Wicht, deutscher Brigadegeneral der Reserve
- 1911: Garrett Birkhoff, US-amerikanischer Mathematiker
- 1911: Busher Jackson, kanadischer Eishockeyspieler
- 1911: Ken Nelson, US-amerikanischer Musiker

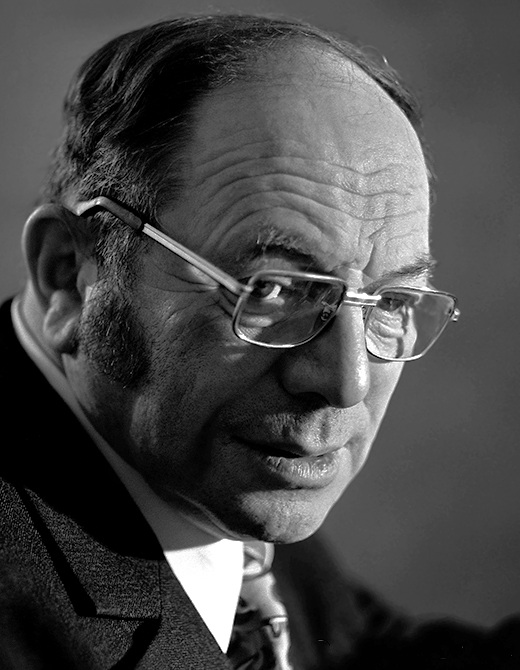
Leonid Kantorowitsch (* 1912)

- 1912: Leonid Witaljewitsch Kantorowitsch, sowjetischer Mathematiker und Ökonom, Nobelpreisträger
- 1912: Walter Pongratz, niederösterreichischer Heimatforscher und Bibliothekswissenschaftler
- 1912: Heinz Röthke, deutscher SS-Offizier, Mitverantwortlicher für die Deportation der französischen Juden
- 1914: Erwin Deyhle, deutscher Fußballspieler
- 1914: Bob Gerard, britischer Rennfahrer
- 1914: Friedrich Hacker, US-amerikanischer Psychiater und Psychoanalytiker
- 1916: Dezső Legány, ungarischer Musikwissenschaftler
- 1917: Rudolf Maros, ungarischer Komponist
- 1917: Nigel Nicolson, britischer Autor, Verleger und Politiker
- 1918: Joseph Cordeiro, indischer Erzbischof von Karachi und Kardinal
- 1918: James Halliday, britischer Gewichtheber, Olympiamedaillengewinner
- 1918: John H. Johnson, US-amerikanischer Medienunternehmer
- 1919: Joan Brossa, spanisch-katalanischer Dichter, Schriftsteller, Dramatiker, Graphik- und Plastikkünstler

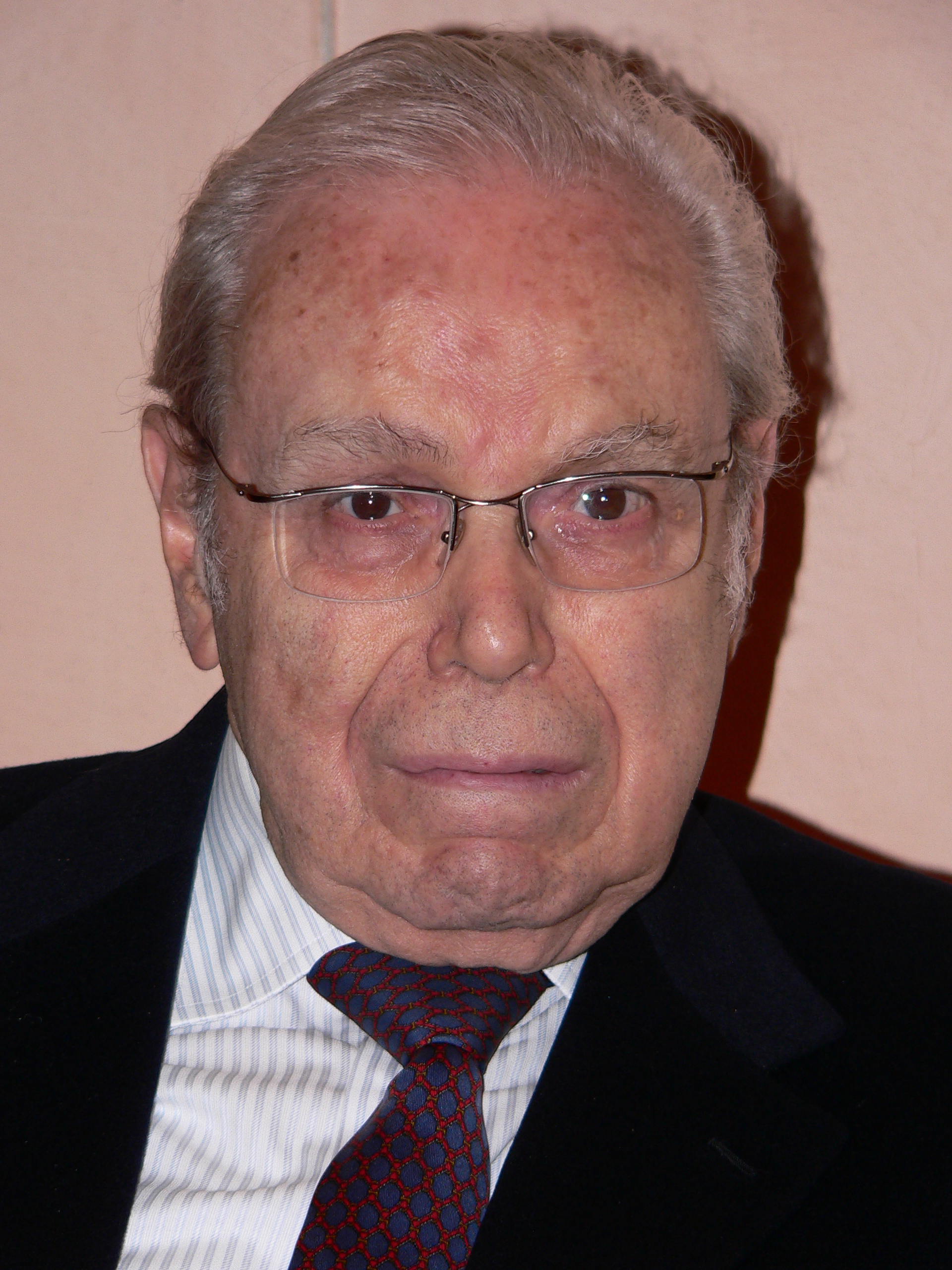
Javier Pérez de Cuéllar (* 1920)

- 1920: Javier Pérez de Cuéllar, peruanischer Politiker, Generalsekretär der UN
- 1920: Roberto Marcelo Levingston Laborda, argentinischer Militär
- 1921: Gunther Baumann, deutscher Fußballspieler
- 1921ː Rachel Dror, deutsche jüdische Lehrerin, Zeitzeugin

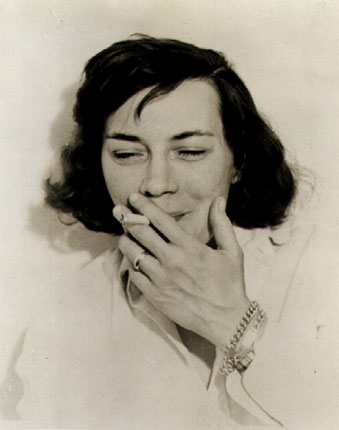
Patricia Highsmith (* 1921)

- 1921: Patricia Highsmith, US-amerikanische Schriftstellerin
- 1921: Katrin Höngesberg, deutsche Zeichnerin, Malerin, Illustratorin und Schriftstellerin
- 1921: Kurt Mühlenhaupt, deutscher Maler, Bildhauer und Schriftsteller
- 1922: Jerzy Kawalerowicz, polnischer Filmregisseur
- 1922: Miguel Muñoz, spanischer Fußballspieler und -trainer
- 1922: Bohumil Soudský, tschechoslowakischer Prähistoriker
- 1923: Eugénio de Andrade, portugiesischer Lyriker
- 1923: Zeffiro Furiassi, italienischer Fußballspieler und -trainer
- 1923: Hellmut Lange, deutscher Schauspieler

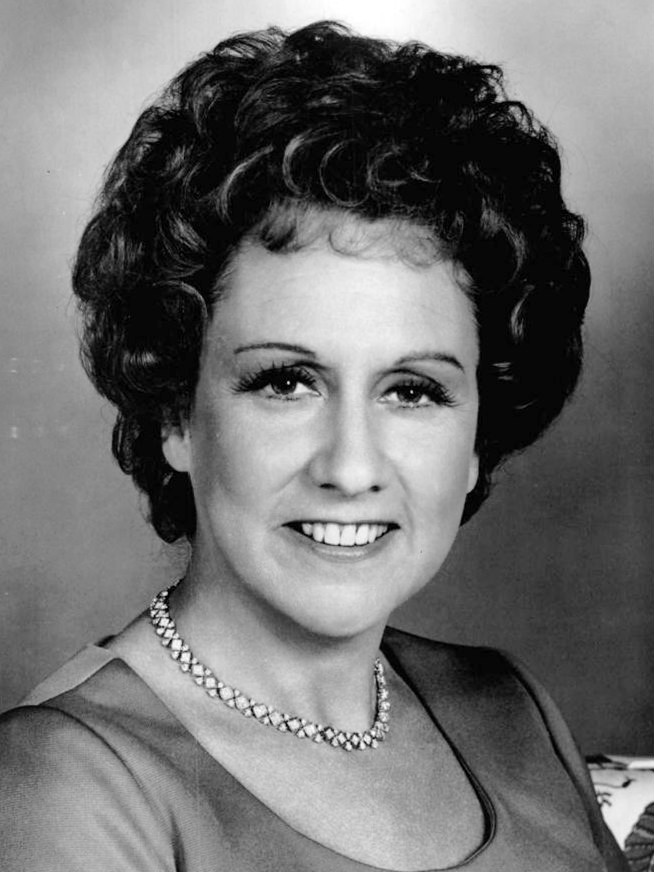
Jean Stapleton (* 1923)

- 1923: Jean Stapleton, US-amerikanische Schauspielerin
- 1923: Markus Wolf, Leiter des Auslandsnachrichtendienstes der DDR
- 1924: Friedl Hofbauer, österreichische Kinder- und Jugendbuchautorin
- 1924: Walter Kaufmann, deutsch-australischer Schriftsteller
- 1924: Georgia Kullmann, deutsche Schauspielerin
- 1924: Jean-François Revel, französischer Schriftsteller und Philosoph
- 1924: Gerard Schurmann, niederländisch-britischer Komponist und Dirigent
- 1925: Asat Sinnatowitsch Abbassow, tatarischer Opernsänger
- 1925: Nina Bawden, britische Autorin
- 1925: Erica Beer, deutsche Schauspielerin
- 1925: Henry Gray, US-amerikanischer Blues-Musiker
- 1925: Werner Riegel, deutscher Lyriker und Essayist
- 1925: Günter Spielmeyer, Richter am deutschen Bundessozialgericht
- 1925: Rudolf Wessely, österreichischer Schauspieler

#### 1926–1950
- 1926: Fritz Göhler, deutscher Hörspielregisseur
- 1926: José Alfredo Jiménez, mexikanischer Sänger und Komponist
- 1926: Hans-Jürgen Massaquoi, deutsch-liberianischer Schriftsteller und Journalist in den USA
- 1926: Fritz Weaver, US-amerikanischer Film- und Theaterschauspieler
- 1926: Hans Dieter Zeidler, deutscher Schauspieler
- 1927: Lothar Dräger, deutscher Autor
- 1928: Christof Krause, deutscher Bildhauer
- 1928: Hans Stretz, deutscher Boxer
- 1928: Hans Georg Wunderlich, deutscher Geologe
- 1929: Edmundo Abaya, philippinischer Erzbischof
- 1929: Nicholas N. Ambraseys, griechisch-britischer Bauingenieur, Pionier der Bodenmechanik und Seismologie
- 1929: Red Amick, US-amerikanischer Automobilrennfahrer
- 1929: Arne Arvidsson, schwedischer Fußballspieler
- 1929: Jan Hiermeyer, Schweizer Sportreporter und Fernsehmoderator
- 1929: Stu Phillips, US-amerikanischer Komponist
- 1930: Albert André, deutscher Priester
- 1930: Tippi Hedren, US-amerikanische Schauspielerin Tippi Hedren (* 1930)

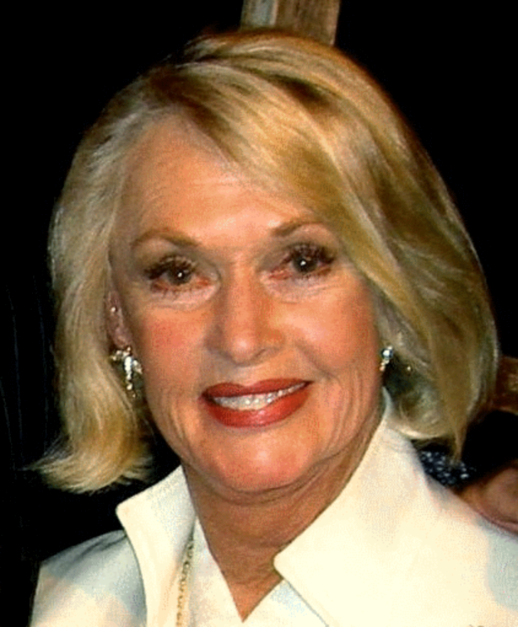
Tippi Hedren (* 1930)

- 1931: Ingrid Andree, deutsche Schauspielerin
- 1931: Carl Brashear, erster afroamerikanischer Taucher der United States Navy
- 1931: Vittorio Ghidella, italienischer Automobilingenieur und Geschäftsführer der Autosparte von Fiat
- 1931: Richard Lester, US-amerikanischer Filmregisseur, Produzent und Autor
- 1931: Otto Mellies, deutscher Filmschauspieler und Synchronsprecher
- 1931: Adolf Stein, deutscher Segler
- 1932: George MacBeth, schottischer Dichter und Schriftsteller
- 1932: John Nevins, US-amerikanischer Bischof von Venice
- 1932: Joe Schmidt, US-amerikanischer American-Football-Spieler
- 1933: August Leidl, deutscher Kirchenhistoriker
- 1934: Rupert Lake, antiguanischer Sportfunktionär
- 1934: Patsy Rowlands, britische Schauspielerin
- 1935: Philip Agee, US-amerikanischer Geheimagent, Buchautor und Reiseunternehmer
- 1935: Soumitra Chattopadhyay, indischer Schauspieler Soumitra Chattopadhyay (* 1935)

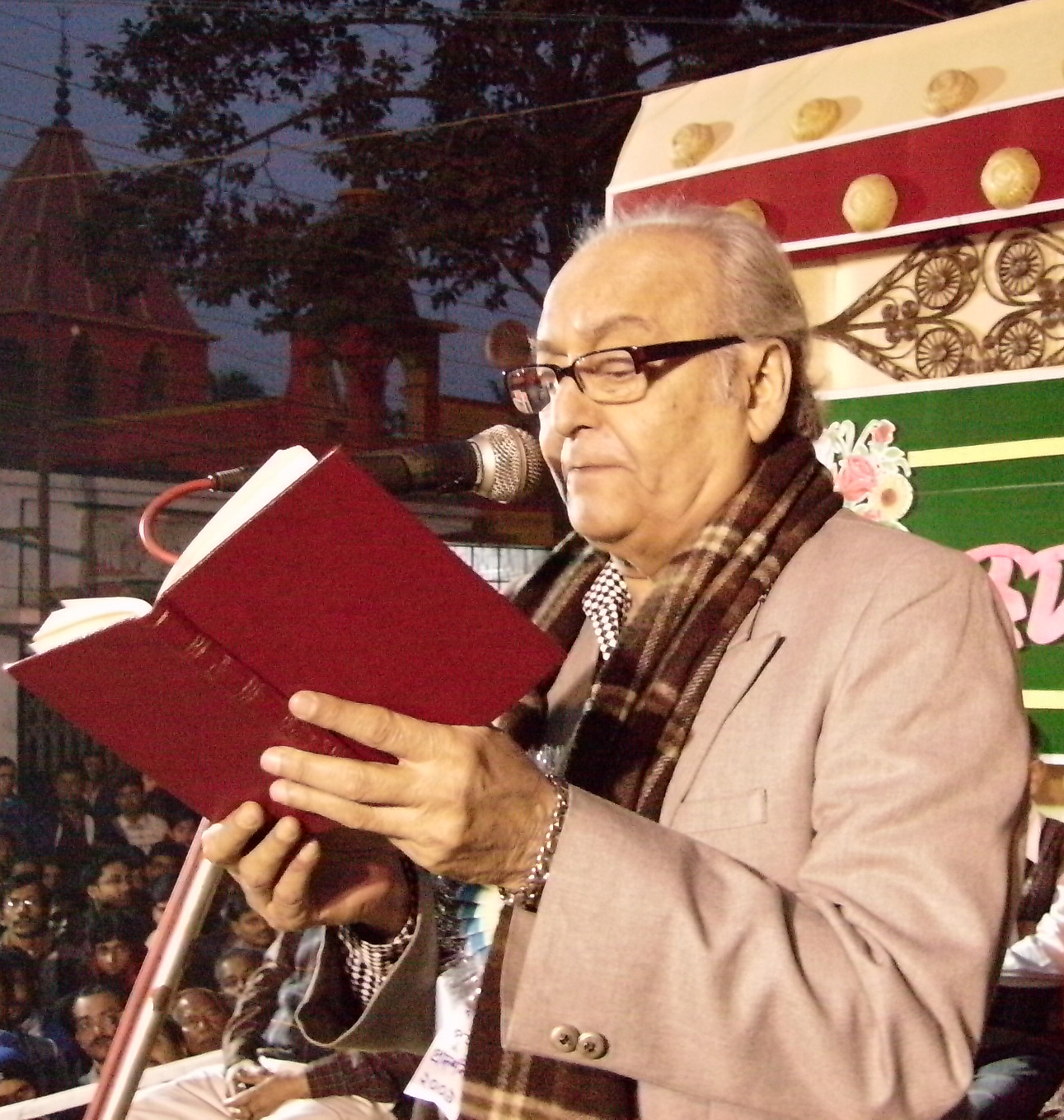
Soumitra Chattopadhyay (* 1935)

- 1935: Johnny O’Keefe, australischer Rock’-n’-Roll-Musiker
- 1935: Arnold Schütz, deutscher Fußballspieler
- 1935: Shō Shibata, japanischer Schriftsteller, Übersetzer und Germanist
- 1935: Owsley Stanley, US-amerikanischer Toningenieur und Drogenhändler
- 1935: Herbert Walther, deutscher Physiker
- 1936: Peter Abraham, deutscher Schriftsteller
- 1936: Rainer Brandt, deutscher Schauspieler und Synchronsprecher
- 1936: Radovan Radović, jugoslawischer Basketballspieler
- 1936: Willie Smith, US-amerikanischer Blues-Musiker
- 1937: David Cass, US-amerikanischer Wirtschaftswissenschaftler
- 1937: Rudolf A. Hartmann, deutscher Opernsänger
- 1937: Herbert Kraus, österreichischer Wirtschaftswissenschaftler
- 1937: Günter Litfin, deutscher Schneider, erster Toter an der Berliner Mauer Günter Litfin (* 1937)

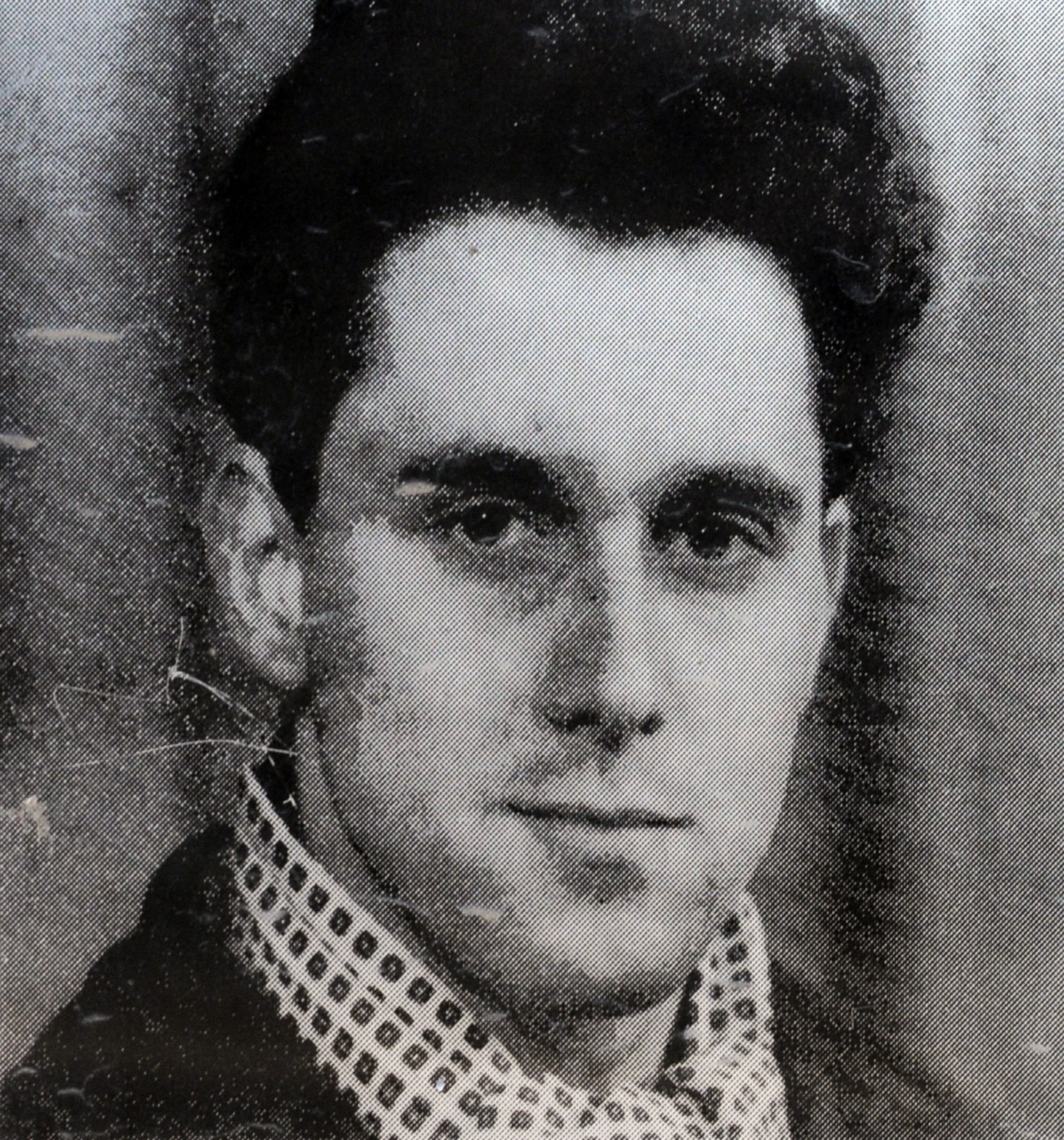
Günter Litfin (* 1937)

- 1937: Giovanna Marini, italienische Musikerin
- 1937: Gerhard Moritz Meyer, deutscher Politiker, MdL, Senator
- 1937: Karlheinz Niclauß, deutscher Politologe
- 1937: Joseph Nye, US-amerikanischer Politologe, Politiker und Autor
- 1937ː Birgitta Ingeborg Alice von Schweden, schwedische Prinzessin
- 1937: Phil Wilson, US-amerikanischer Jazzposaunist
- 1938: Hartwig Henze, Richter am Bundesgerichtshof
- 1938: Manfred Osten, deutscher Autor und Kulturhistoriker
- 1938: Chris Tuerlinx, belgischer Automobilrennfahrer
- 1939: Rüdiger Bahr, deutscher Regisseur, Schauspieler und Synchronsprecher
- 1939: Gunter Benkißer, deutscher Ingenieurwissenschaftler und Hochschullehrer
- 1939: Phil Everly, US-amerikanischer Musiker
- 1939: Ulrich Irmer, deutscher Politiker, MdB, MdEP
- 1939: Catherine McArdle Kelleher, US-amerikanische Politikwissenschaftlerin
- 1940: Paolo Borsellino, italienischer Richter und Mafia-Jäger
- 1940: Hans Fünfschilling, Schweizer Politiker Hans Fünfschilling (* 1940)

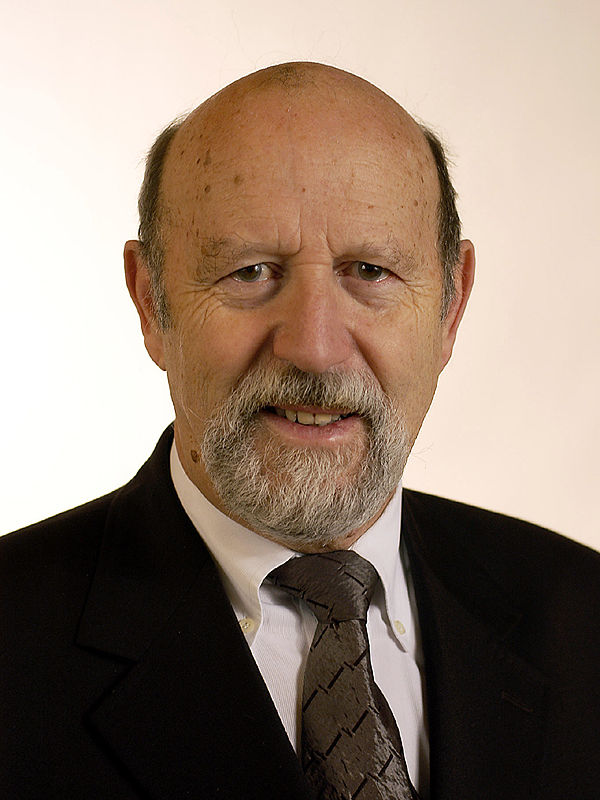
Hans Fünfschilling (* 1940)

- 1940: Otmar Hesse, deutscher evangelischer Theologe und Politiker
- 1940: John Siegfried Mehnert, deutscher Whistleblower und Schauspieler
- 1940: Bernhard Sinkel, deutscher Regisseur, Autor und Produzent
- 1941: Tony Anholt, britischer Schauspieler
- 1941: Stan Persky, kanadischer Schriftsteller, Medienkommentator und Hochschuldozent
- 1941: Putter Smith, US-amerikanischer Jazz-Bassist und Schauspieler
- 1941: Joachim Wahnschaffe, deutscher Politiker, MdL
- 1941: Regina Wollmann, römisch-katholische Ordensschwester und Äbtissin
- 1942: Mario Arturo Acosta Chaparro Escápite, mexikanischer Brigadegeneral
- 1942: Michael Crawford, britischer Schauspieler
- 1942: Paul-Eerik Rummo, estnischer Dichter und Politiker
- 1942: Reiner Schöne, deutscher Schauspieler, Musiker und Synchronsprecher Reiner Schöne (* 1942)

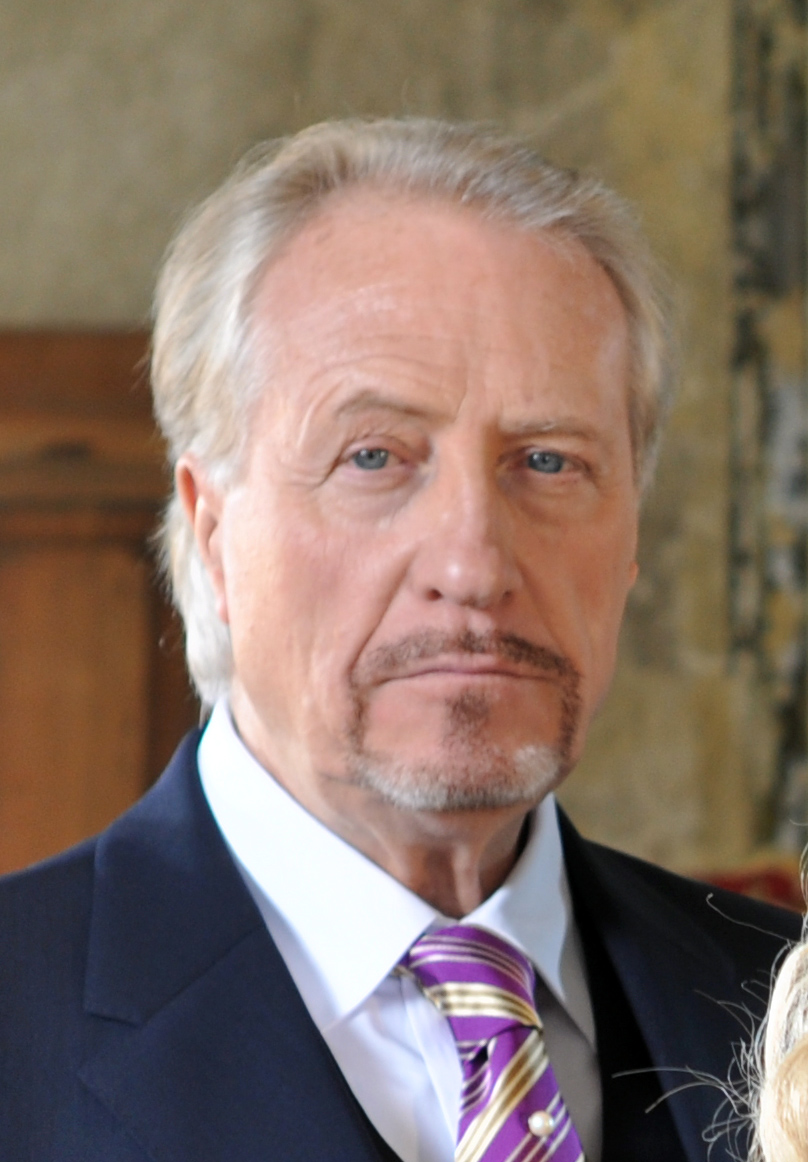
Reiner Schöne (* 1942)

- 1943: Larry Clark, US-amerikanischer Filmregisseur und Fotograf
- 1943: Margriet von Oranien-Nassau, Prinzessin der Niederlande
- 1943: Volker Fink, deutscher Diplomat
- 1943: Janis Joplin, US-amerikanische Rocksängerin Janis Joplin (* 1943)

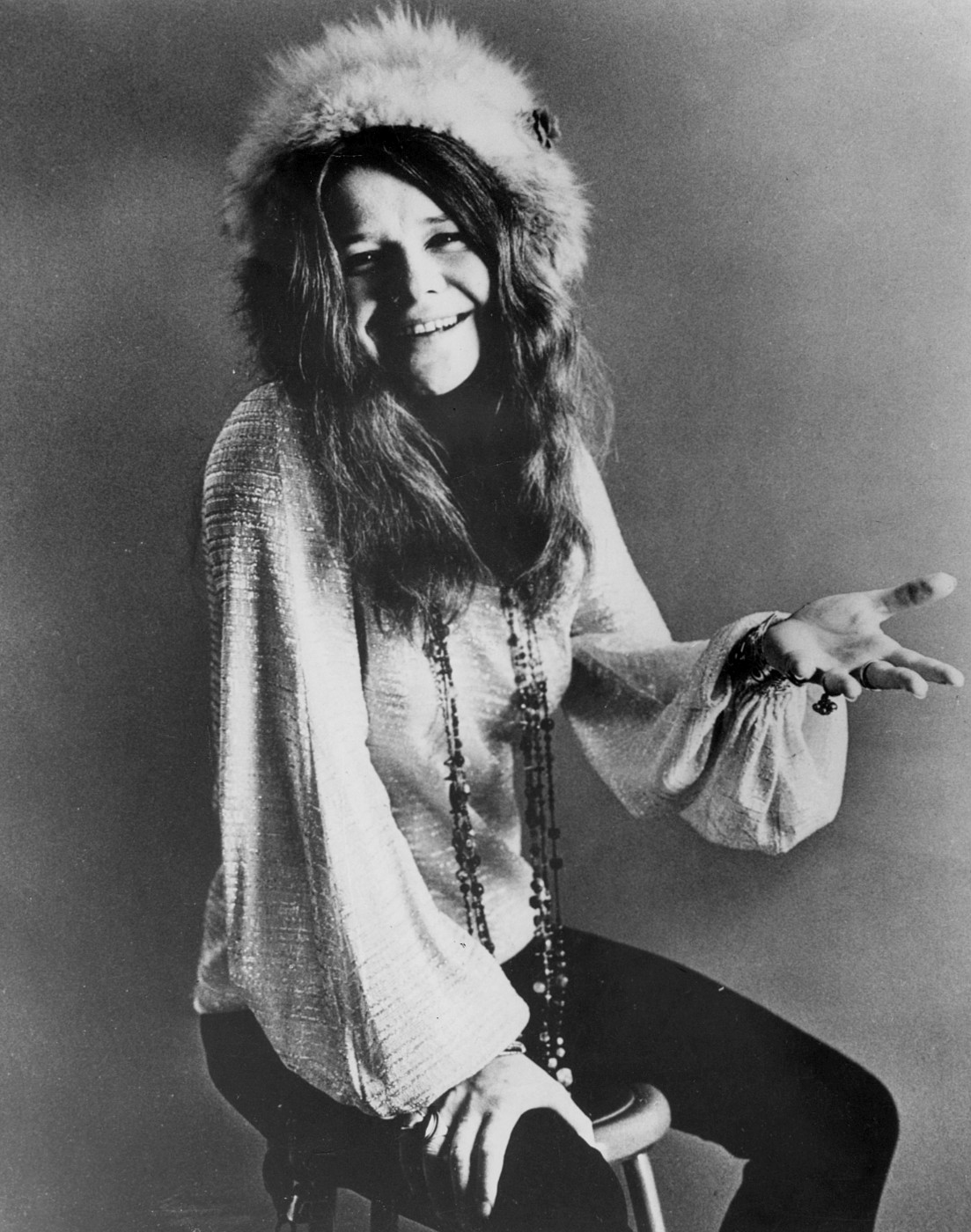
Janis Joplin (* 1943)

- 1944: Claudia Fräss-Ehrfeld, österreichische Autorin
- 1944: Shelley Fabares, US-amerikanische Sängerin und Schauspielerin
- 1944: Klaus-Dieter Henkler, deutscher Sänger
- 1944: Laurie London, britischer Sänger
- 1944: Thom Mayne, US-amerikanischer Architekt
- 1944: Burckhard Nedden, deutscher Jurist, Datenschutzbeauftragter des Landes Niedersachsen
- 1944: Pehr Henrik Nordgren, finnischer Komponist
- 1944: Dan Reeves, US-amerikanischer American-Football-Spieler und -Trainer
- 1944: Hubert Stuppner, italienischer Komponist
- 1945: Jürgen Haase, deutscher Leichtathlet
- 1945: Dragan Holcer, jugoslawischer Fußballspieler
- 1945: Maria Jepsen, deutsche Theologin und Bischöfin Maria Jepsen (* 1945)

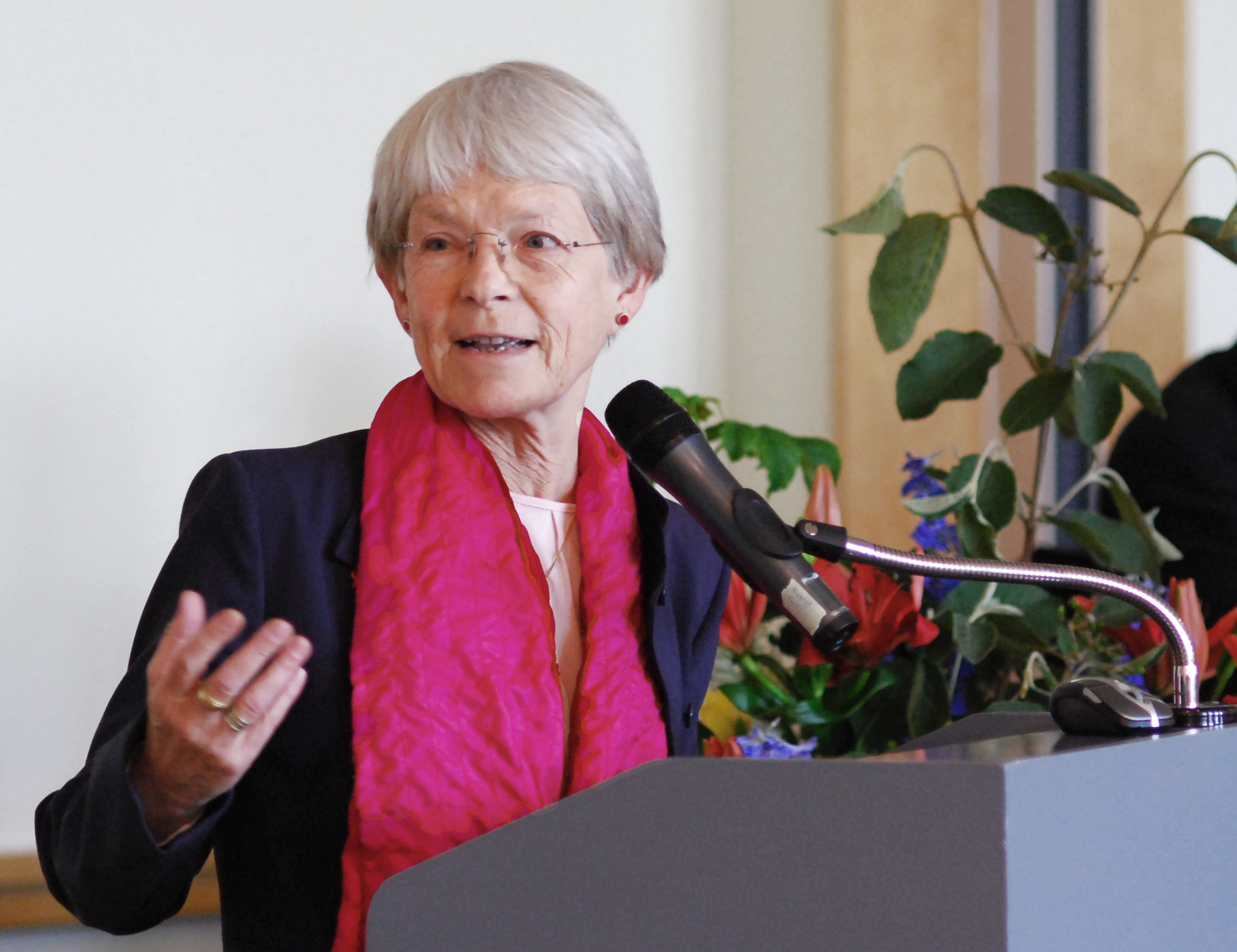
Maria Jepsen (* 1945)

- 1945: Franz Keller, deutscher Nordischer Kombinierer
- 1945: David Marr, britischer Mathematiker
- 1945: Ulrich Trottenberg, deutscher Mathematiker Ulrich Trottenberg (* 1945)

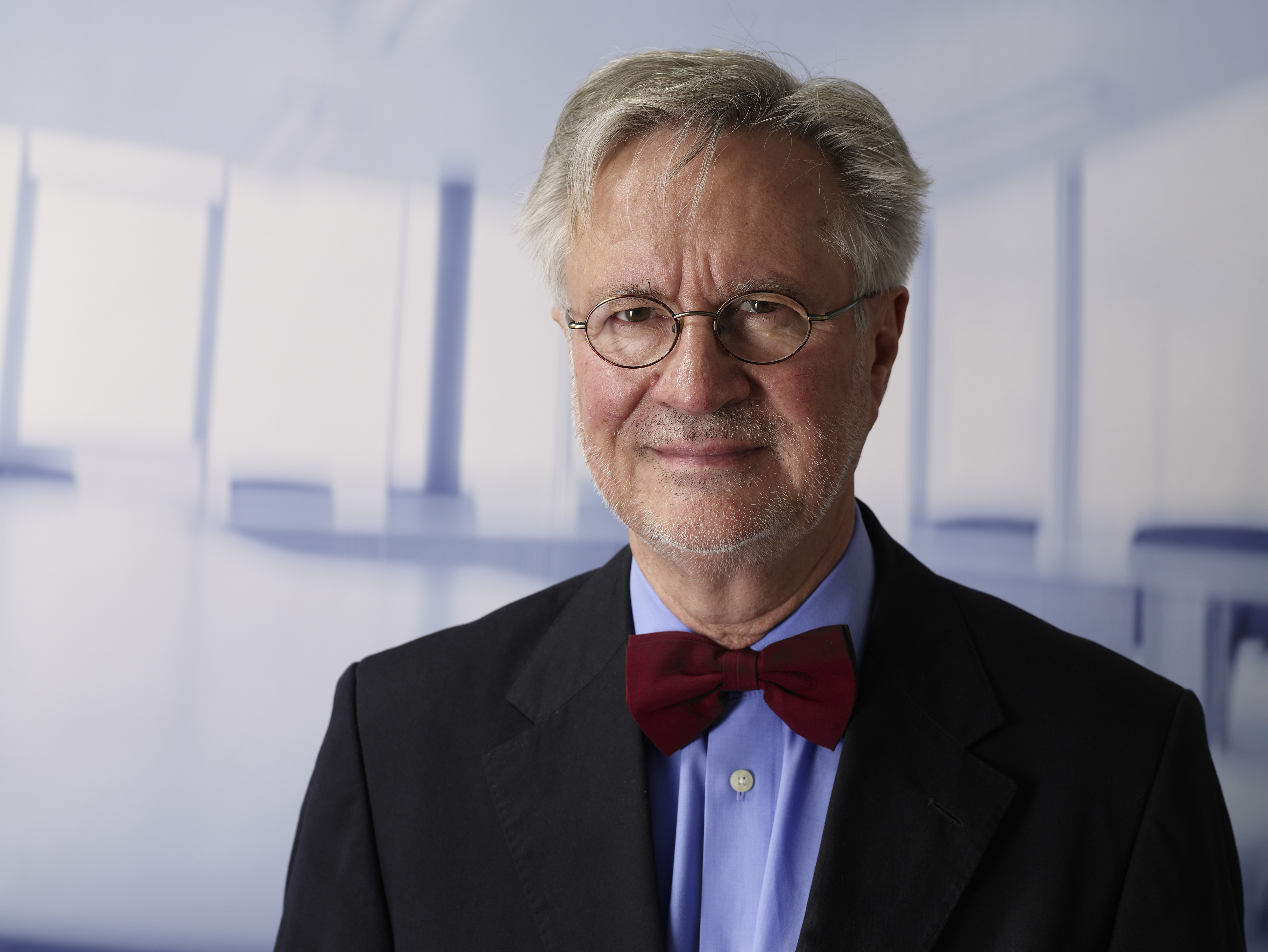
Ulrich Trottenberg (* 1945)

- 1946: Alexander Kostinskij, ukrainisch-jüdischer Dichter, Schriftsteller und Illustrator
- 1946: Julian Barnes, britischer Schriftsteller
- 1946: Reinhard Lakomy, deutscher Sänger und Komponist
- 1946: Dolly Parton, US-amerikanische Countrysängerin Dolly Parton (* 1946)

Dolly Parton (* 1946)

- 1947: Leszek Balcerowicz, polnischer Wirtschaftswissenschaftler und Politiker
- 1947: Rod Evans, britischer Sänger
- 1948: Kenneth Boyd, US-amerikanischer Mörder
- 1948: Erica Goodman, kanadische Harfenistin
- 1948: Nancy Lynch, US-amerikanische Informatikerin
- 1948: Wolfgang Wessels, deutscher Politikwissenschaftler
- 1949: Romuald Ajchler, polnischer Politiker
- 1949: Robert Palmer, britischer Musiker
- 1949: Yves Hervalet, französischer Autorennfahrer
- 1949: Khalil Shaheed, US-amerikanischer Musiker
- 1949: Dennis Taylor, nordirischer professioneller Snooker-Spieler
- 1950: Werner Jann, deutscher Politikwissenschaftler

#### 1951–1975
- 1951: Charalampos Angourakis, griechischer Politiker
- 1951: Gildo Insfrán, argentinischer Politiker
- 1951: Kaj Nilsson, deutsch-schwedischer Eishockeyspieler
- 1951: Gerald Tinker, US-amerikanischer Leichtathlet, Olympiasieger
- 1952: María Guadalupe Guzmán Tirado, kubanische Virologin
- 1953: Klaus Antoni, deutscher Japanologe und Kulturwissenschaftler
- 1953: Desi Arnaz jr., US-amerikanischer Schauspieler und Musiker
- 1953: Jürgen Gelsdorf, deutscher Fußballspieler und -trainer
- 1953: Carry Goossens, belgischer Schauspieler und Komödiant
- 1953: Cyprian Kizito Lwanga, ugandischer Priester, Erzbischof von Kampala

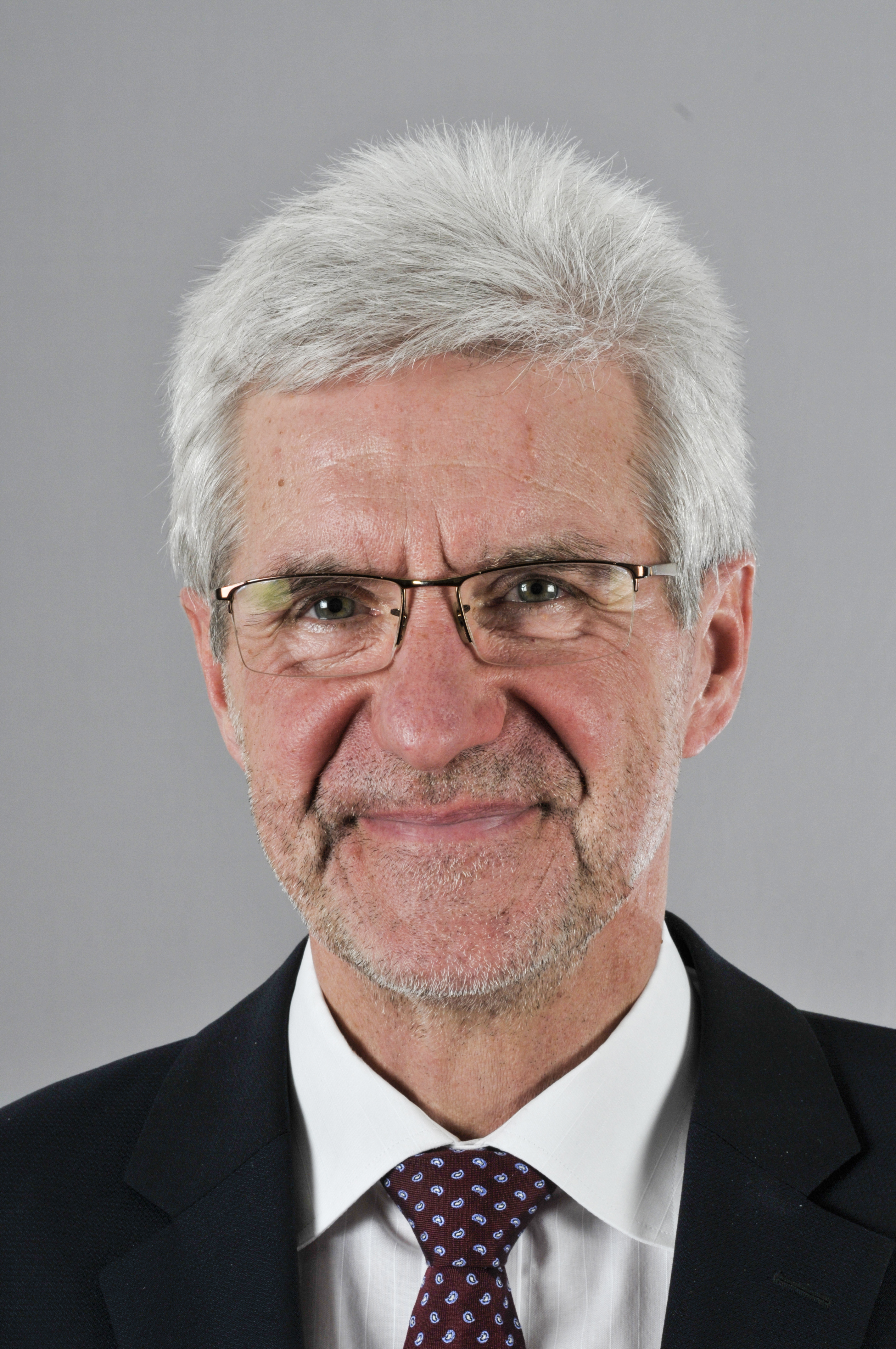
Holger Rupprecht (* 1953)

- 1953: Holger Rupprecht, deutscher Politiker, MdL, Landesminister
- 1954: Joachim Deckarm, deutscher Leichtathlet und Handballspieler
- 1954: Evelyne Gebhardt, deutsche Politikerin, MdEP
- 1954: Ulrich Werner Grimm, deutscher Journalist und Autor
- 1954: Katey Sagal, US-amerikanische Schauspielerin

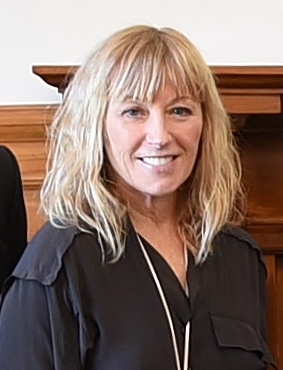
Cindy Sherman (* 1954)

- 1954: Cindy Sherman, US-amerikanische Fotografin

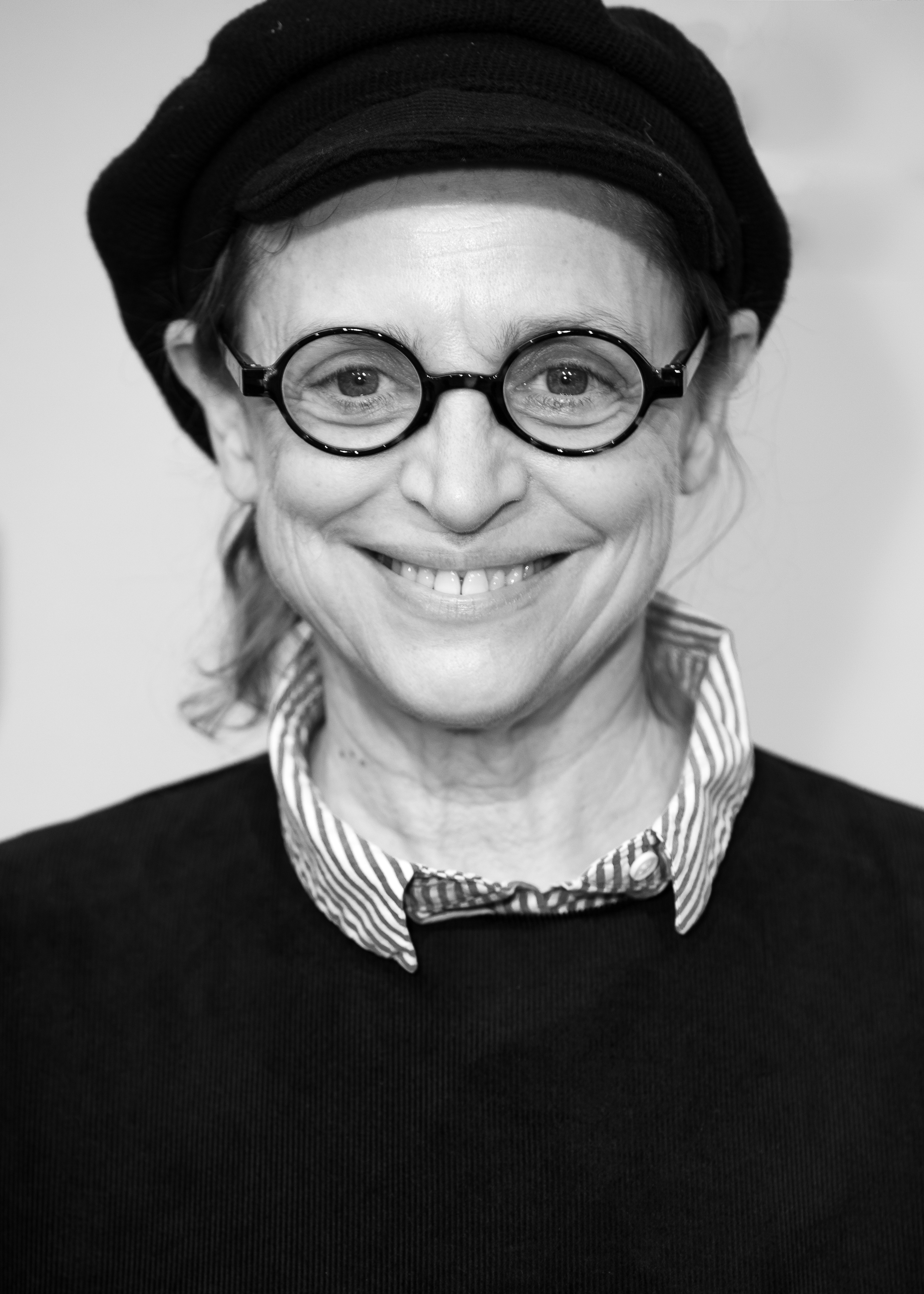
Katharina Thalbach (* 1954)

- 1954: Katharina Thalbach, deutsche Schauspielerin und Regisseurin
- 1955: Simon Rattle, britischer Dirigent
- 1955: Uwe Reinders, deutscher Fußballspieler und -trainer
- 1955: Paul Rodriguez, mexikanisch-US-amerikanischer Schauspieler und Comedian
- 1955: Erwina Ryś-Ferens, polnische Eisschnellläuferin
- 1955: Wulf-Paul Werner, deutscher Kommunalpolitiker

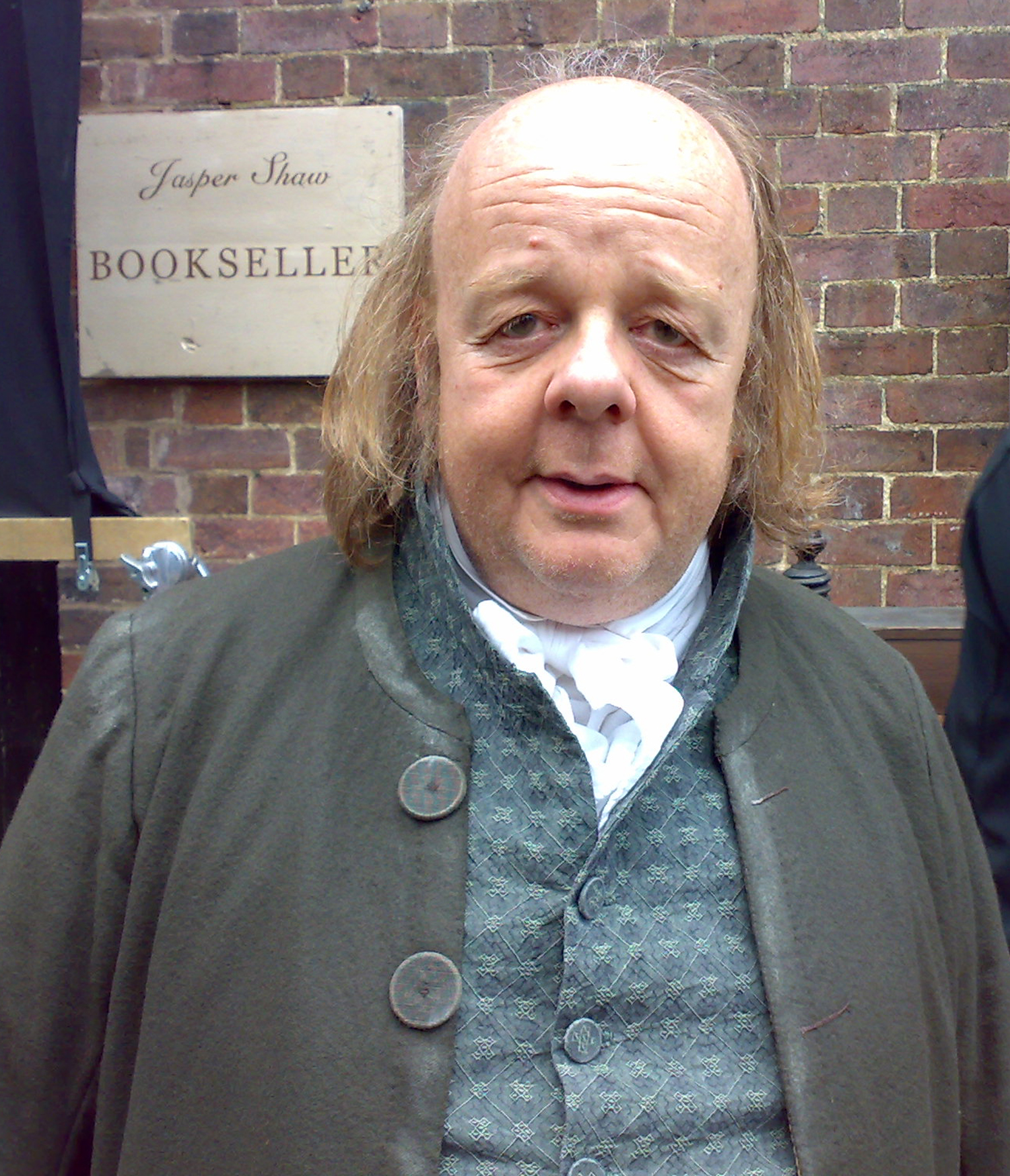
Roger Ashton-Griffiths (* 1957)

- 1957: Roger Ashton-Griffiths, britisch-kanadischer Schauspieler und Filmemacher
- 1957: Peter Aude, dänischer Schauspieler
- 1957: Michel Périn, französischer Rallyebeifahrer
- 1958: Michel De Wolf, belgischer Fußballspieler
- 1958: Thomas Gsella, deutscher Schriftsteller
- 1958: Ludwik Synowiec, polnischer Eishockeyspieler
- 1959: Margarete Bause, deutsche Politikerin, MdL
- 1959: Harold Kreis, deutsch-kanadischer Eishockeyspieler und -trainer
- 1960: Al Joyner, US-amerikanischer Leichtathlet, Olympiasieger
- 1960: Luis Alberto Rodríguez López-Calleja, kubanischer Manager, Militär und Politiker
- 1960: Mauro Tassotti, italienischer Fußballspieler
- 1961: Hans-Ludwig Grabowski, deutscher Numismatiker und Fachautor
- 1961: Heike Neugebauer, deutsche Leichtathletin
- 1961: Rose Hudson-Wilkin, Geistliche der Church of England
- 1961: Ufo Walter, deutscher Bassist, Arrangeur und Sound-Designer
- 1962: Jeff Van Gundy, amerikanischer Sportreporter
- 1963: Jay Cochran, US-amerikanischer Automobilrennfahrer
- 1963: Harald Sükar, österreichischer Fußballfunktionär
- 1964: Ricardo Arjona, guatemaltekischer Sänger und Basketballspieler
- 1964: Andreas Dorau, deutscher Musiker
- 1964: Jim Morris, US-amerikanischer Baseballspieler
- 1965: Horst Busch, deutscher Brigadegeneral des Heeres der Bundeswehr
- 1966: Stefan Edberg, schwedischer Tennisspieler

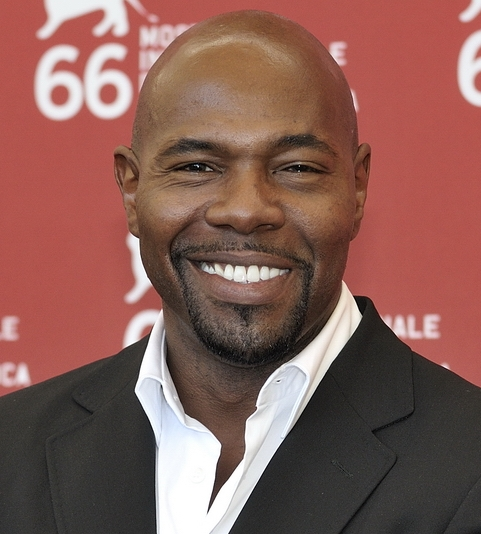
Antoine Fuqua (* 1966)

- 1966: Antoine Fuqua, US-amerikanischer Regisseur
- 1966: Lena Philipsson, schwedische Sängerin
- 1966: Aaron Slight, neuseeländischer Motorradrennfahrer
- 1967: Adrian Borza, rumänischer Komponist und Musikpädagoge
- 1967: Javier Cámara, spanischer Schauspieler
- 1967: Michael Schjønberg, dänischer Fußballspieler
- 1967: Christine Tucci, US-amerikanische Schauspielerin
- 1968: Jens Jaschob, deutscher Fußballspieler
- 1968: Timo Lange, deutscher Fußballspieler

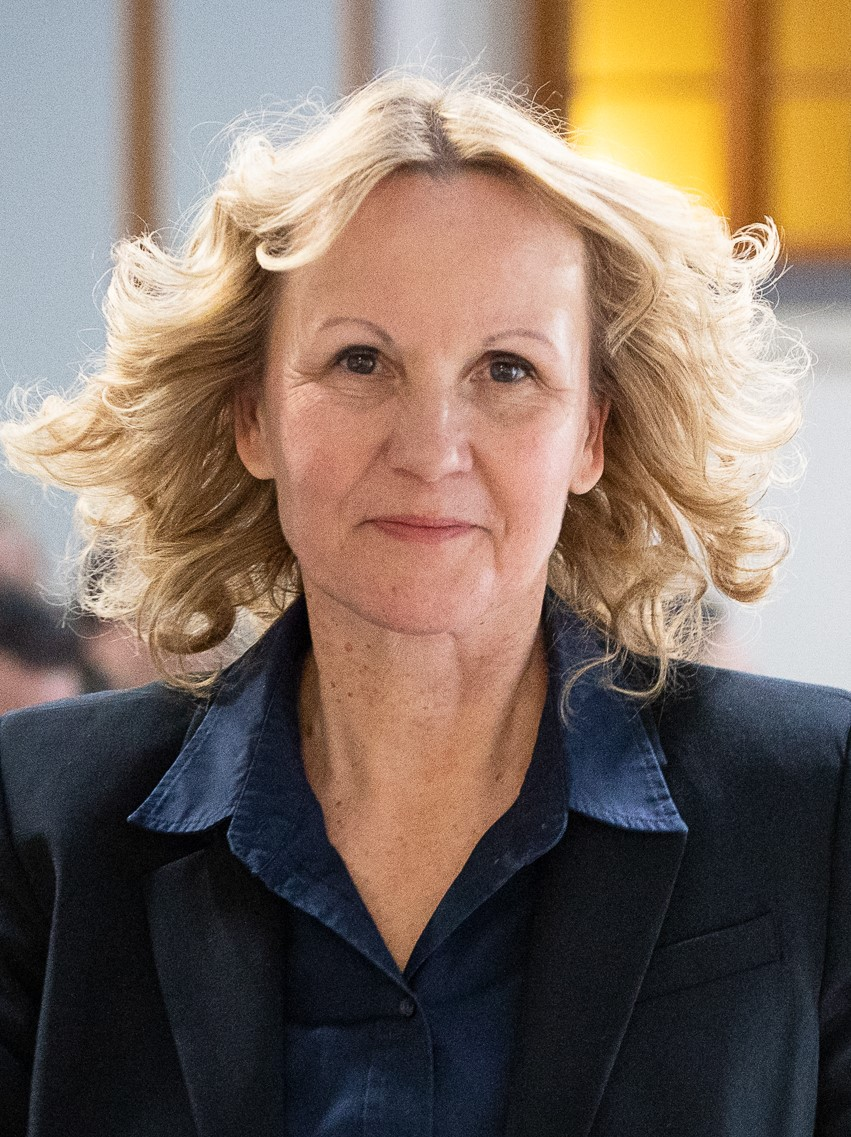
Steffi Lemke (* 1968)

- 1968: Steffi Lemke, deutsche Politikerin, MdB
- 1968: Eden Robinson, kanadische Schriftstellerin
- 1969: Edwidge Danticat, US-amerikanische Schriftstellerin
- 1969: Luc Longley, australischer Basketballspieler
- 1969: Predrag Mijatović, serbischer Fußballspieler
- 1969: Oliver Mommsen, deutscher Schauspieler

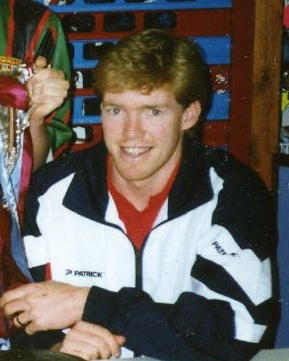
Steve Staunton (* 1969)

- 1969: Steve Staunton, irischer Fußballspieler
- 1969: Frank Tempel, deutscher Politiker, MdB
- 1969: Rödiger Voss, Hochschulprofessor und Buchautor
- 1970: Steffen Freund, deutscher Fußballspieler
- 1970: Wolfgang Nadvornik, deutscher Sportjournalist und Fernsehmoderator
- 1970: Christoph Sieber, deutscher Kabarettist
- 1970: Iiro Rantala, finnischer Musiker
- 1971: Assyr Abdulle, Schweizer Mathematiker
- 1971: Elisabeth Degen, deutsche Schauspielerin
- 1971: Sven Scheuer, deutscher Fußballspieler
- 1971: Shawn Wayans, US-amerikanischer Schauspieler und Produzent, Regisseur und Drehbuchautor

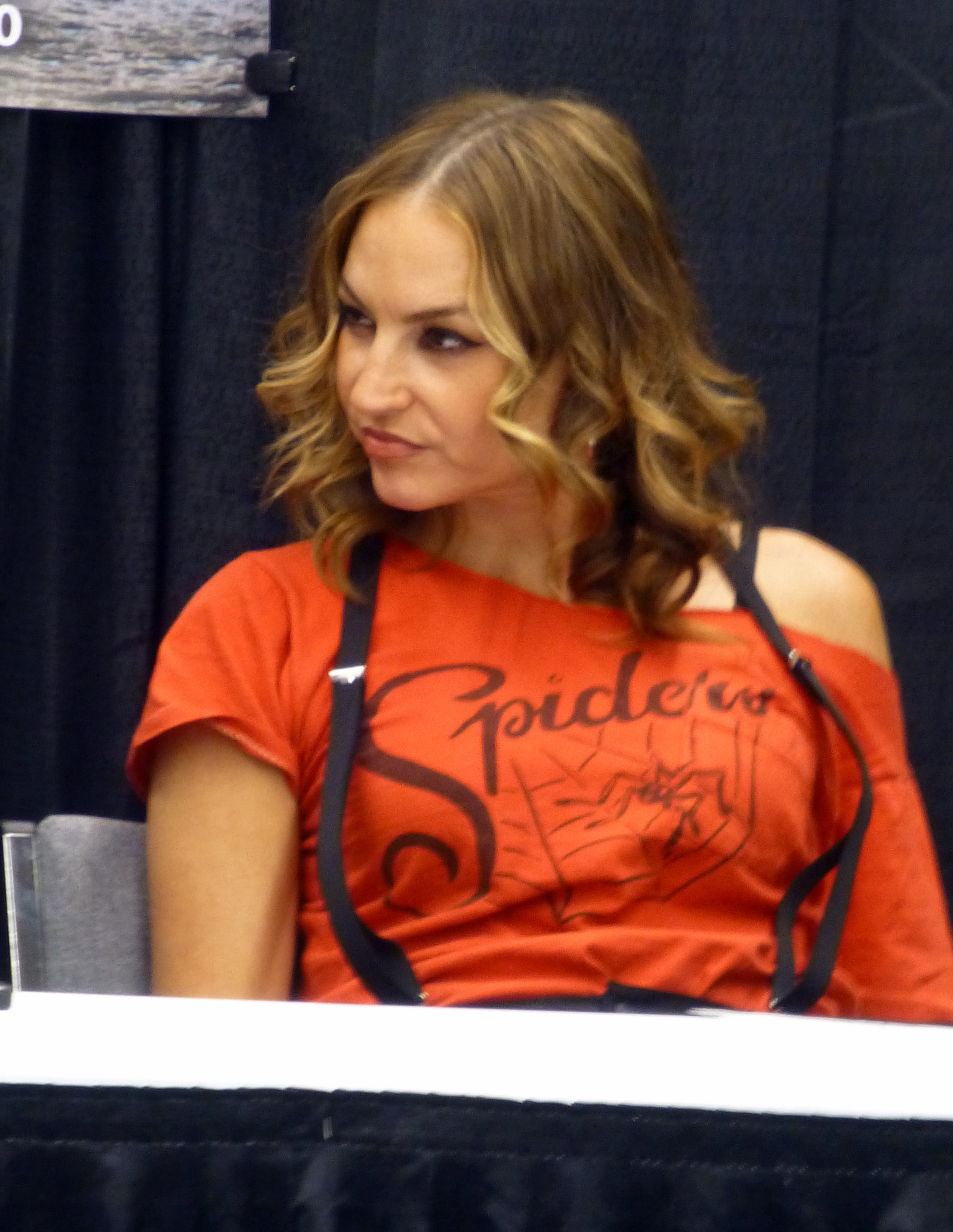
Drea De Matteo (* 1972)

- 1972: Drea de Matteo, US-amerikanische Schauspielerin
- 1972: Ron Killings, US-amerikanischer Wrestler
- 1972: Sascha Ruefer, Schweizer Fernsehmoderator
- 1973: Ann Kristin Aarønes, norwegische Fußballspielerin
- 1973: Christopher Henry, barbadischer Boxer
- 1973: Wang Junxia, chinesische Langstreckenläuferin, Olympiasiegerin
- 1973: Tímea Kiss, ungarische Bogenschützin
- 1973: Géraldine Katharina Knie, Schweizer Pferdeartistin und Zirkusdirektorin
- 1973: Karen Lancaume, französische Schauspielerin
- 1973: Silvio Meißner, deutscher Fußballspieler
- 1973: Guido Rennert, deutscher Klarinettist, Komponist und Arrangeur
- 1973: Jewgeni Wiktorowitsch Sadowy, russischer Schwimmer
- 1974: Francesco Cozza, italienischer Fußballspieler
- 1974: Walter Jones, US-amerikanischer American-Football-Spieler
- 1975: Mikaël Lesage, französischer Fußballschiedsrichter
- 1975: Birger Lüssow, deutscher Politiker, MdL

#### 1976–2000
- 1976: Greta Galisch de Palma, deutsche Schauspielerin und Sprecherin
- 1976: Eugène Kangulungu, kongolesischer Fußballspieler

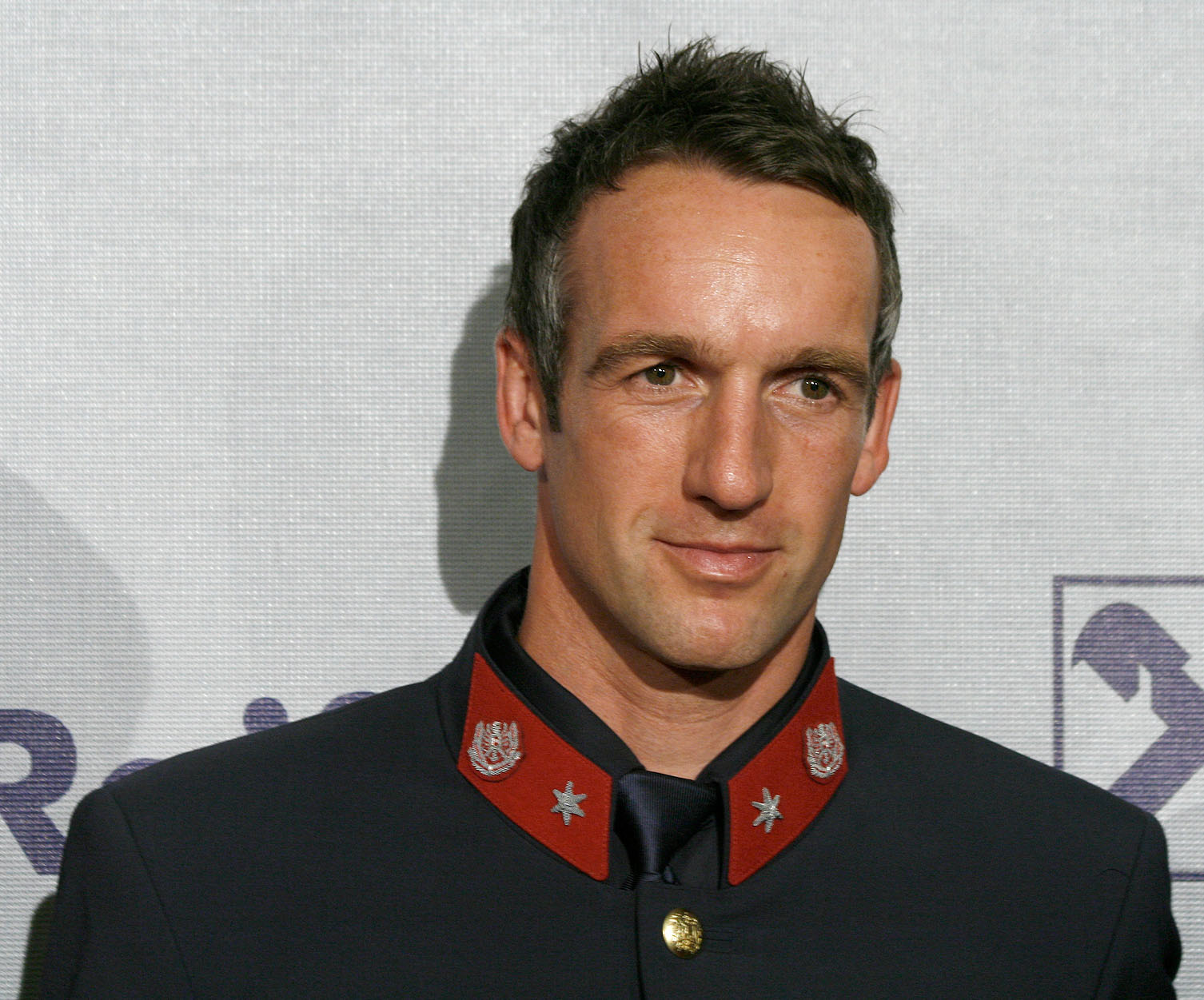
Christoph Sumann (* 1976)

- 1976: Christoph Sumann, österreichischer Biathlet
- 1977: Henrik Andersson, schwedischer Badmintonspieler
- 1977: Jenny Johansson, schwedische Orientierungsläuferin
- 1977: Lauren Etame Mayer, kamerunischer Fußballspieler
- 1977: Timo Pärssinen, finnischer Eishockeyspieler
- 1977: Jorinde Voigt, deutsche Künstlerin

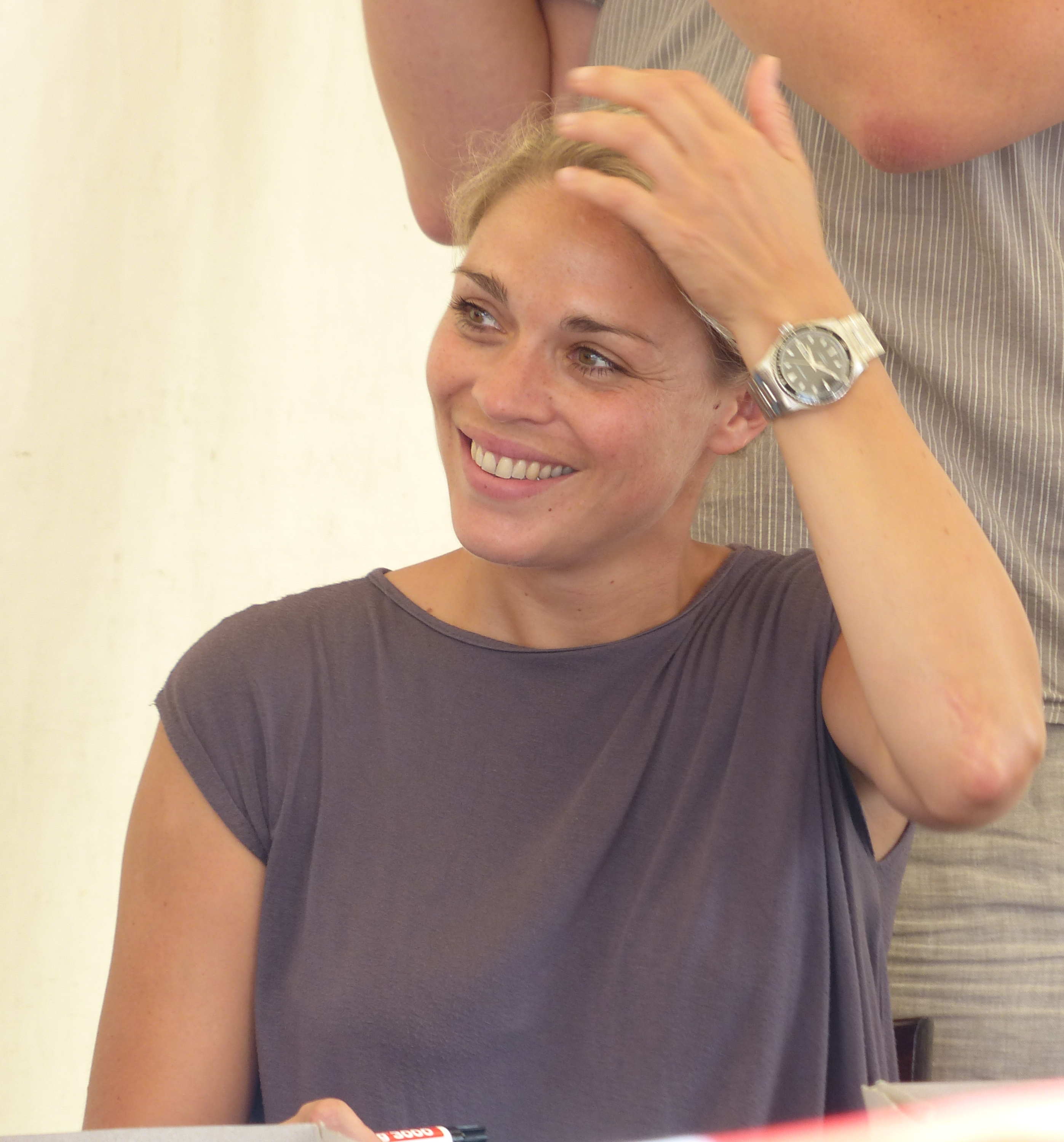
Jelena Mitschke (* 1978)

- 1978: Jelena Mitschke, deutsche Schauspielerin
- 1978: Philippe Palmiste, französischer Radrennfahrer
- 1978: Michael Prusikin, deutscher Schachgroßmeister
- 1978: Bernard Williams, US-amerikanischer Leichtathlet
- 1979: Swetlana Wassiljewna Chorkina, russische Turnerin, Olympiasiegerin
- 1979: Boris Schommers, deutscher Fußballtrainer
- 1979: Wiley, britischer Rapper

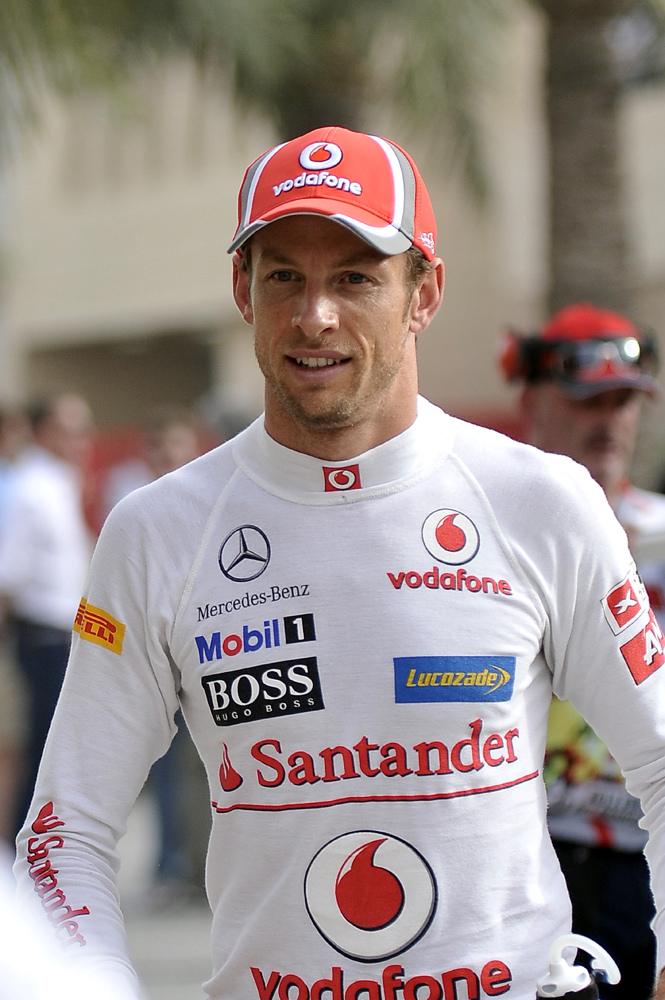
Jenson Button (* 1980)

- 1980: Jenson Button, britischer Automobilrennfahrer
- 1980: Leonard Scott, US-amerikanischer Leichtathlet
- 1980: Cai Yun, chinesischer Badmintonspieler, Weltmeister
- 1981: Ahmed Ammi, marokkanischer Fußballspieler
- 1981: Spartak Arturowitsch Gognijew, russischer Fußballspieler
- 1981: Luis González, argentinischer Fußballspieler
- 1981: Asier del Horno, spanischer Fußballspieler
- 1981: Florian Wisotzki, deutscher Handballspieler
- 1982: Jonas Boldt, deutscher Fußballmanager
- 1982: Antje Hamer, deutsche Schauspielerin
- 1982: Andreas Löw, deutscher Sportschütze
- 1982: Robin tom Rink, deutscher Musiker

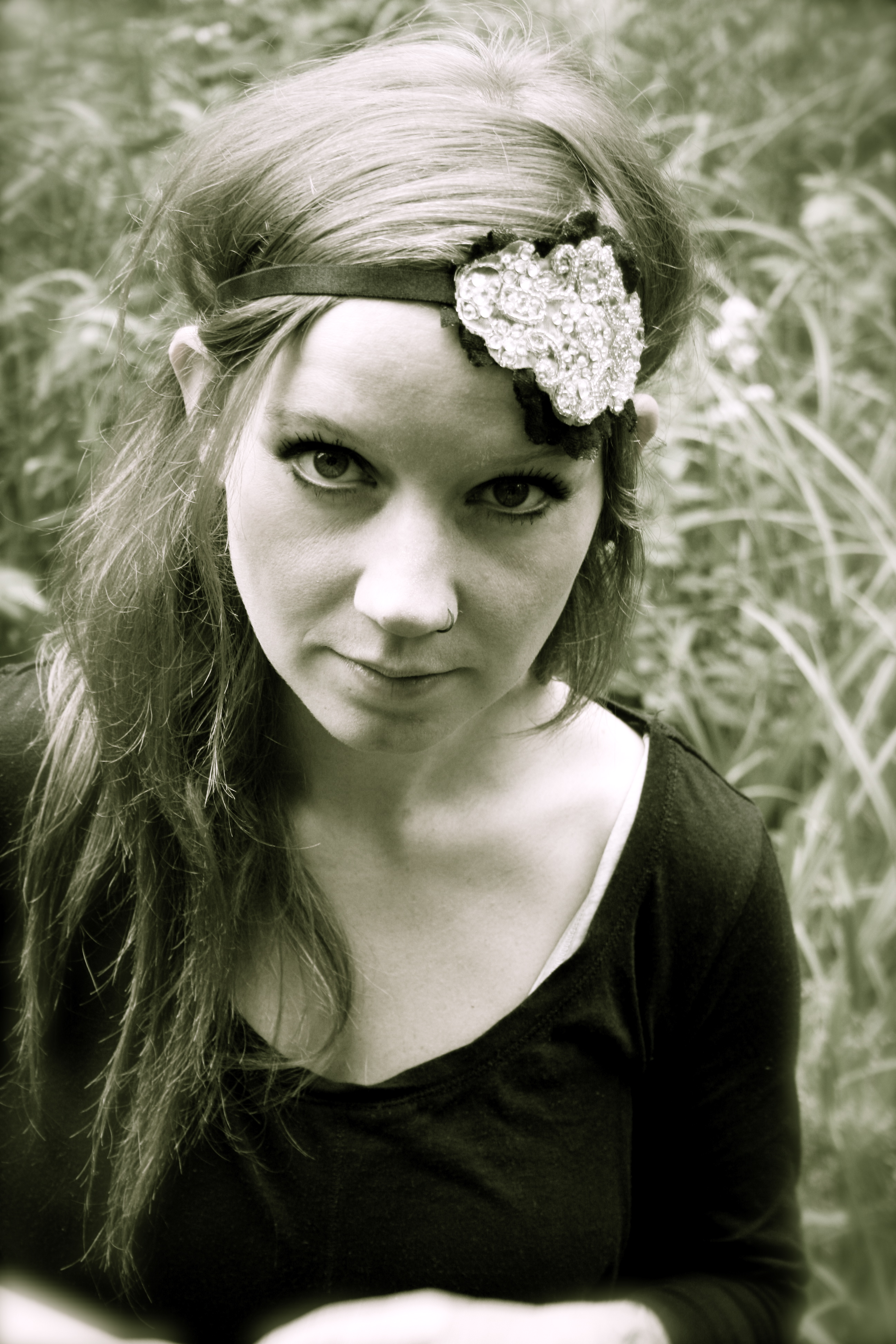
Maria Solheim (* 1982)

- 1982: Maria Solheim, norwegische Musikerin

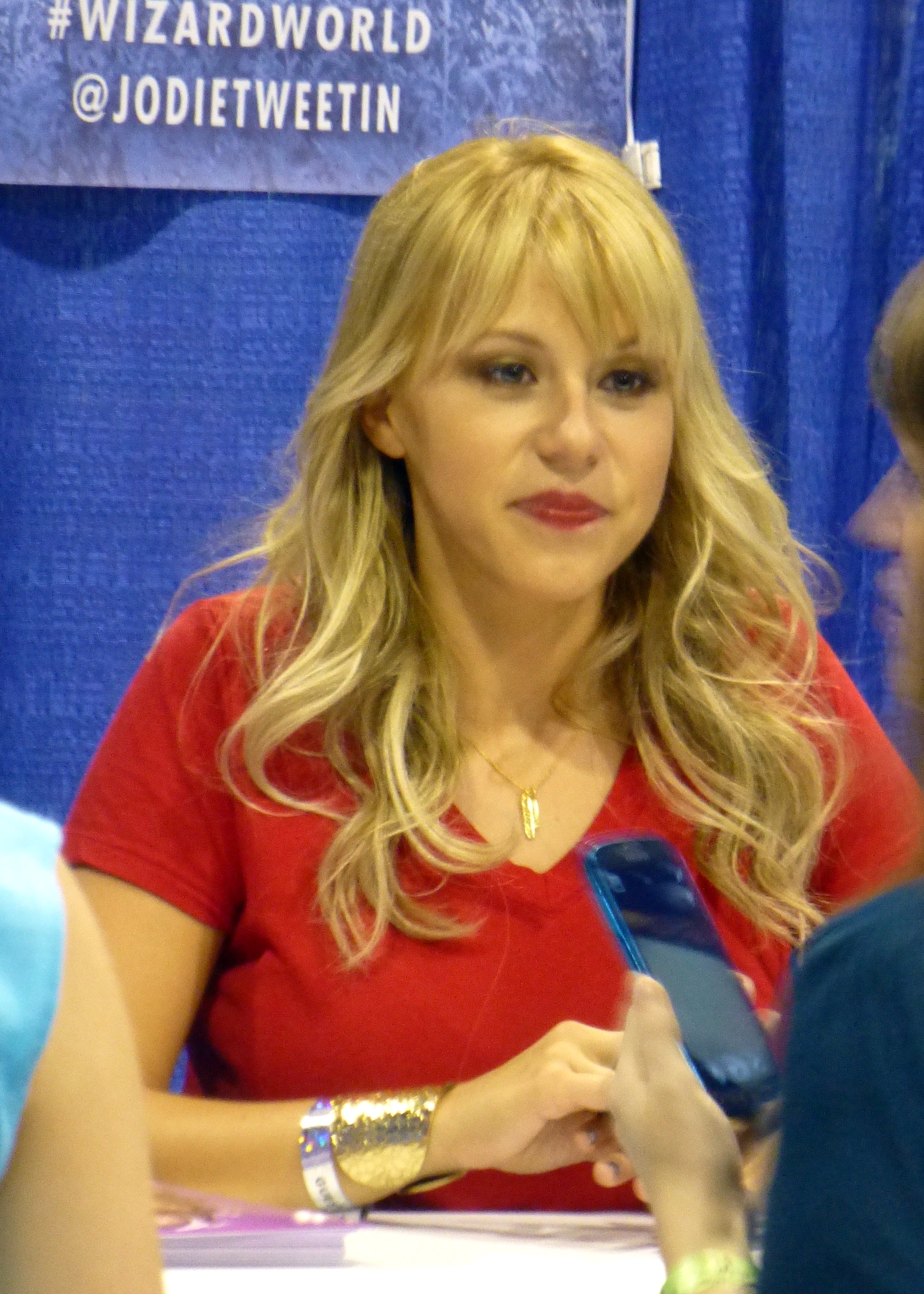
Jodie Sweetin (* 1982)

- 1982: Jodie Sweetin, US-amerikanische Schauspielerin
- 1983: Rasmus Andersen, dänischer Badmintonspieler
- 1983: Ismael Blanco, argentinischer Fußballspieler
- 1983: Laurent Groppi, französischer Automobilrennfahrer
- 1983: Justyna Kowalczyk, polnische Skilangläuferin
- 1983: David Miesmer, österreichischer Schauspieler
- 1983: Alexander Studzinski, deutscher Schwimmer
- 1983ː Csilla Soós, ungarisch-slowakische Glaskünstlerin
- 1983: Hikaru Utada, japanische Pop-Musikerin
- 1984: Karun Chandhok, indischer Automobilrennfahrer
- 1984: Nicolás Pareja, argentinischer Fußballspieler
- 1984: Daniele Rizzo, italienisch-deutscher Moderator, Schauspieler und Comedian
- 1984: Hamdi Salihi, albanischer Fußballspieler

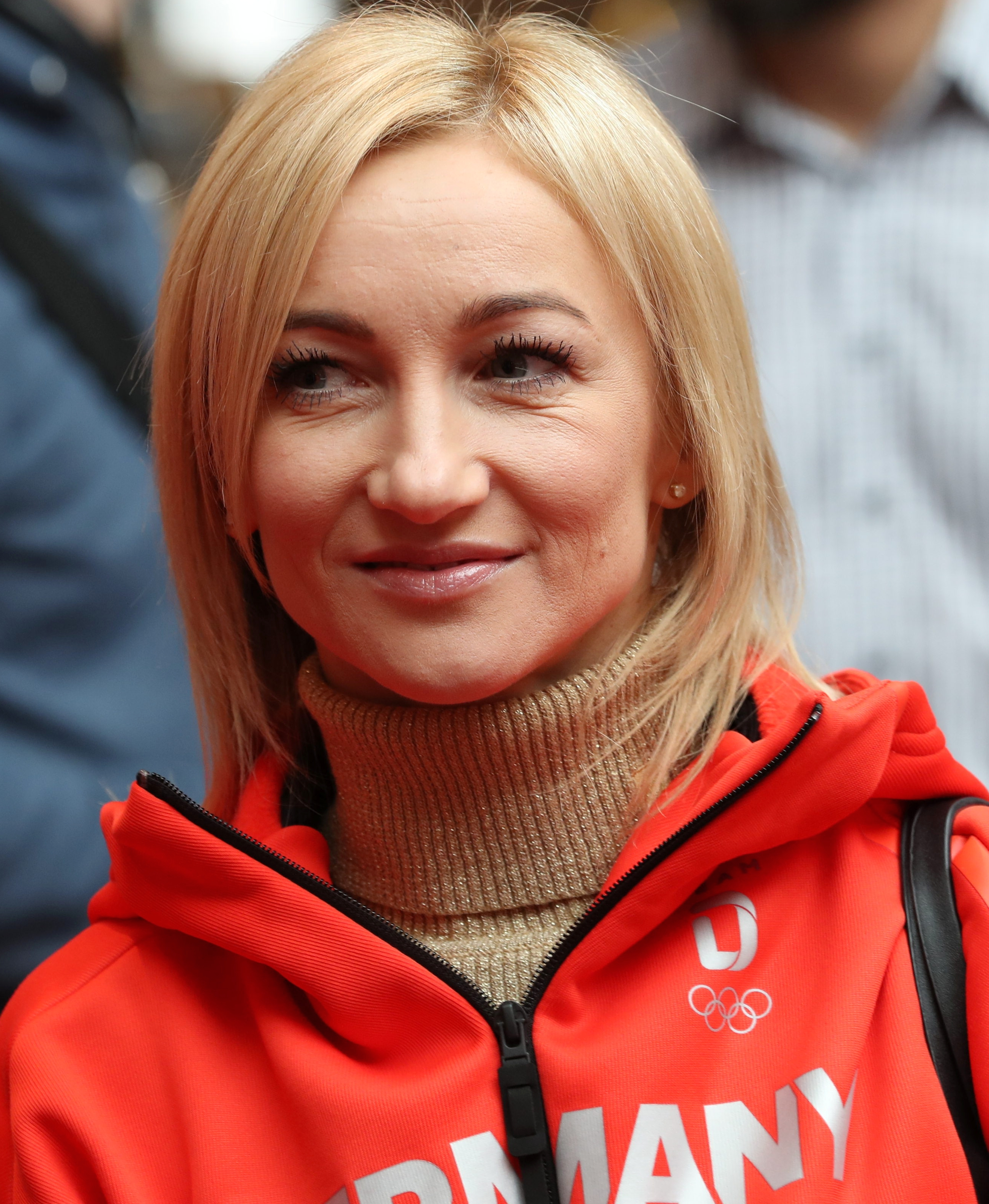
Aljona Savchenko (* 1984)

- 1984: Aljona Savchenko, deutsche Eiskunstläuferin
- 1984: Thomas Vanek, österreichischer Eishockeyspieler
- 1985: Pascal Behrenbruch, deutscher Zehnkämpfer
- 1985: Daniyel Cimen, deutscher Fußballspieler
- 1985: Benny Feilhaber, US-amerikanischer Fußballspieler
- 1985: Esteban Guerrieri, argentinischer Rennfahrer
- 1985: Ulrich Maurer, deutscher Eishockeyspieler
- 1985: Horia Tecău, rumänischer Tennisspieler
- 1986: Claudio Marchisio, italienischer Fußballspieler
- 1986: Genija Rykova, deutsche Schauspielerin und Sängerin
- 1986: Yann Schneider, französischer Fußballspieler

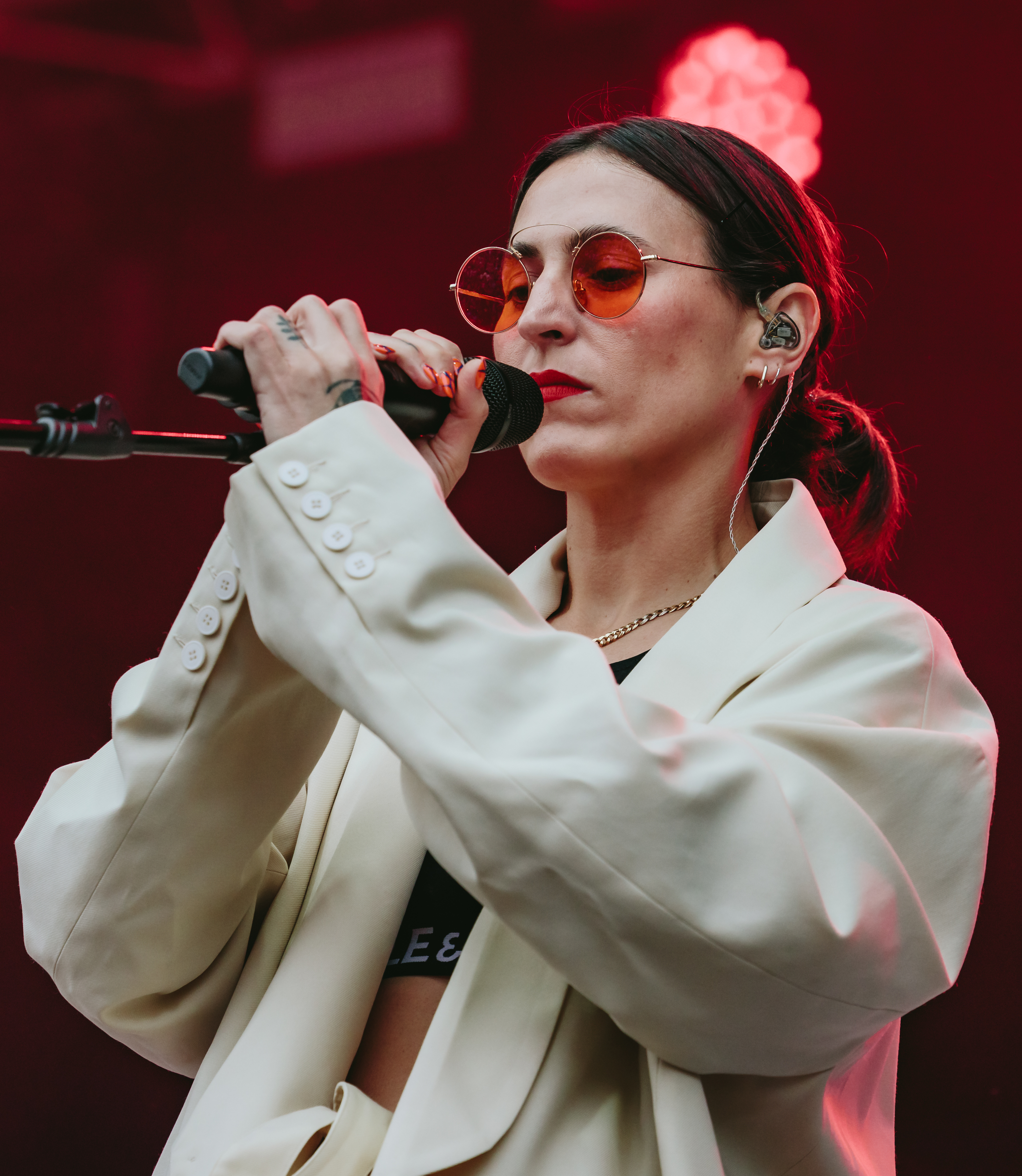
Mine (* 1986)

- 1986: Mine, deutsche Musikerin & Sängerin
- 1987: Edgar Manutscharjan, armenischer Fußballspieler
- 1987: Charlotte Irene Thompson, deutsche Schauspielerin und Musicaldarstellerin
- 1988: Dominic Kelm, deutscher Handballspieler
- 1988: JaVale McGee, US-amerikanischer Basketballspieler

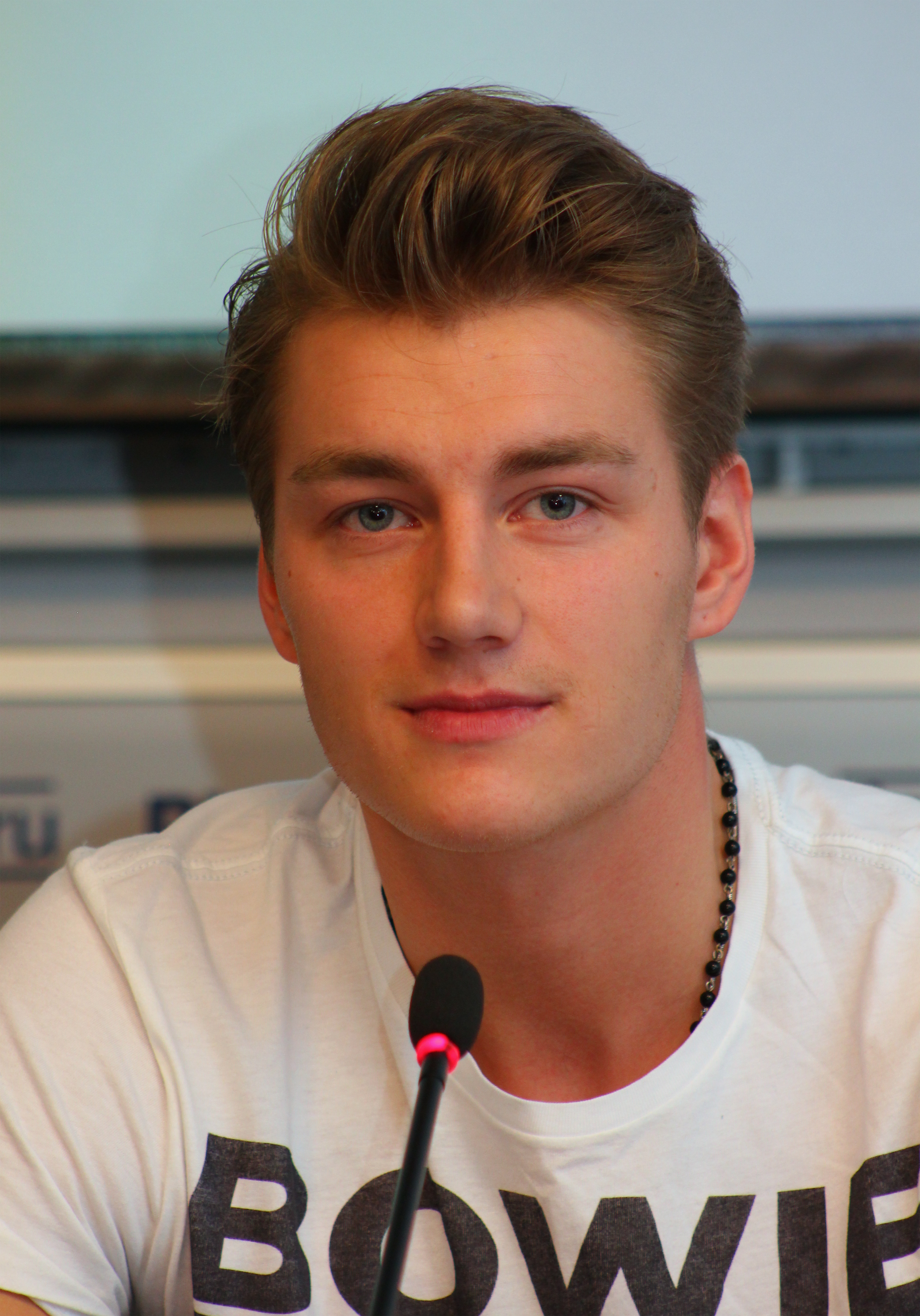
Alexei Worobjow (* 1988)

- 1988: Alexei Wladimirowitsch Worobjow, russischer Sänger und Schauspieler
- 1988: Sandra Žigić, kroatische Fußballspielerin
- 1989: Augustine Ejangue, kamerunische Fußballspielerin
- 1990: Fabian Römer, deutscher Rapper
- 1990: Jakub Kot, polnischer Skispringer
- 1991: Erin Sanders, US-amerikanische Schauspielerin
- 1991: Peter Theremin, russischer Theremin-Spieler und Komponist
- 1992: Logan Lerman, US-amerikanischer Schauspieler
- 1992: Mac Miller, US-amerikanischer Rapper
- 1992: Stefan Wannenwetsch, deutscher Fußballspieler
- 1993: Ricardo Centurión, argentinischer Fußballspieler
- 1993: João Mário, portugiesischer Fußballspieler
- 1994: Matthias Ginter, deutscher Fußballspieler
- 1994: Alfie Mawson, englischer Fußballspieler
- 1995: Madelaine Smith, britische Skeletonpilotin
- 1995: Alissa Wilms, deutsche Schauspielerin
- 1996: Mathias Graf, österreichischer Skirennläufer und Freestyle-Skier
- 1996: Marcel Hartel, deutscher Fußballspieler
- 1996: Lyes Houri, französischer Fußballspieler

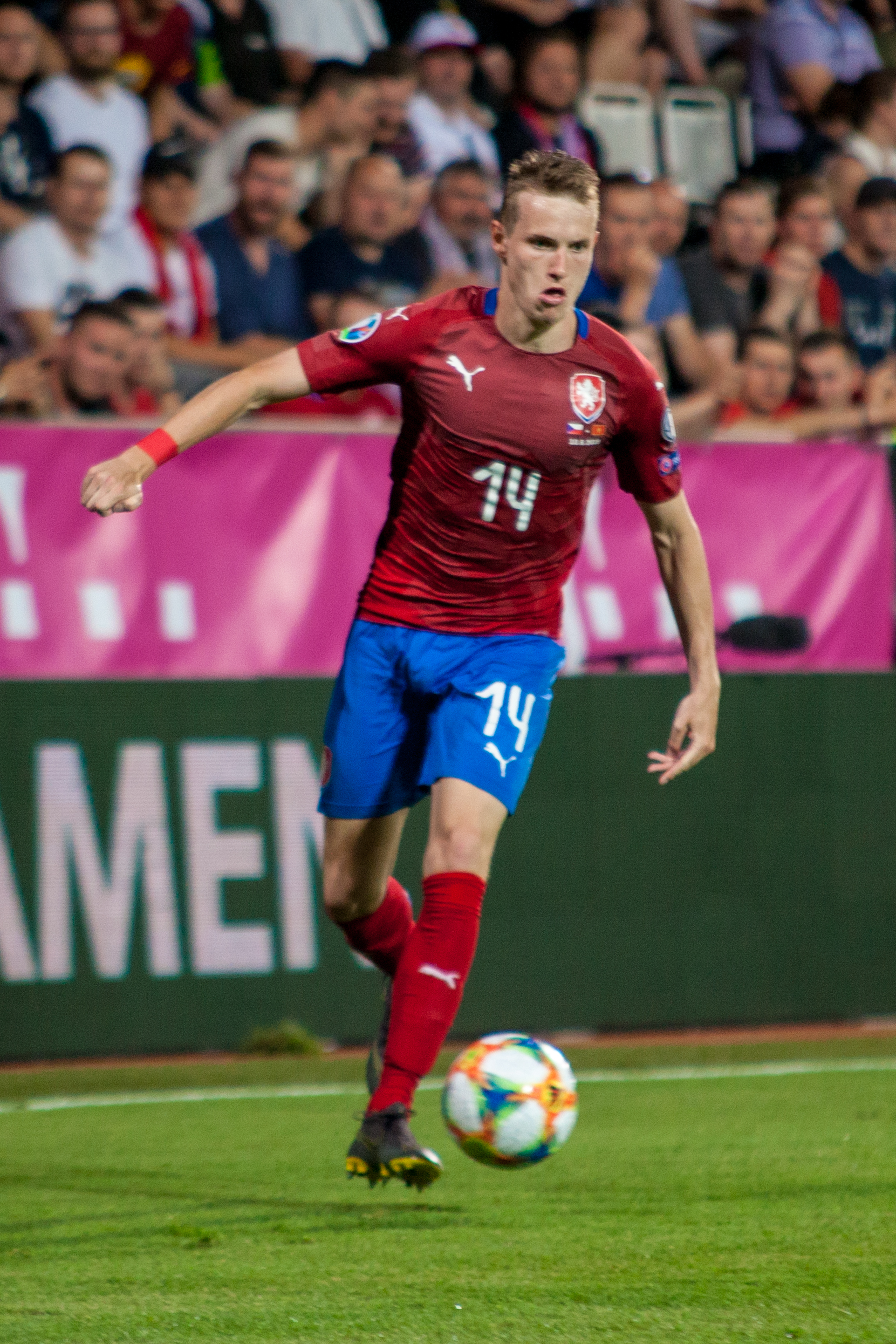
Jakub Jankto (* 1996)

- 1996: Jakub Jankto, tschechischer Fußballspieler
- 1996: Breezy Johnson, US-amerikanische Skirennläuferin
- 1998: Semyel Bissig, Schweizer Skirennläufer
- 1998: Lars Rösti, Schweizer Skirennläufer
- 1998: Sebastian Stalder, Schweizer Biathlet
- 1999: Eliane Christen, Schweizer Skirennläuferin
- 1999: Lucas Ribeiro, brasilianischer Fußballspieler
- 1999: Kristina Olegowna Tkatsch, russische Poolbillardspielerin

### 21. Jahrhundert
- 2001: Niklas Jahn, deutscher Fußballspieler
- 2004: Sofia Raffaeli, italienische Rhythmische Sportgymnastin
- 2006: Lana Pudar, bosnische Schwimmerin

## Gestorben

### Vor dem 19. Jahrhundert
- 0532: Flavius Hypatius, oströmischer Senator und Gegenkaiser, Anführer des Nika-Aufstandes
- 0532: Flavius Pompeius, oströmischer Patrizier, Anführer des Nika-Aufstandes
- 0639: Dagobert I., König der Franken
- 0923: At-Tabarī, islamischer Historiker
- 0985: Eginolfus, Bischof von Lausanne
- 1302: al-Hakim I., Kalif der Abbasiden
- 1341: al-Khāzin al-Baghdādī, islamischer Koranexeget
- 1383: Nicholas Burnell, 1. Baron Burnell, englischer Adliger
- 1423: Simon de Cramaud, französischer Jurist, Diplomat, Kirchenpolitiker und Pseudokardinal
- 1445: Antonio Correr, Kardinal der römisch-katholischen Kirche
- 1479: Johann II., König von Aragón, König von Sardinien, durch Ehe König von Navarra
- 1483: Wilhelm von Egmond, flämischer Adeliger, Statthalter von Gelderland
- 1499: Ulrich Ellenbog, deutscher Mediziner
- 1547: Henry Howard, Earl of Surrey, englischer Adliger und Dichter
- 1550: Johann Lersner, deutscher Rechtswissenschaftler, Richter und Hochschullehrer

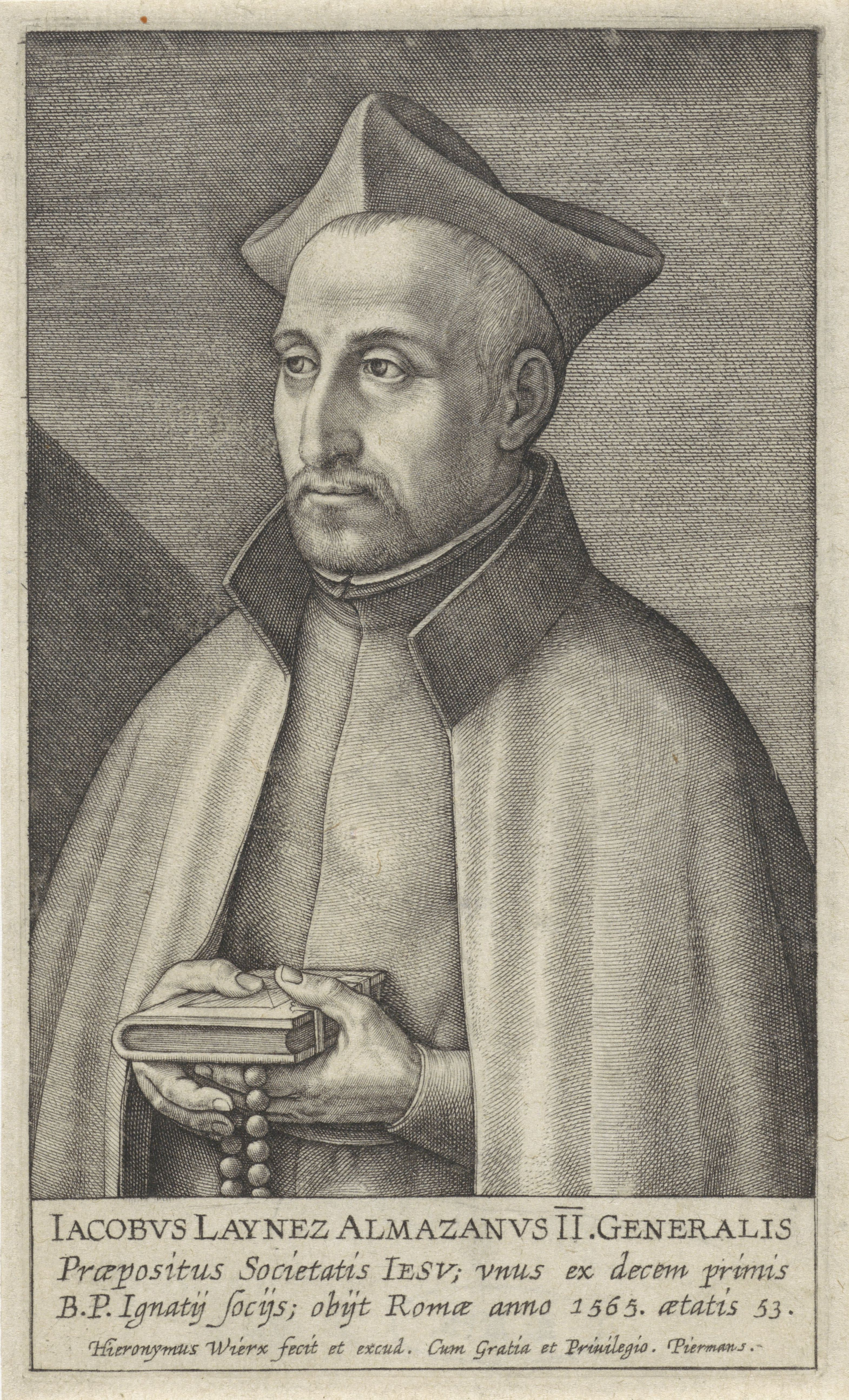
Diego Laínez († 1565)

- 1565: Diego Laínez, spanischer Jesuit
- 1571: Paris Bordone, italienischer Maler
- 1576: Hans Sachs, deutscher Schuhmacher, Sänger und Dichter
- 1592: Johann Rudolf Stumpf, Schweizer evangelischer Geistlicher und Heimatforscher
- 1598: Heinrich, Herzog zu Braunschweig und Lüneburg, Inhaber der Herrschaft Dannenberg
- 1601: Henry Herbert, 2. Earl of Pembroke, englischer Adliger
- 1608: Bernard Maciejowski, Primas von Polen, Kardinal und Erzbischof von Gniezno (Gnesen)
- 1609: Kazimierz Lew Sapieha, polnisch-litauischer Staatsmann
- 1629: Abbas I., persischer Herrscher aus der Dynastie der Safawiden
- 1636: Marcus Gerards der Jüngere, flämischer Maler
- 1645: Pedro de Orrente, spanischer Maler
- 1652: Wilhelm Slavata, Oberstlandkämmerer, Oberstkämmerer und Oberstkanzler von Böhmen
- 1656: Kazimierz Lew Sapieha, polnisch-litauischer Staatsmann
- 1661: Thomas Venner, englischer Küfer
- 1692: Jan Commelin, niederländischer Pflanzenhändler und Botaniker

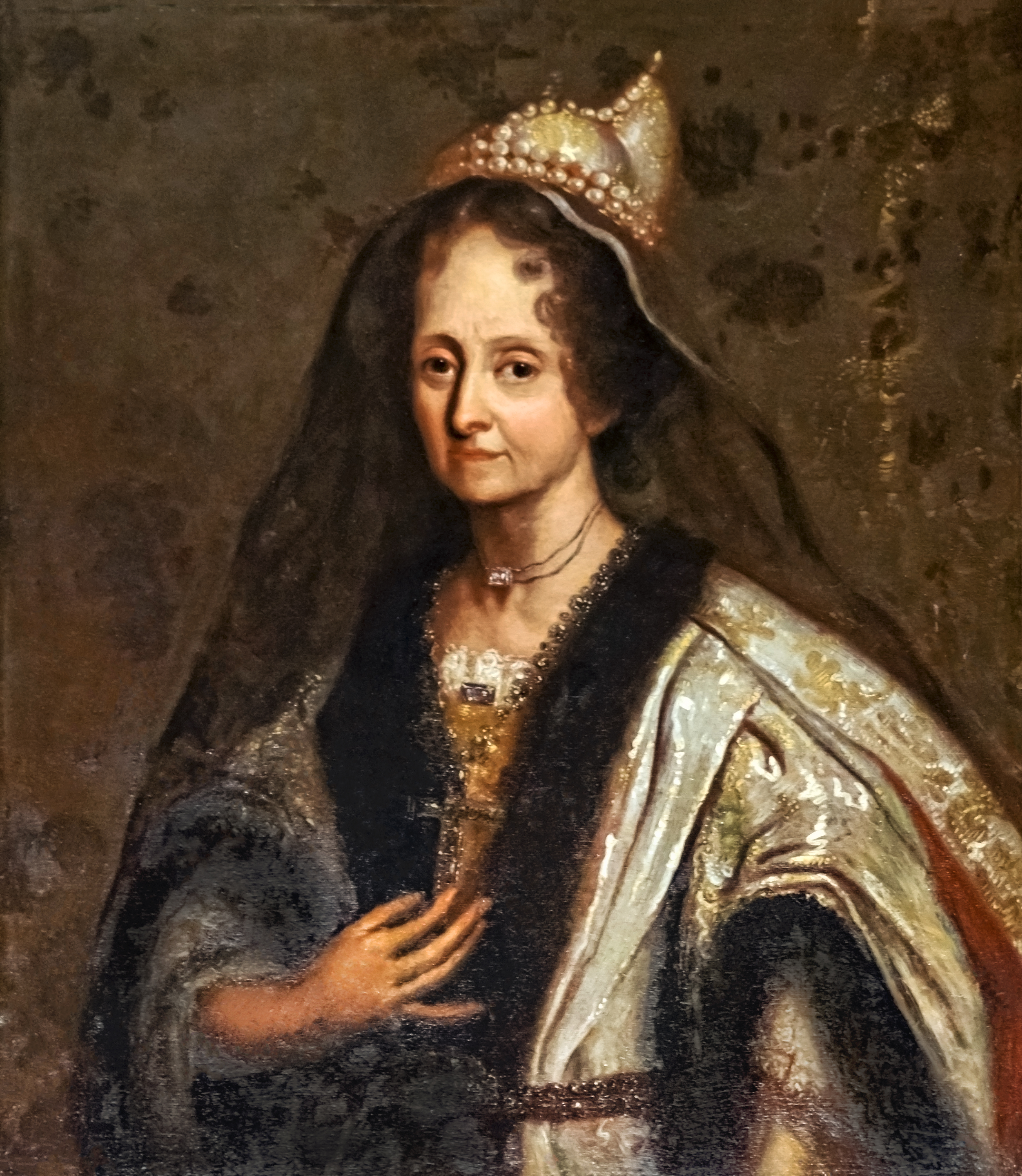
Elisabetta Querini († 1709)

- 1709: Elisabetta Querini, Dogaressa von Venedig
- 1710: Francesco Cupani, italienischer Arzt, Theologe und Botaniker
- 1720: Eleonore Magdalene von Pfalz-Neuburg, Kaiserin des Heiligen Römischen Reichs
- 1729: William Congreve, britischer Dramatiker und Dichter
- 1729: Jacob Züblin, Bürgermeister von St. Gallen
- 1735: Alexander Mack, deutscher christlicher Erneuerer und Pietist
- 1748: Ernst August I., Herzog von Sachsen-Weimar und Sachsen-Eisenach
- 1753: André Joseph Panckoucke, französischer Schriftsteller und Buchhändler
- 1760: Giuseppe Belli, italienischer Soprankastrat

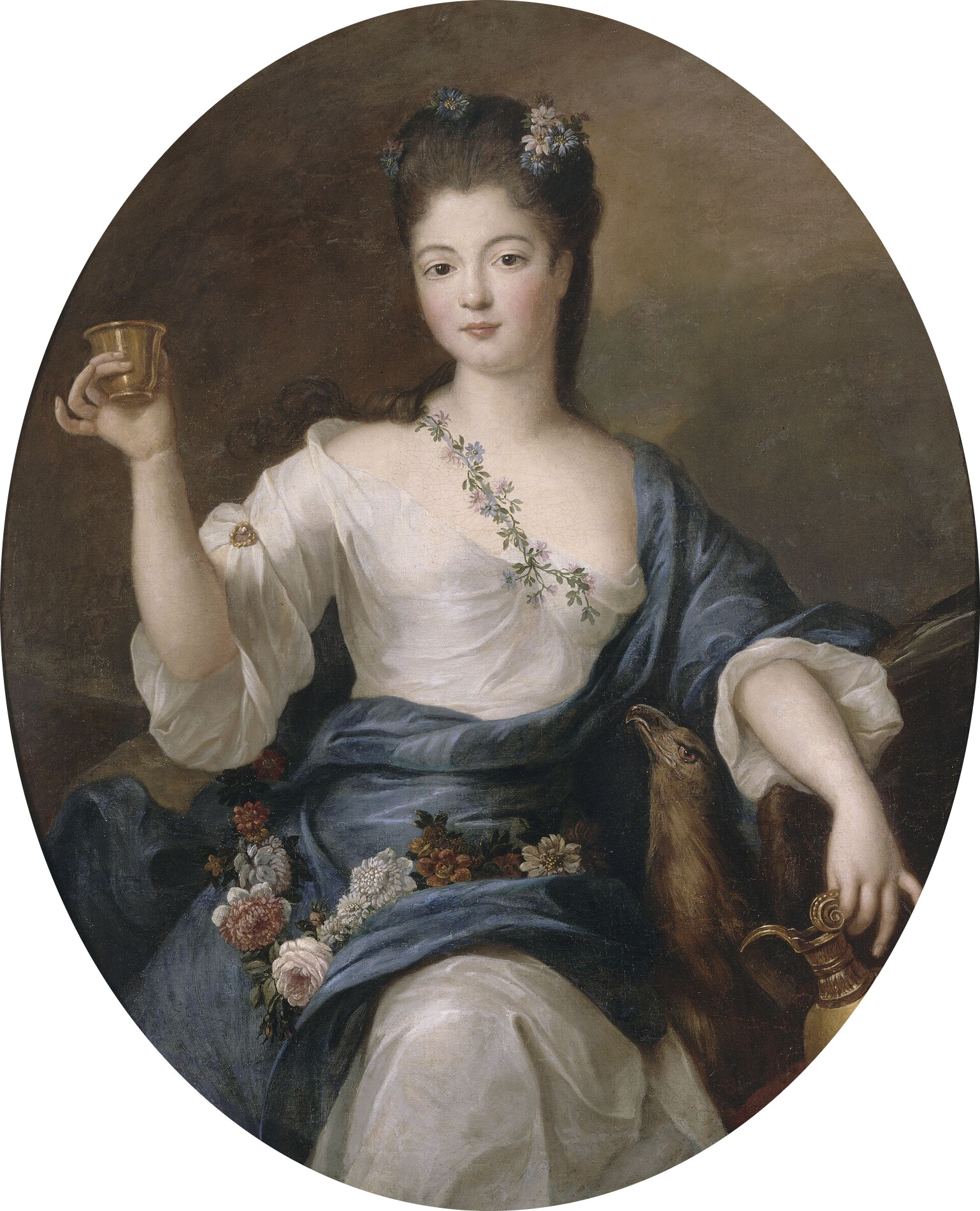
Charlotte Aglaé d’Orléans († 1761)

- 1761: Charlotte Aglaé d’Orléans, französische Adelige, Herzogin von Modena

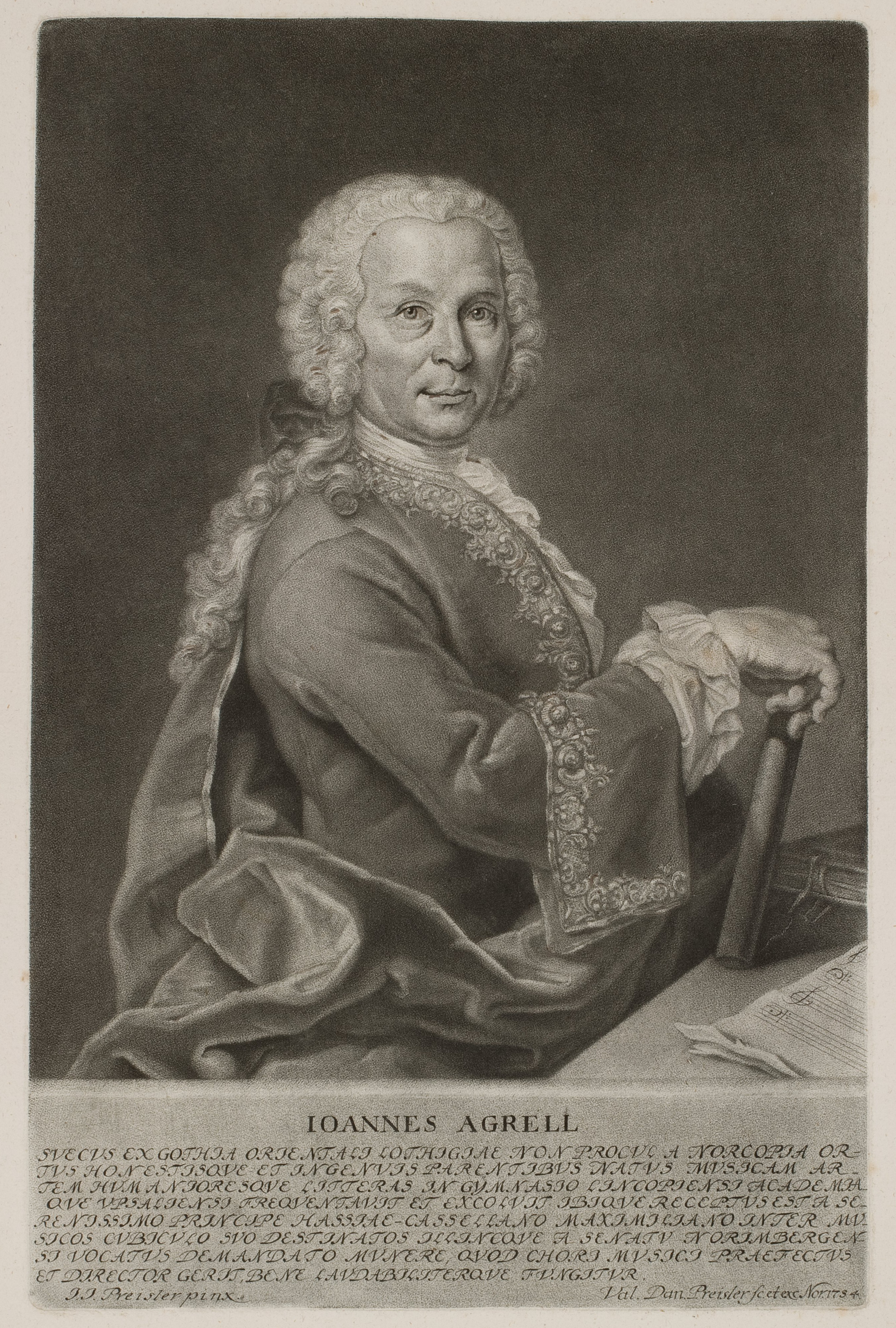
Johan Agrell († 1765)

- 1765: Johan Agrell, schwedischer Komponist und Kapellmeister
- 1771: John Burton, englischer Arzt und Antiquar
- 1775: Johann Adam Löw, deutscher evangelischer Geistlicher
- 1789: Jeremias Majer, englischer Maler deutscher Herkunft
- 1793: Katsukawa Shunshō, japanischer Holzschnittkünstler und Maler

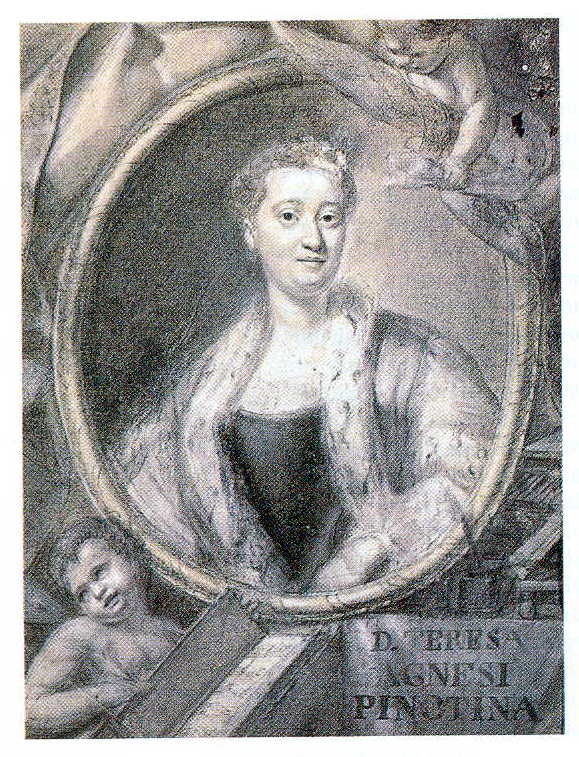
Maria Teresa Agnesi Pinottini († 1795)

- 1795: Maria Teresa Agnesi Pinottini, italienische Komponistin und Cembalistin

### 19. Jahrhundert
- 1814: Karl Friedrich Senf, deutscher evangelischer Theologe und Kirchenlieddichter
- 1819: Gerhard Anton von Halem, deutscher Jurist und Schriftsteller der Spätaufklärung
- 1825: Isaac Salomon Anspach, Schweizer evangelischer Geistlicher und Politiker

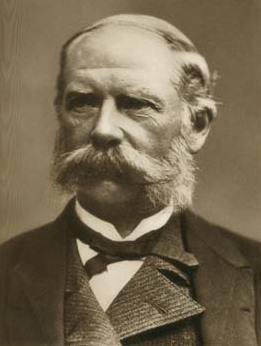
Hermann von Schlagintweit († 1826)

- 1826: Hermann von Schlagintweit, deutscher Naturforscher und Entdecker
- 1830: Wenzel Matiegka, böhmischer Komponist
- 1833: Friedrich Adrian von Arnstedt, deutscher Landrat
- 1833: Ferdinand Hérold, französischer Komponist
- 1839: Ludwig Wilhelm, Landgraf von Hessen-Homburg
- 1842: Joseph Jérôme Siméon, französischer Jurist und Politiker
- 1847: Charles Bent, US-amerikanischer Politiker
- 1847: Antoinette Murat, Fürstin von Hohenzollern-Sigmaringen
- 1848: Isaak D’Israeli, englischer Schriftsteller und Literaturhistoriker

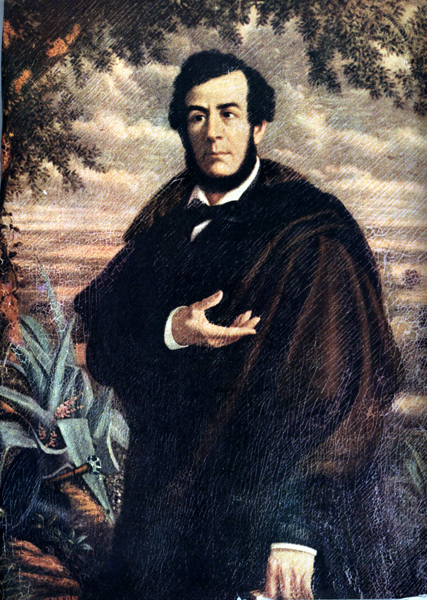
Esteban Echeverría († 1851)

- 1851: Esteban Echeverría, argentinischer Dichter
- 1853: Charles Baker Adams, US-amerikanischer Naturforscher
- 1856: Ernst von Seherr-Thoß, deutscher Offizier und Gutsbesitzer
- 1856: Franz Anton Staudenmaier, deutscher katholischer Theologe und Professor
- 1857: Franz Limmer, österreichischer Komponist
- 1861: Albert Niemann, deutscher Chemiker
- 1865: Pierre-Joseph Proudhon, französischer Ökonom, Soziologe und Anarchist
- 1869: Karl von Reichenbach, deutscher Industrieller, Chemiker, Naturforscher und Philosoph

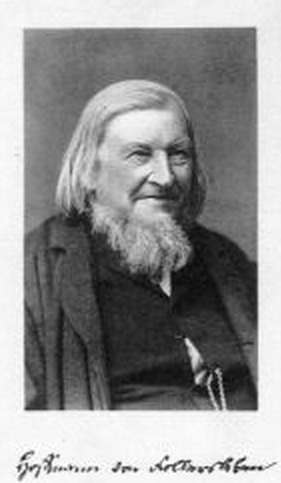
August Heinrich Hoffmann von Fallersleben († 1874)

- 1874: August Heinrich Hoffmann von Fallersleben, deutscher Germanist und Dichter (Deutsche Nationalhymne)
- 1879: Eduard Heuchler, deutscher Architekt und Baumeister
- 1879: Georg Eduard Steitz, deutscher evangelischer Theologe und Historiker
- 1880: Jules Favre, französischer Politiker
- 1880: Georg Friedrich Steinike, deutscher Rechnungsrat
- 1883: Georg Ferdinand Howaldt, deutscher Goldschmied, Bildhauer und Erzgießer
- 1887: André-Charles-Victor Reille, französischer General
- 1888: Anton de Bary, deutscher Naturwissenschaftler, Mediziner und Botaniker
- 1890: Georg Albert, Fürst von Schwarzburg-Rudolstadt und preußischer General
- 1890ː Mathilde von Guaita, deutsche Mäzenin
- 1890: Eugen Pierer, deutscher Verleger
- 1891: Lockroy, französischer Librettist und Schauspieler
- 1893: Stefan Augsburger, österreichischer Lyriker, Priester und Politiker
- 1895: Moriz Carrière, deutscher Schriftsteller und Philosoph
- 1895ː Marie Červinková-Riegrová, tschechische Schriftstellerin und Librettistin
- 1896: Heinrich Thalboth, österreichischer Schauspieler, Regisseur und Dramatiker
- 1897: Hermann von Nördlinger, deutscher Forstwissenschaftler
- 1898: Henri Deloncle, französischer Journalist
- 1898: Ernst Ludwig Taschenberg, deutscher Entomologe
- 1900: Heinrich Ancker, deutscher Politiker und Unternehmer

### 20. Jahrhundert

#### 1901–1950

Bernhard Danckelmann († 1901)

- 1901: Bernhard Danckelmann, deutscher Forstbeamter und Forstwissenschaftler
- 1901: Henrik August Flindt, dänischer Landschaftsarchitekt und Garteninspektor
- 1902: August Köhler, deutscher Kolonialbeamter und Gouverneur von Togo
- 1902ː Joseph du Sacré-Cœur, Ordensschwester der Sœurs de la charité de la Providence
- 1906: Bartolomé Mitre, erster argentinischer Präsident, militärischer Führer und Verleger

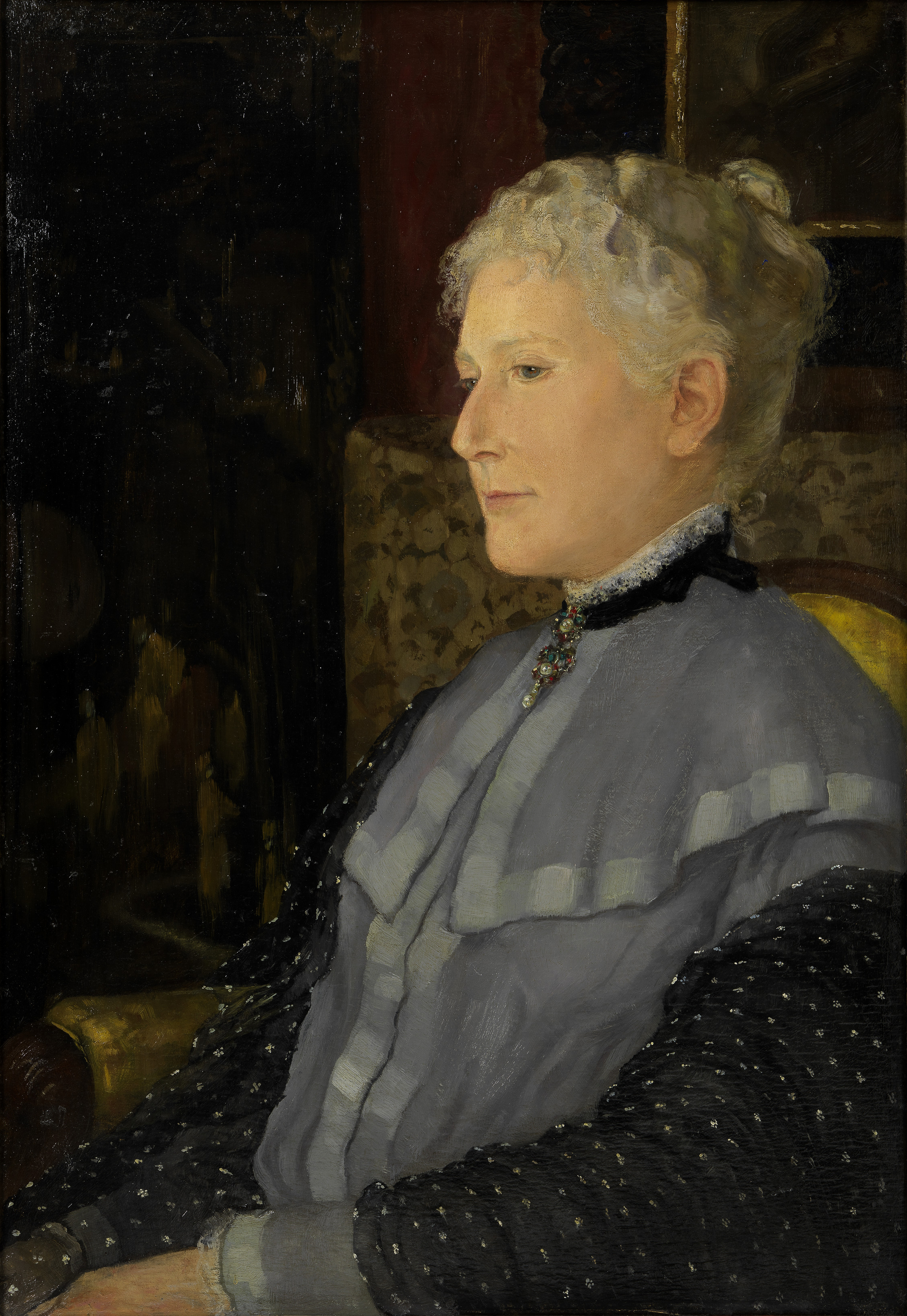
Franziska von Wertheimstein († 1907)

- 1907: Franziska von Wertheimstein, Wiener Mäzenin
- 1908: Arthur Chenevière, Schweizer Bankier und Politiker
- 1909: Gustav Ritter von Meyer, deutscher Justizrat und Ehrenbürger von Bayreuth
- 1909: Umewaka Minoru I., japanischer Nōschauspieler
- 1914: Rudolf Genée, deutscher Schriftsteller
- 1915: Georg Krogmann, deutscher Fußballspieler
- 1924: Emil Adam, deutscher Maler
- 1924: Francis Chaponnière, Schweizer evangelischer Theologe und Hochschullehrer
- 1924: Manuel Magallanes Moure, chilenischer Schriftsteller und Literaturkritiker
- 1926: Stephan Ehses, deutscher römisch-katholischer Pfarrer und Kirchenhistoriker
- 1927: Charlotte von Belgien, Prinzessin von Belgien, Kaiserin von Mexiko
- 1929: Jan Hiermeyer, Schweizer Sportreporter und Fernsehmoderator
- 1929: Liang Qichao, chinesischer Gelehrter und Reformist der Qing-Dynastie
- 1930: Frank Plumpton Ramsey, britischer Mathematiker und Logiker
- 1934: Karl Arnsperger, deutscher Verwaltungsbeamter
- 1934: Georg Capellen, deutscher Komponist und Musikwissenschaftler
- 1935: Christian Hülsen, deutscher Archäologe

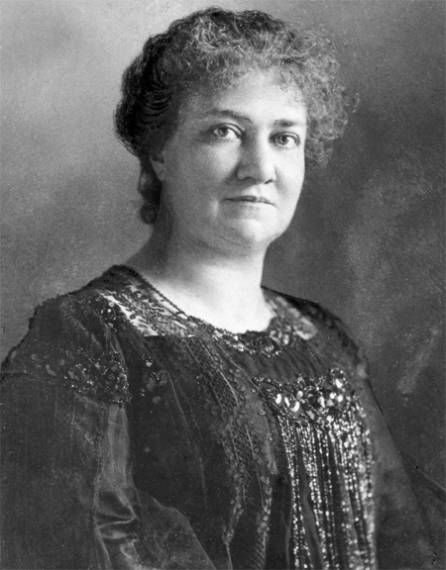
Rosa Mayreder († 1938)

- 1938: Rosa Mayreder, österreichische Schriftstellerin und Frauenrechtlerin
- 1942: William E. Andrews, US-amerikanischer Politiker
- 1942: Coleman Livingston Blease, US-amerikanischer Politiker
- 1942: Walter Spies, deutscher Musiker und Maler
- 1945: Gustave Mesny, französischer General, Opfer eines Kriegsverbrechens
- 1946: Johannes Abromeit, deutscher Botaniker
- 1946: Frank Stephen Meighen, kanadischer Offizier und Kunstmäzen
- 1949: Herbert Drews, deutscher Motorradrennfahrer

#### 1951–2000
- 1952: Wilhelm Schäfer, deutscher Schriftsteller
- 1953: Hans Albrecht Freiherr von Rechenberg, deutscher Politiker, MdB
- 1954: Maximilian Suppantschitsch, österreichischer Maler
- 1955: Gus Arnheim, US-amerikanischer Pianist, Komponist, Arrangeur und Bandleader
- 1956: Charles Dingle, US-amerikanischer Schauspieler
- 1958: Frieda Mikola, österreichische Lehrerin und Politikerin
- 1959: Hansjörg Sumi, Schweizer Skispringer
- 1959: Hans Venatier, deutscher Schriftsteller
- 1960: Ralph Peer, US-amerikanischer Musiker
- 1961: J. Hervey Germain, kanadischer Schauspieler und Humorist
- 1962: Snub Pollard, australischer Schauspieler
- 1963: Théodore Aubert, schweizerischer Politiker
- 1964: Firmin Lambot, belgischer Radrennfahrer
- 1966: Julius Bender, deutscher evangelischer Theologe und Landesbischof der Evangelischen Landeskirche in Baden
- 1968: Ray Harroun, US-amerikanischer Automobilrennfahrer
- 1969: Robert Lusser, deutscher Ingenieur
- 1969: Jan Palach, tschechoslowakischer Philosophie-Student, der sich selbst verbrannte
- 1969: Carlo Salamano, italienischer Automobilrennfahrer
- 1969: Ilse Thouret, deutsche Motorrad- und Automobilrennfahrerin, Sportlerin sowie Sportjournalistin
- 1970: Albert Mähl, deutscher Schriftsteller und Journalist
- 1970: Hal March, amerikanischer Komiker, Schauspieler, Fernsehmoderator und Drehbuchautor
- 1970: L. G. McKinley, US-amerikanischer Blues-Gitarrist
- 1971: Ignazio Giunti, italienischer Rennfahrer
- 1972: Arturo Moroni, italienischer Ruderer
- 1973: Marie Adamczyk, österreichische Krankenpflegerin
- 1974: Paul Desmarteaux, kanadischer Schauspieler
- 1974: Franz Nabl, österreichischer Schriftsteller
- 1977: Émile Gilioli, französischer Bildhauer
- 1977: Lothar Zitzmann, deutscher Maler

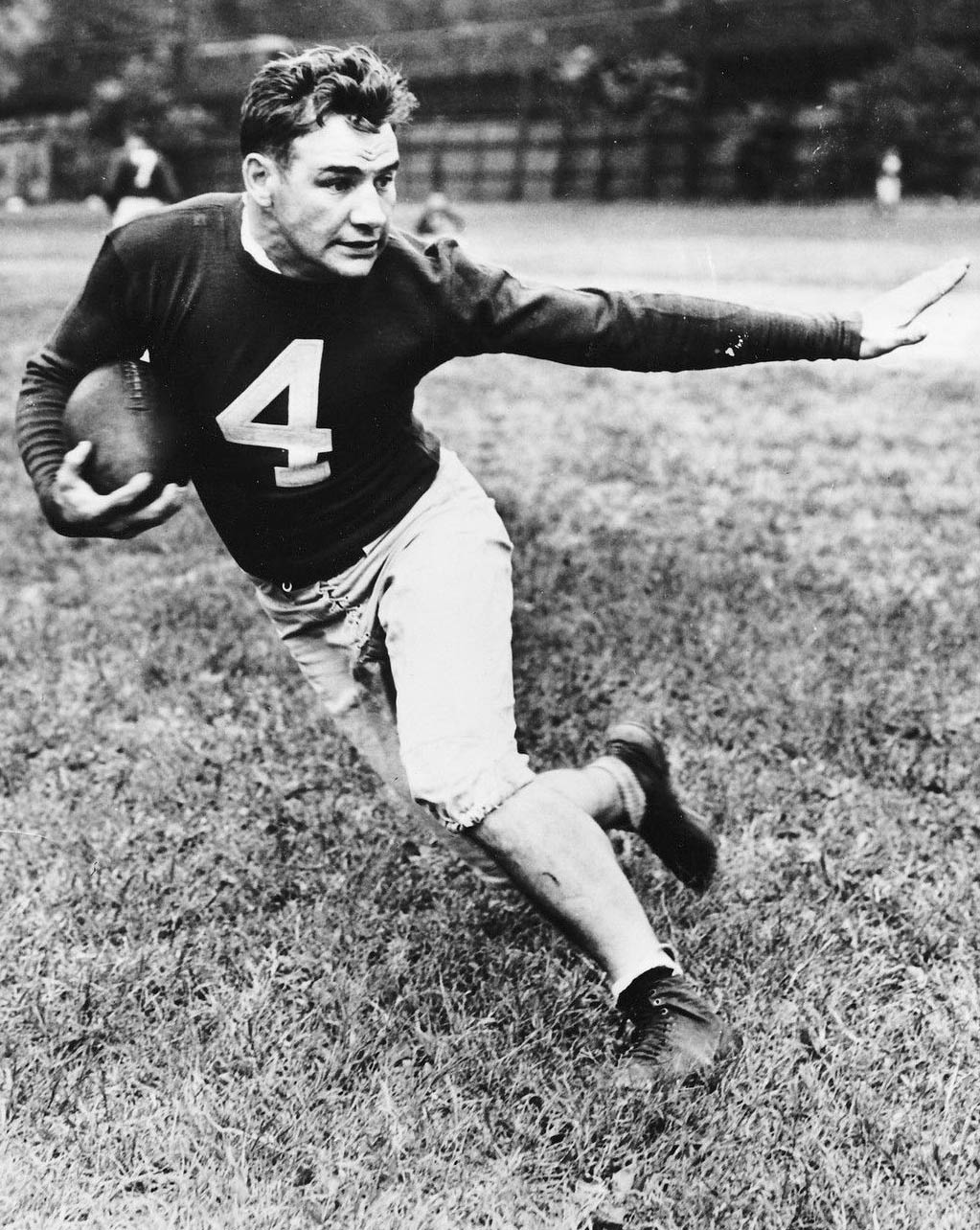
Tuffy Leemans († 1979)

- 1979: Tuffy Leemans, US-amerikanischer American-Football-Spieler
- 1979: Paul Meurisse, französischer Schauspieler
- 1980: Wanda Chmielowska, polnische Pianistin und Musikpädagogin
- 1981: Francesca Woodman, US-amerikanische Fotografin

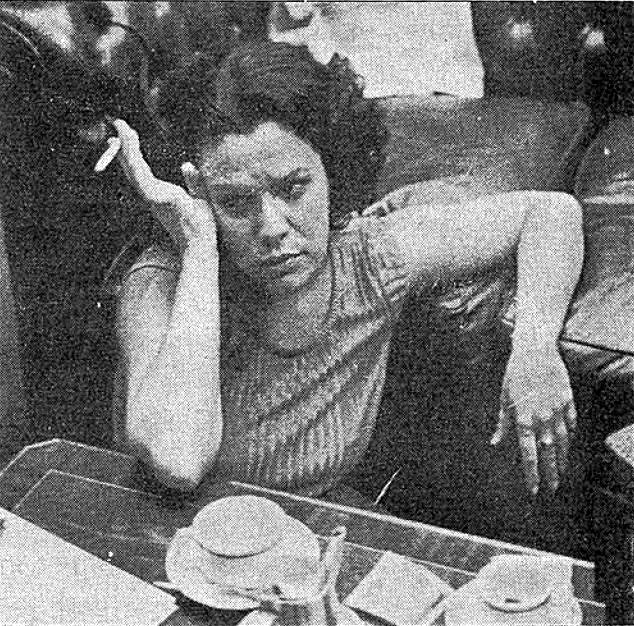
Elis Regina († 1982)

- 1982: Elis Regina, brasilianische Sängerin
- 1982: Leopold Trepper, polnischer Kommunist, Widerstandskämpfer und Publizist
- 1982: Marya Zaturenska, US-amerikanische Schriftstellerin
- 1984: Everhard Bungartz, deutscher Unternehmer und Politiker, MdL
- 1984: Wolfgang Staudte, deutscher Regisseur
- 1985: Eric Voegelin, deutsch-US-amerikanischer Politologe und Philosoph
- 1986: Ingeborg Bukor, deutsche Bildhauerin
- 1986: Sammy Drechsel, deutscher Kabarettist, Journalist und Sportreporter
- 1986: Leo Kowalski, deutscher Komponist und Pianist
- 1986: Hans Hartvig Seedorff Pedersen, dänischer Lyriker
- 1987: Lawrence Kohlberg, US-amerikanischer Psychologe und Erziehungswissenschaftler
- 1987: Fred Lohse, deutscher Komponist und Musikpädagoge
- 1988: Jewgeni Alexandrowitsch Mrawinski, russischer Dirigent
- 1990: Pierre Barbizet, französischer Pianist und Musikpädagoge
- 1990: Bhagwan Shree Rajneesh, indischer Sektenführer

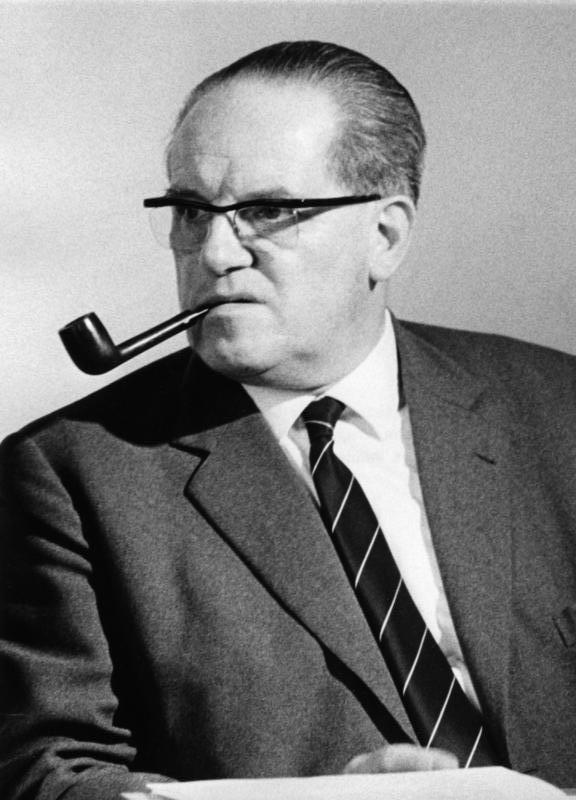
Herbert Wehner († 1990)

- 1990: Herbert Wehner, deutscher Politiker, MdEP, MdB und Bundesminister, langjähriger Fraktionsvorsitzender
- 1991: Gernot Reinstadler, österreichischer Skirennläufer
- 1991: Helen van Beurden, niederländische Handballspielerin
- 1995: Hermann Henselmann, deutscher Architekt
- 1996: Upendranath Ashk, indischer Schriftsteller, Journalist und Verleger
- 1996: Ulrich Hausmann, deutscher Archäologe
- 1997: Wilmut Borell, deutscher Schauspieler
- 1997: Rolf Sammet, deutscher Chemiker und Unternehmensmanager
- 1998: Cornelis Kalkman, niederländischer Botaniker
- 1998: Carl Perkins, US-amerikanischer Musiker und Pionier des Rockabilly
- 1999: Ortrud Beginnen, deutsche Schauspielerin
- 1999: Peter Boschung, Schweizer Mediziner, Mundart-Schriftsteller und Kulturpolitiker
- 2000: Bettino Craxi, italienischer Ministerpräsident

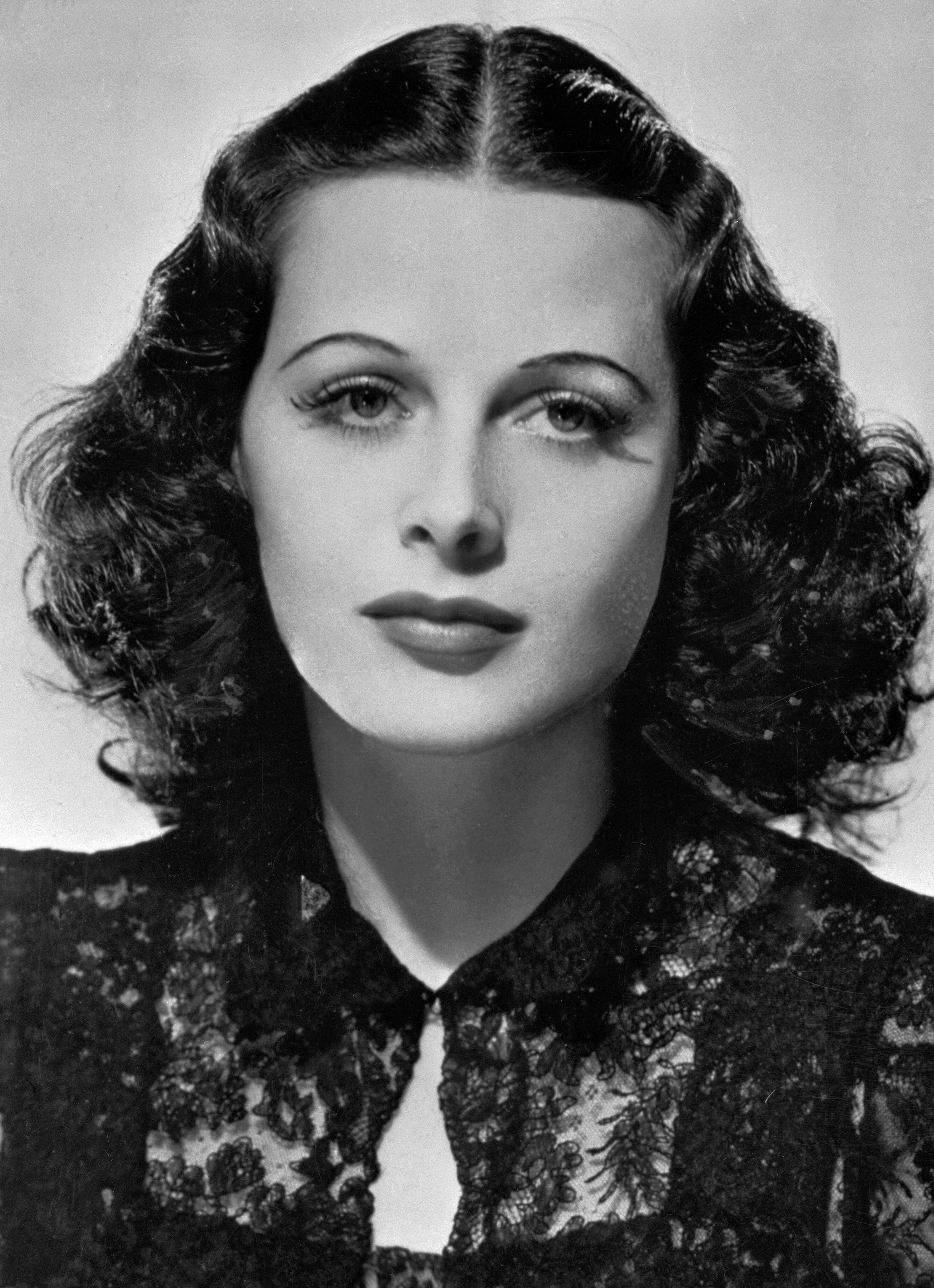
Hedy Lamarr († 2000)

- 2000: Hedy Lamarr, österreichische Filmschauspielerin
- 2000: George Ledyard Stebbins, US-amerikanischer Biologe und Botaniker
- 2000ː Gita Tost, deutsche Autorin, Liedermacherin sowie feministische und lesbische Aktivistin

### 21. Jahrhundert
- 2002: Jeffrey Astle, englischer Fußballspieler
- 2002: Franz Innerhofer, österreichischer Schriftsteller
- 2002: Vavá, brasilianischer Fußballspieler
- 2003: Ralf Arnie, deutscher Komponist
- 2004: Wilhelm Buckermann, deutscher Kommunalpolitiker
- 2005: Anita Kulcsár, ungarische Handballspielerin
- 2005: Egon Wagenknecht, deutscher Forst- und Jagdwissenschaftler
- 2006: Gábor Agárdi, ungarischer Schauspieler
- 2006: Thomas Christian David, österreichischer Komponist, Dirigent, Chorleiter und Flötist
- 2006: Anthony Franciosa, US-amerikanischer Schauspieler
- 2006: Wilson Pickett, US-amerikanischer Sänger
- 2006: Franz Seitz, deutscher Filmproduzent, Filmregisseur und Drehbuchautor
- 2006: Carola Stern, deutsche Publizistin und Journalistin
- 2007: Asger Aaboe, dänischer Mathematik- und Astronomiehistoriker
- 2007: Scott Bigelow, US-amerikanischer Profi-Wrestler
- 2007: Gerhard Bronner, österreichischer Komponist und Kabarettist
- 2007: Hrant Dink, armenischer Journalist mit türkischer Staatsangehörigkeit
- 2007: Denny Doherty, kanadischer Sänger
- 2008: Karl Diehl, deutscher Industrieller
- 2008: Andy Palacio, belizischer Musiker

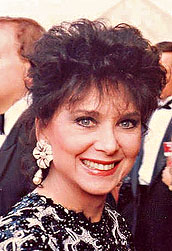
Suzanne Pleshette († 2008)

- 2008: Suzanne Pleshette, US-amerikanische Filmschauspielerin
- 2008: Albert Pütz, deutscher Schriftsteller und Jurist
- 2008: John Stewart, US-amerikanischer Singer-Songwriter
- 2009: Herbert Adamec, österreichischer Schauspieler und Regisseur
- 2009: Zenonas Petrauskas, litauischer Völkerrechtler und Politiker
- 2010: Ernst Cramer, deutscher Publizist und Vorstandsvorsitzender der Axel-Springer-Stiftung
- 2010: Panajot Pano, albanischer Fußballspieler
- 2011: Ralf Regitz, deutscher Veranstalter (Love Parade)
- 2012: Peter Åslin, schwedischer Eishockeytorwart
- 2012: Sarah Burke, kanadische Freestyle-Skierin

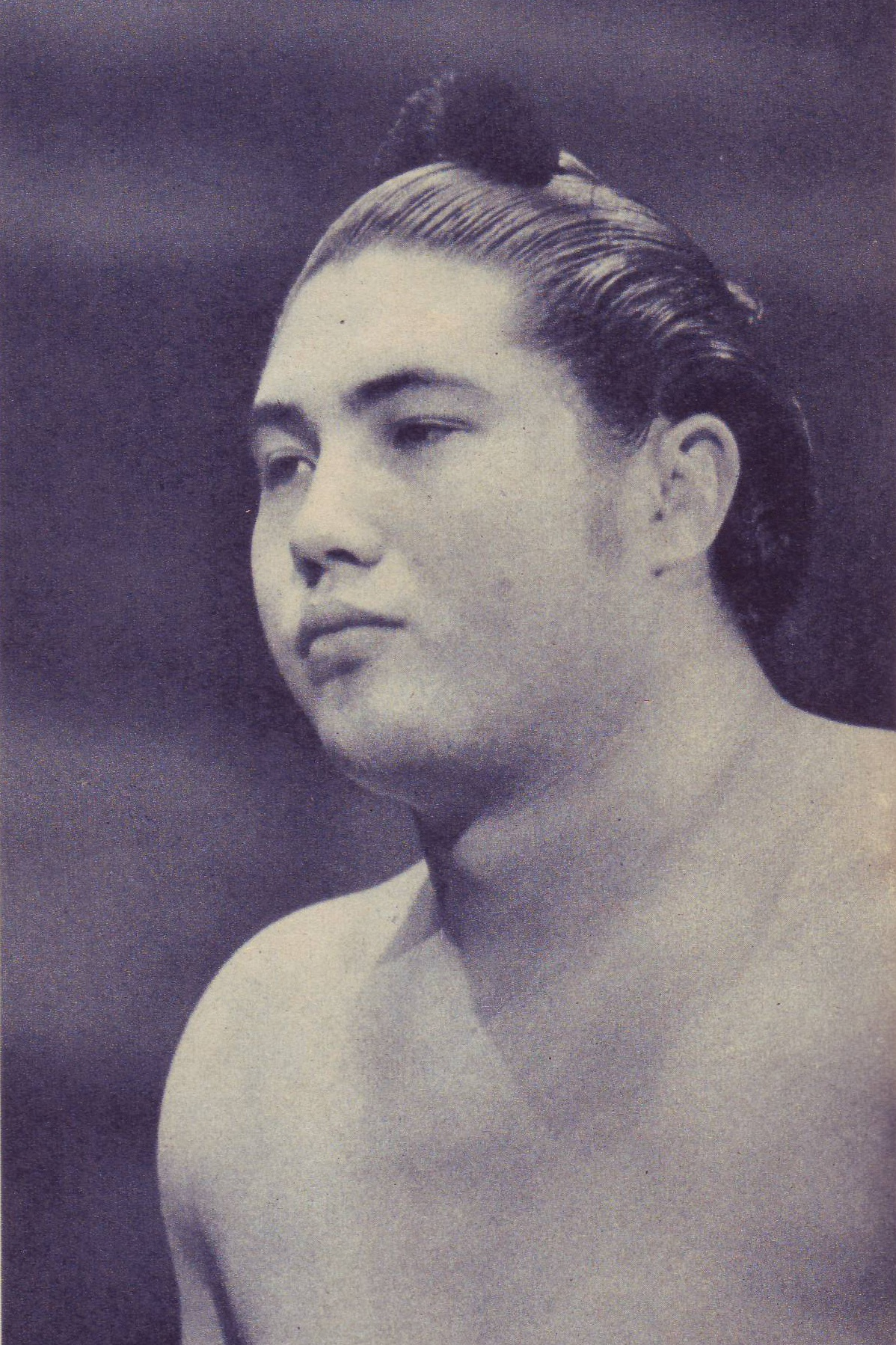
Taihō Kōki († 2013)

- 2013: Taihō Kōki, japanischer Sumoringer
- 2013: Hans-Jürgen Massaquoi, deutsch-amerikanischer Journalist und Schriftsteller
- 2015: Arthit Kamlang-ek, thailändischer Militär und Politiker
- 2015: Robert Manzon, französischer Automobilrennfahrer
- 2015: Ward Swingle, US-amerikanischer Musiker und Arrangeur
- 2016: Günther Andergassen, Tiroler Komponist und Untergrundkämpfer
- 2016: Andreas Buro, deutscher Politikwissenschaftler
- 2016: Ettore Scola, italienischer Filmregisseur und Drehbuchautor
- 2017: Loalwa Braz, brasilianische Sängerin (Kaoma)
- 2017: Miguel Ferrer, US-amerikanischer Schauspieler
- 2017: Gert J. Hödl, österreichischer Eis- und Sandkünstler
- 2018: Marcel Frémiot, französischer Komponist
- 2019: Uwe-Detlev Jessen, deutscher Schauspieler und Regisseur
- 2019: Tony Mendez, US-amerikanischer Geheimdienstoffizier
- 2019: Muriel Pavlow, britische Schauspielerin
- 2019: Hans Peter Treichler, Schweizer Journalist, Autor und Interpret von Volksliedern und Chansons
- 2021: Louis Giani, US-amerikanischer Ringer
- 2021: Danial Jahić, serbischer Leichtathlet
- 2021: Manfred Regitz, deutscher Chemiker
- 2022: Tommy Angell, US-amerikanische Fechterin
- 2022: Hans-Jürgen Dörner, deutscher Fußballspieler und -trainer, Olympiasieger
- 2022: Stanisław Grędziński, polnischer Leichtathlet
- 2022: Hardy Krüger, deutscher Schauspieler und Schriftsteller
- 2022: William Taylor, britischer Boxer
- 2022: Gaspard Ulliel, französischer Schauspieler
- 2023: Norbert Sattler, österreichischer Kanute
- 2024: Ewa Podleś, polnische Altistin

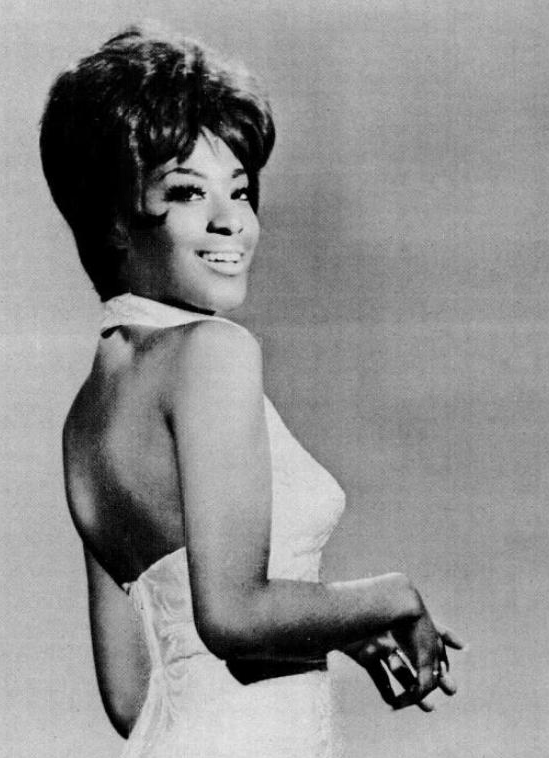
Marlena Shaw († 2024)

- 2024: Marlena Shaw, amerikanische Jazzsängerin
- 2024: Mary Weiss, US-amerikanische Sängerin
- 2025ː Anna Bruns, deutsche Politikerin, MdHB
- 2025ː Eva Klein, ungarisch-schwedische Medizinerin und Krebsforscherin
- 2025ː Angelika Noegel, deutsche Biochemikerin und Hochschullehrerin

## Feier- und Gedenktage
- Kirchliche Gedenktage
  - Johann Michael Hahn, deutscher pietistischer Gemeinschaftsgründer (evangelisch)
  - Hl. Pia von Karthago, Märtyrerin (katholisch)
  - Hl. Heinrich von Uppsala, Glaubensbote in Finnland, Märtyrer, eventuell Bischof von Uppsala (evangelisch: ELCA, der katholische Gedenktag ist am 20. Januar)
  - Heilige Drei Ärzte, Marius, Martha, Abachum und Audifax (katholisch)
- Namenstage
  - Heinrich, Ljiljana, Mario, Marius, Martha, Pia

Weitere Einträge enthält die Liste von Gedenk- und Aktionstagen.